# Bogota
Pour les articles homonymes, voir Bogota (homonymie).
Bogota (en espagnol : Bogotá, Bogotá Distrito Capital, Bogotá D.C.),, anciennement Santa Fe de Bogotá Distrito Capital, est la capitale de la Colombie, ainsi que celle du département de Cundinamarca. Elle a été fondée le 6 août 1538 par le conquistador espagnol Gonzalo Jiménez de Quesada (1509-1579). Suivant l'organisation d'un district capital unitaire et décentralisé, Bogota jouit d'une autonomie lui permettant la gestion de ses intérêts dans les limites imposées par la Constitution et la loi,. Composée de 20 districts, elle est la métropole incontestée du pays aux points de vue administratif, économique et politique. 
Bogota se trouve au centre de la Colombie, dans une zone naturelle appelée savane de Bogota (espagnol : Sabana de Bogotá) située dans la partie sud de l'Altiplano cundiboyacense, ensemble de hauts plateaux de la cordillère Orientale, une ramification de la cordillère des Andes. Pour ce qui est de la superficie, Bogota est la plus grande ville de la Colombie, et son altitude de 2 640 mètres fait d'elle la troisième plus haute capitale du monde après La Paz (Bolivie) et Quito (Équateur).
En 2013, la population de Bogota et de son agglomération, qui inclut des municipalités telles que Chía, Cota, Soacha, Cajicá et La Calera, s'élève à 10 744 000 habitants. Elle s'étend sur 33 km du nord au sud, et sur 16 km d'est en ouest.
En tant que capitale du pays, Bogota est le siège des organes politiques les plus importants :
- la branche exécutive, dont le siège est le palais Nariño (en espagnol : Casa de Nariño), résidence officielle du président de la République ;
- la branche législative : Congrès de la république de Colombie (« Congreso de la República de Colombia ») ;
- la branche judiciaire, dont le siège est le Palais de justice de Colombie, situé place Bolívar, et qui comprend la Cour suprême (« Corte Suprema de Justicia »), la Cour constitutionnelle (« Corte Constitucional »)[7], le Conseil d'État (« Consejo de Estado ») et le Conseil supérieur de la magistrature (« Consejo Superior de la Judicatura »).

Sur le plan économique, elle se distingue en tant que centre économique et industriel de grande importance.
Bogota, ville la plus grande et la plus peuplée de Colombie, est aussi la plaque tournante industrielle, économique, culturelle et touristique du pays. Pour toutes ces raisons, elle occupe également une place prépondérante en Amérique latine.
La présence de nombreux musées, théâtres et bibliothèques participe à offrir à la ville une situation d'un grand intérêt sur le plan culturel. Certains de ces lieux culturels figurent parmi les plus importants de Colombie. De plus, des festivals de renommée nationale et internationale y sont organisés, attirant un public venu du monde entier.
Sur le plan académique, Bogota se distingue grâce aux universités qu'elle abrite, dont quelques-unes sont les plus réputées du pays. L'UNESCO lui a décerné le titre de Capitale mondiale du livre de l'année 2007.
La ville est surnommée « l'Athènes sud-américaine ».
Bogota, capitale de la Colombie, est classée 54e à l'indice Global Cities de 2010. Elle est considérée comme une ville globale (ou ville mondiale) de type Bêta+ par le GaWC.

## Toponymie
Le nom de Bogota provient de Bacatá, appellation donnée par les indigènes chibchas, un des groupes indiens dont la civilisation était la plus avancée. Parmi les Chibchas se côtoyaient des fermiers pacifiques et des orfèvres. Avant la conquête espagnole, la ville abritait une importante population. Le chroniqueur espagnol Juan de Castellanos (1522-1607) affirmait que le sens originel de Bacatá, en langue indigène, était « la fin des champs ». Le lieu où se situe actuellement Bogota avait reçu le nom de Muequetá (« champ ou savane des cultures »), et le district du Zipa, c'est-à-dire du prince chibcha le plus important parmi les gouvernants, était désigné sous celui de Funza (« homme puissant »). L'éducation du Zipa se faisait dans l'actuelle municipalité de Chía. C'est précisément sur le territoire actuel de Funza, municipalité située dans le département de Cundinamarca et banlieue de Bogota, mais probablement aussi aux alentours de Funza que l'on peut trouver la source de la population de Bacatá, la ville où habitait majoritairement le peuple chibcha.
Lors de l'arrivée des Espagnols dans les Indes, que les conquérants (conquistadores) appelèrent les Indes occidentales espagnoles, les Chibchas y vivaient déjà.
Au fil de l'Histoire, Bogota et ses alentours ont porté différents noms. En muisca, langue amérindienne — aujourd'hui éteinte — qui était parlée par les Indiens chibchas, l'appellation d'origine du lieu où les Espagnols fondèrent la cité était Thybzacá ou Teusacá, d'où vient Teusaquillo, l'actuel 13e district de Bogota. En 1538, quand le conquistador Gonzalo Jiménez de Quesada (1509-1579) fonda la cité, il lui donna le nom de Nuestra Señora de la Esperanza. Cependant, une année plus tard, en 1539, lors de la fondation juridique de la ville, ce nom changea en Santafé ou Santa Fe (Sainte Foi).
Le nom Santafé de Bogota (ou Santa Fe de Bogota) ne fut pas officiel durant l'époque coloniale, mais son utilisation devint commune par la nécessité de la distinguer des autres Santafé et parce que Bogota était le nom indien de la région. À cette époque, le district actuel de Funza portait aussi l'appellation de Bogota.
Après avoir obtenu son indépendance en 1819, Santa Fe reçut derechef le nom indien de l'ancienne capitale chibcha : Bogota. En fait, son nom officiel était, sauf pendant l'époque coloniale, Santa Fe de Bogota mais on l'appelait communément seulement Santa Fe pour la distinguer de l'actuelle Funza.
La constitution de 1991 a indirectement changé le nom de la capitale qui devint Santa Fe de Bogota. La polémique engendrée par ce changement a conduit à la réforme constitutionnelle du 18 août 2000 afin de supprimer les mots « Santa Fe de », lui redonnant finalement le nom de Bogota.

## Histoire

### Époque précolombienne

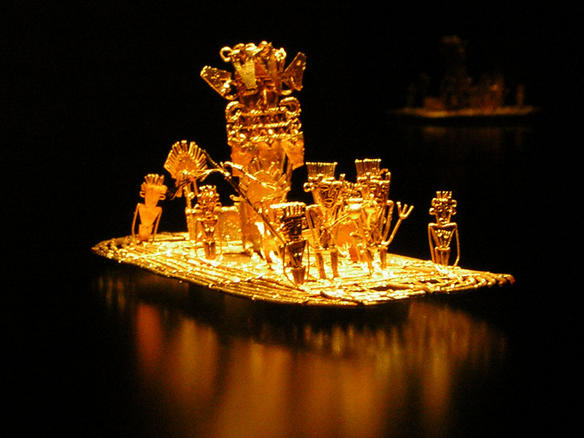
La Balsa Muisca, pièce précolombienne d'orfèvrerie, allusion à la légende d'El Dorado (musée de l'or de Colombie à Bogota).

À partir de 10500 av. J.-C., des chasseurs-cueilleurs habitèrent la zone. Dès 3500 av. J.-C., on remarque l'existence d'activités horticoles, de poterie et de la domestication du cochon d'Inde, pratiquées par des groupes qui, à l'origine, dépendaient de la chasse et de la cueillette. En 500 av. J.-C., la culture du maïs et celle de la pomme de terre étaient déjà largement répandues. Jusqu'en l'an 800 de notre ère, les Muiscas (la peuplade indigène la plus importante de la famille chibcha) vivaient dans la zone, résultat d'une migration d'origine chibcha, provenant d'autres territoires (probablement d'Amérique centrale), qui s'était mélangée avec la population déjà présente[réf. souhaitée].
Il manquait à la culture chibcha l'écriture. C'est pourquoi les chroniqueurs ont reconstitué l'histoire aborigène en recueillant des récits oraux qui remontent à 1470, date à laquelle le zipa Saguanmachica gouvernait Bogota. Tout en haut de l'échelle sociale se trouvait le monarque absolu (le zipa), suivi par l'ordre religieux des sages et des moines. Ensuite venaient les guerriers (ou güechas), puis les artisans, les commerçants, les paysans, etc.[réf. souhaitée].
On pense que les Chibchas ont peut-être eu coutume de sacrifier des jeunes filles capturées lors des guerres ou achetées à d'autres tribus. Il n'en existe toutefois aucune preuve solide ou vérifiable. Ils ont élaboré un calendrier d'une grande précision et une structure juridique complexe, connue sous le nom de « Code de Nemequene ». En outre, les monuments chibchas furent érigés avec des matériaux périssables, ce qui ne les empêcha pas de rester debout après l'arrivée des conquistadors européens[réf. souhaitée].
Même s'il est possible d'identifier des traits indigènes dans la population bogotanaise, comme Bogota a longtemps reçu des migrants de tout le pays, on peut rencontrer des phénotypes d'une grande diversité : couleur de peau, de cheveux et d'yeux, ce qui l'a convertie en une cité multiraciale[réf. souhaitée].

### Période coloniale

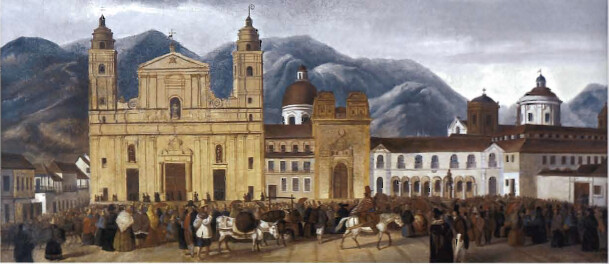
Place Bolívar et cathédrale en 1840 par José Santos Figueroa

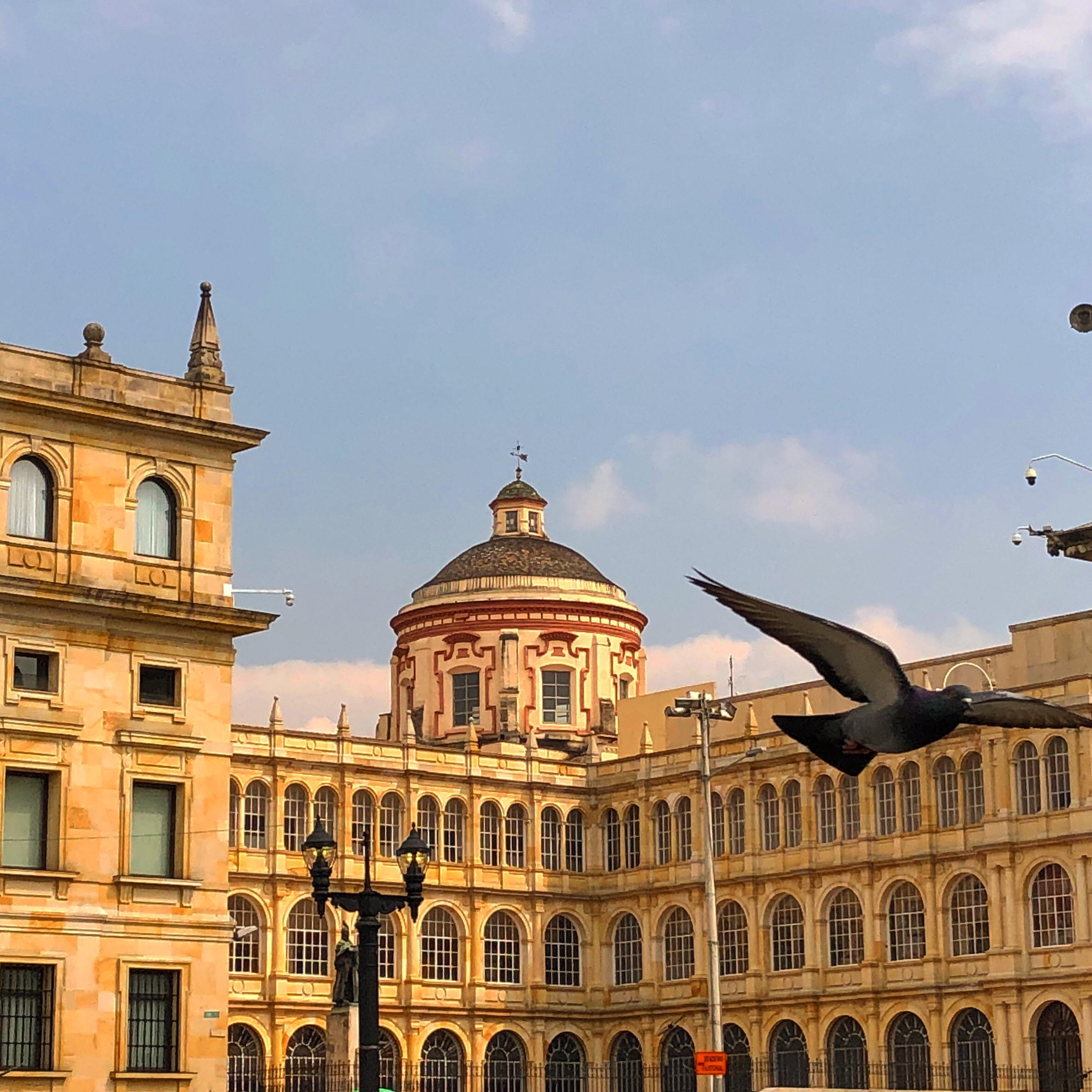
Le Collège de l'enseignement supérieur St Barthélemy, de style colonial, construit entre 1604 et 1622.

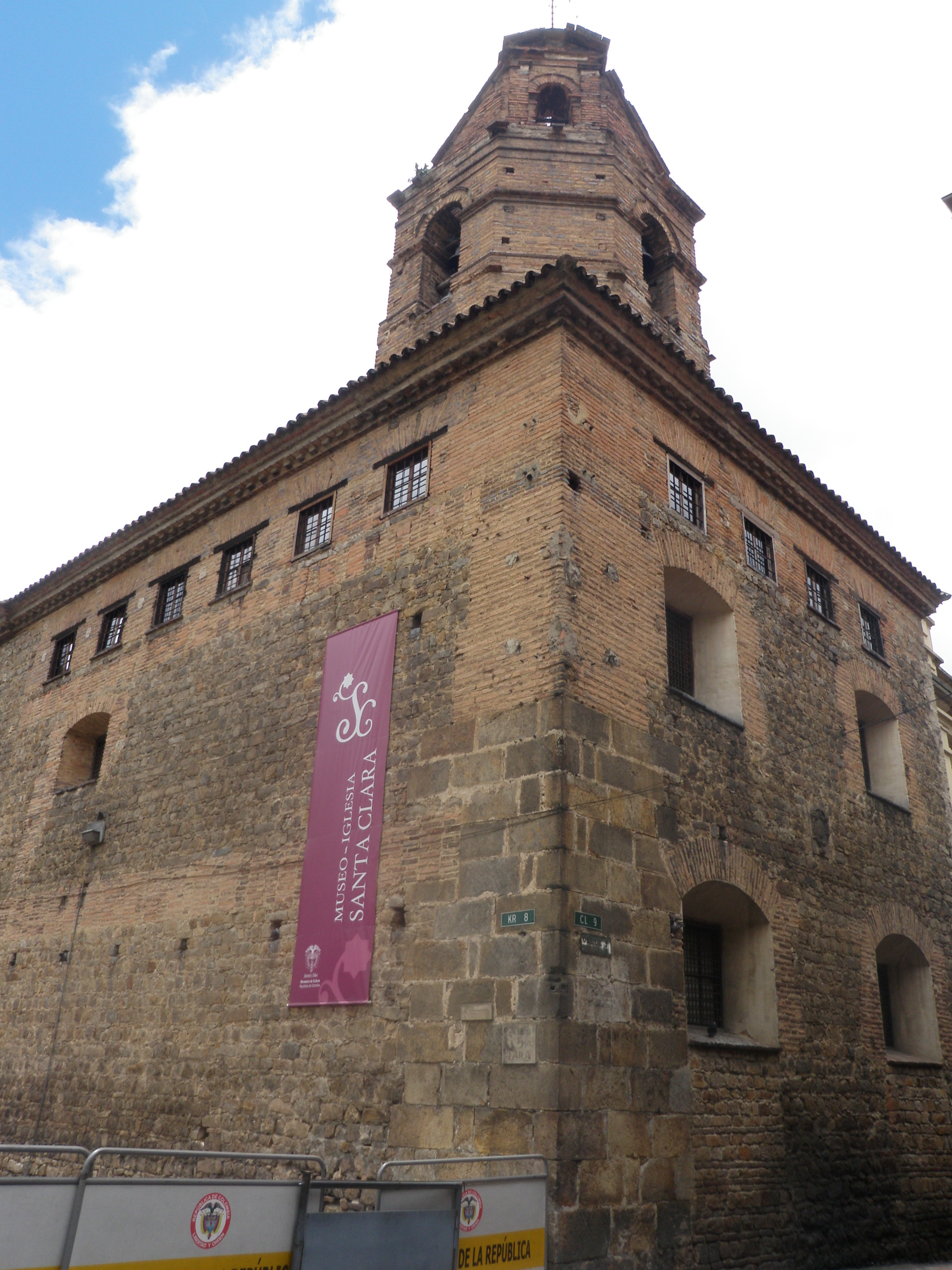
L'église de Sainte-Claire et musée, construite entre 1629 et 1647. Elle possède une grande collection de peintures coloniales colombiennes.

Gonzalo Jiménez de Quesada qui était revenu de son expédition militaire de Santa Marta (la capitale du département de Magdalena) et de la vallée du fleuve Magdalena avec plus de 500 hommes n'en comptait que 70 environ après sa victoire sur les Muiscas et la conquête de la savane de Bogota. Il annonça « la fondation de facto » de la cité ; la cérémonie eut lieu le 6 août 1538. Douze cabanes furent construites ainsi qu'une chapelle dans le site appelé Thybzacá, aujourd'hui Teusaquillo, le 13e district de Bogota. On suppose que l'événement se produisit sur l'actuelle Plazoleta del Chorro de Quevedo, bien qu'il n'existe aucun document le confirmant.
Le 22 avril 1539, Gonzalo Jiménez de Quesada procéda aussi à la fondation juridique de Santa Fe en compagnie des explorateurs Nikolaus Federmann et Sebastián de Belalcázar. Le nom de la ville, initialement Nuestra Señora de la Esperanza, fut changé en Santa Fe lors de la fondation juridique et le Conseil municipal de Santa Fe fut établi. Gonzalo Jiménez de Quesada donna à Santa Fe et aux territoires alentour le nom de Royaume de Nouvelle-Grenade dont la ville fut, durant toute la période coloniale, la capitale.
Le brevet royal de l'empereur Charles Quint éleva Santa Fe au rang de ville le 27 juillet 1540. En 1548, l'empereur octroya à Santa Fe le titre de « très noble, très loyale et ville très ancienne du Nouveau Règne » avec, pour armes, un blason sur lequel figure un aigle noir sur fond or, une grenade dans chaque serre, entouré de grenades d'or sur fond bleu.
Puis la ville devint dépendante de la vice-royauté du Pérou, fondée le 20 novembre 1542 par Charles Quint. Bogota fut également le siège du gouvernement de la Real audiencia de Santa Fe de Bogota (l'Audience royale de Santa Fe de Bogota), créée en 1550.
En 1717, la cité devint la capitale de la vice-royauté de Nouvelle-Grenade, créée par la couronne d'Espagne, accueillant ainsi les vice-rois, après avoir disputé le siège vice-royal à Carthagène des Indes, ville de Colombie fondée en 1533 par le conquistador Pedro de Heredia (1505 - 1554).
En 1783, le vice-roi créa une commission scientifique, dirigée par le médecin et naturaliste espagnol José Celestino Bruno Mutis y Bosio (1732 - 1808), qui commença ses recherches sur les collines de Santa Fe, premiers pas de ce qui, plus tard, sera connu comme l'Expédition botanique. Le naturaliste, géographe et explorateur allemand Alexander von Humboldt (1769 - 1859), en route vers Quito (Équateur), traversa la vice-royauté du nord au sud, passant par Carthagène des Indes, Bogota et Pasto. De 1802 à 1803 eut lieu la construction de l'Observatoire astronomique national de Colombie, le premier observatoire astronomique construit en Amérique, qui avait été promu par José Celestino Bruno Mutis y Bosio.
Quelques-uns des créoles les plus influents de la vice-royauté - de hauts personnages comparables à Policarpa Salavarrieta (1795 - 1817), héroïne de la résistance colombienne, et Antonio Nariño (1765 - 1823), président de l'État libre de Cundinamarca de 1811 à 1813, puis vice-président de la Grande Colombie en 1821 - habitaient la ville. C'est en grande partie là que le mouvement indépendantiste se produisit, auquel se rattachent les faits connus sous le nom de El Florero de Llorente (Le Vase de Llorente). Les frères Francisco et Antonio Morales recevaient à dîner un fonctionnaire du roi arrivé d'Espagne. En quête d'un fleuriste pour commander la décoration de la salle où était prévu cet évènement, ils interrogèrent un commerçant espagnol, José González Llorente, qui tenait boutique au coin nord-est de l'actuelle place Bolívar, la principale place de Bogota. Ils furent rejetés par celui-ci d'une façon qu'ils jugèrent inappropriée. Cela fut le prétexte d'une rixe qui dégénéra en désordre populaire et marqua, le 20 juillet 1810, le début de la lutte et du Cri (espagnol : El Grito) pour l'Indépendance. Bien que le territoire eût été reconquis en 1816 par les Espagnols, il obtint l'indépendance définitive en 1819.

### Période républicaine

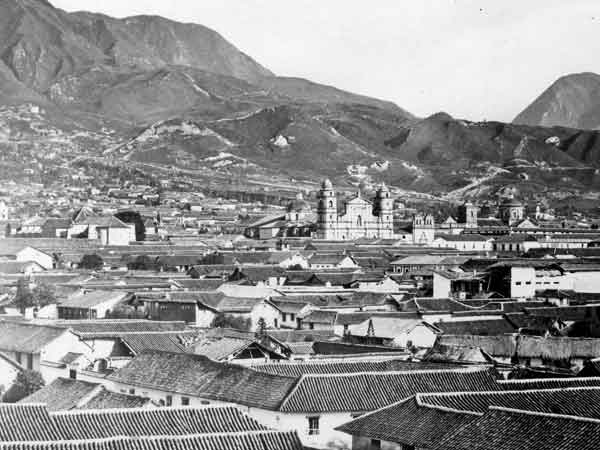
Bogota en 1868.

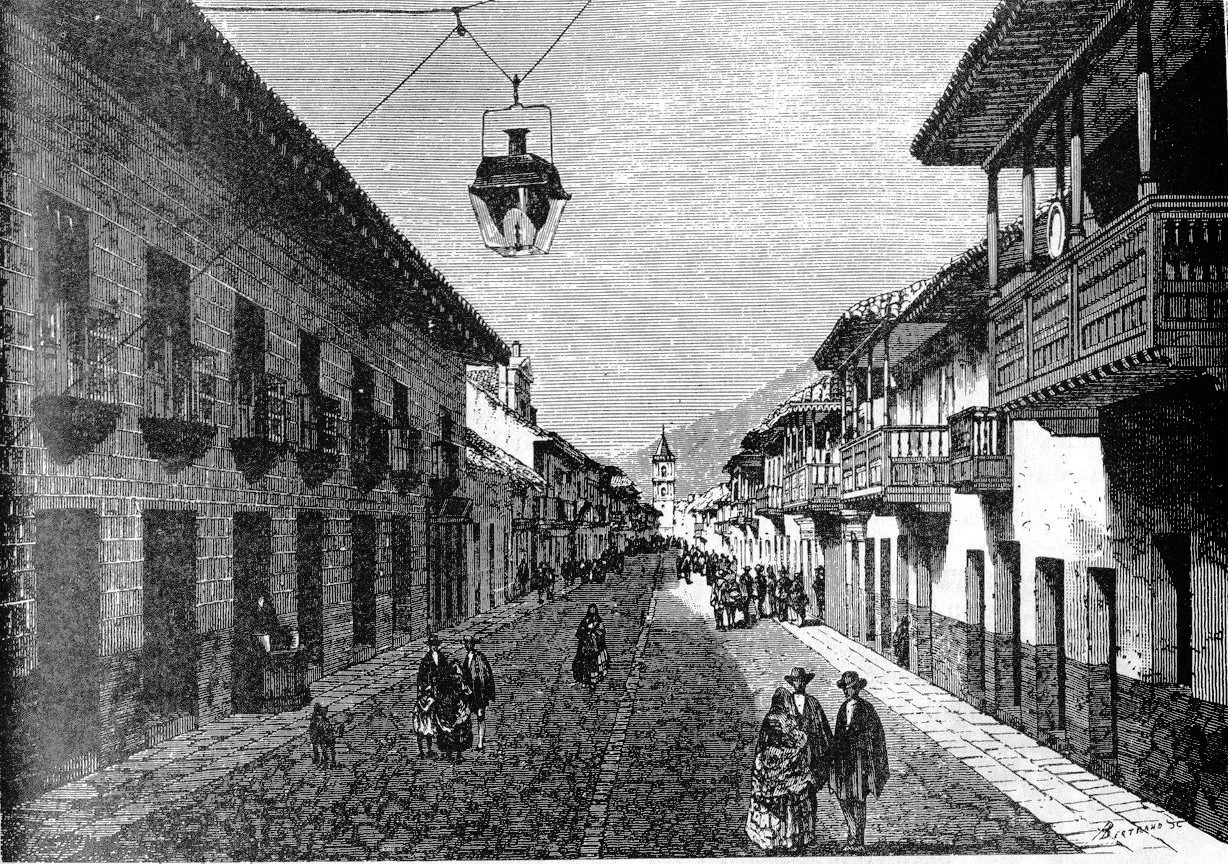
Calle Real, aujourd'hui carrera Séptima, à Bogota en 1869.

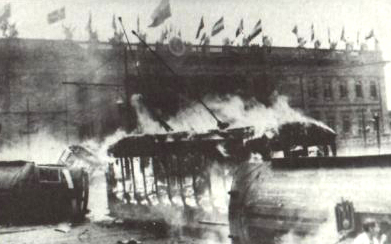
La mort du dirigeant libéral très populaire Jorge Eliécer Gaitán provoqua le Bogotazo.

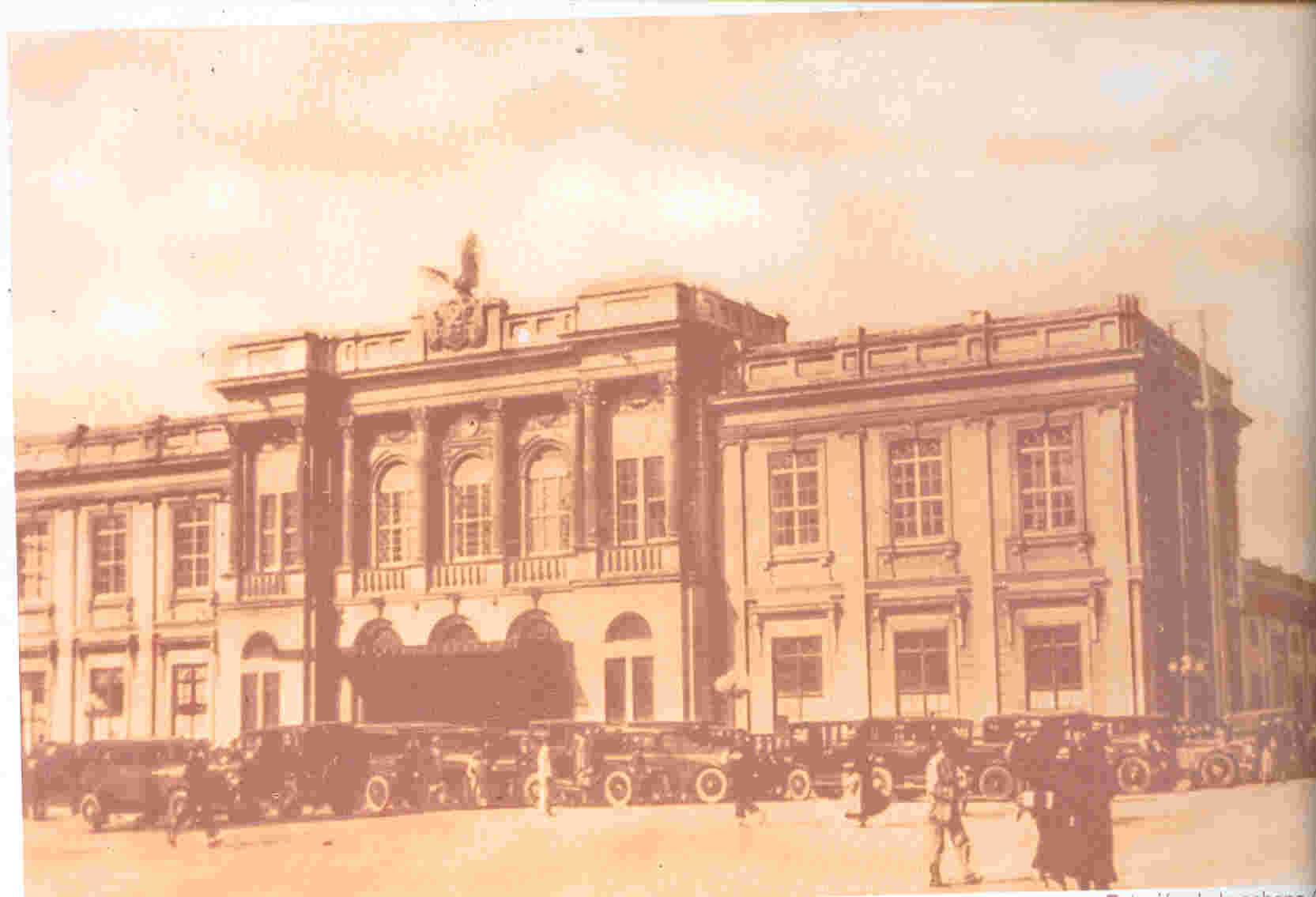
Gare centrale du chemin de fer de la Savane (Ferrocarril de la Sabana) en 1930.

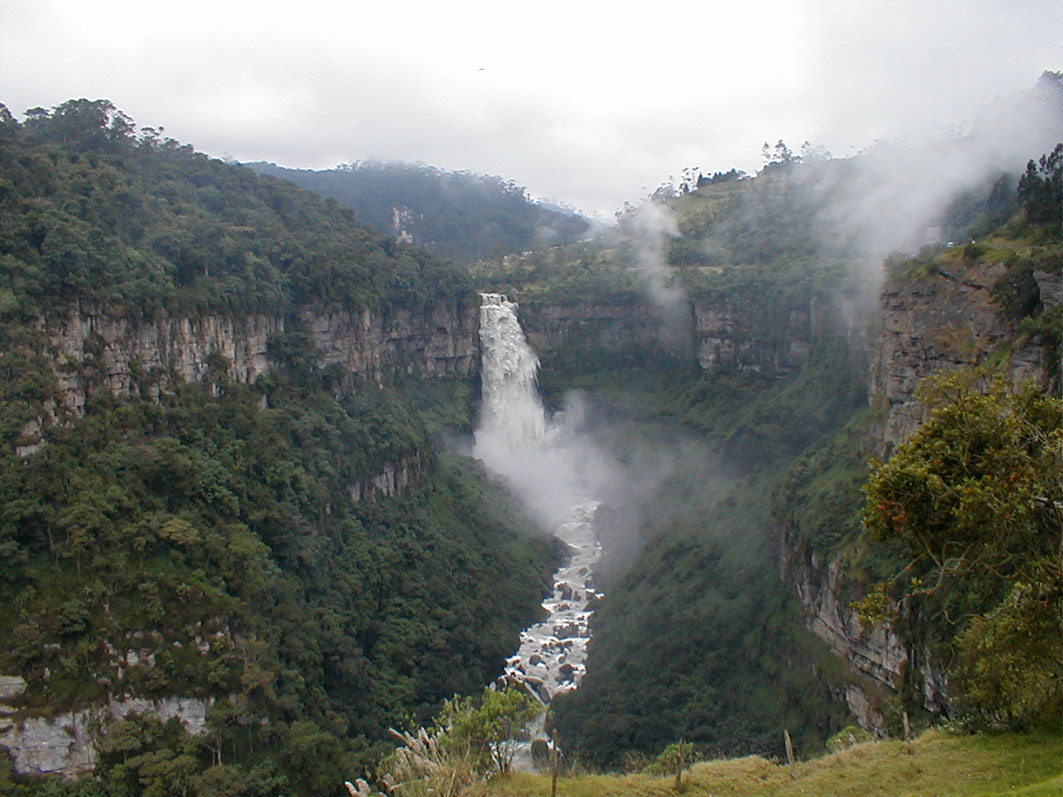
Salto del Tequendama (Chute du Tequendama).

Bogota devint la capitale de la Grande Colombie jusqu'en 1830, quand la dissolution de cet État permit de donner naissance à ceux qui sont aujourd'hui l'Équateur, le Venezuela et la Colombie (le Panama proclama son indépendance en 1903). Jusqu'à la fin du XXe siècle, l'histoire de la Colombie ne fut qu'une suite de guerres civiles, dont la plus notoire fut la guerre des Mille Jours (1899 - 1902), au cours de laquelle les factions du parti conservateur et du parti libéral massacrèrent la population.
Bogota reçut, en 1861, le titre de capitale des États-Unis de Colombie, ancien pays d'Amérique du Sud, et ses quelques quartiers, peu nombreux, furent élevés au rang de cantons.
En 1876, le Conseil de la ville établit une nomenclature et une numérotation des rues en remplaçant leur nom traditionnel par des nombres consécutifs, comme c'est le cas aujourd'hui.
En 1884, le service de tramway de la ville commença à fonctionner de la place Bolívar jusqu'à Chapinero, le 2e district de Bogota. Il était tiré par des mules.
En 1889 fut inaugurée la première ligne de chemin de fer reliant Bogota depuis San Victorino, quartier bogotanais, jusqu'à Facatativá, municipalité du département de Cundinamarca. Cette ligne de chemin de fer, terminée vers la fin du XIXe siècle et comptant plus de 100 km de voies ferrées, permettait, avec des correspondances, de voyager dans certaines zones du pays y compris jusqu'à la mer des Caraïbes (ou mer des Antilles). De 1910 à 1940, un système de tramways électriques, doté de nombreuses lignes, s'étendit autour de Bogota et de ses banlieues. Avec le train, ces moyens de transport ont été les piliers du développement de la ville dont la population, en 1912, dépassait à peine 120 000 habitants.
Dans les années 1920 fut inauguré à Bogota le premier aéroport d'Amérique latine et la ville commença à être approvisionnée en énergie électrique permanente avec la construction d'une centrale électrique, toujours en service, à la cascade du Tequendama, une chute d'eau de 132 mètres de haut qui se trouve dans la municipalité de San Antonio del Tequendama (département de Cundinamarca). La décennie suivante vit l'élaboration des premiers projets urbanistiques en l'honneur du quatrième centenaire de la fondation de la ville : un complexe urbanistique dans le quartier de Teusaquillo, la Cité universitaire, le parc national Enrique Olaya Herrera, ainsi nommé en hommage au président de la Colombie de 1930 à 1934, et le stade Nemesio Camacho El Campín, le principal stade de football de Bogota.
Cette floraison fut néanmoins assombrie par l'assassinat, le 9 avril 1948, de Jorge Eliécer Gaitán, homme politique colombien très populaire, chef du Parti libéral. Destruction et pillage d'une partie de la ville s'ensuivirent lors des évènements baptisés Bogotazo marquant le début de La Violencia (« La Violence »), période de guerre civile qui dura jusqu'en 1960.
Une des conséquences du Bogotazo fut que les familles de nantis, qui habitaient jusque-là dans le centre de la ville, commencèrent progressivement à déménager vers d'autres secteurs tels que Chapinero, le 2e district de Bogota, et parfois même jusqu'à des localités de banlieues comme Usaquén ou Suba, respectivement les 1er et 11e districts de la ville.
Au cours de la 9e Conférence panaméricaine organisée dans la ville en 1948, la charte de Bogota, également nommée traité américain de règlement pacifique (American Treaty on Pacific Settlement) ou pacte de Bogota, qui constitua l'institutionnalisation de l'Organisation des États américains (OEA), fut signée. La dictature militaire dirigée par le général Gustavo Rojas Pinilla de 1953 à 1957 contribua au développement de la cité grâce à la construction de l'Autopista Norte (en français : Autoroute du Nord), du nouvel aéroport international El Dorado, principal aéroport de Bogota ainsi que du pays, et à la reconstruction de l'avenue reliant le centre de la ville (Calle 26) et le Centro Internacional de Bogotá près duquel avait été inauguré l'hôtel Tequendama quelques années plus tôt.
En 1955, on créa le Distrito Especial - en tant qu'aire métropolitaine de Bogota - dans lequel furent intégrées les municipalités de Bosa, Engativá, Fontibón, Suba, Usme et Usaquén ; le hameau de Chapinero fut inclus dans le périmètre de la capitale et devint la première commune mineure de la ville.
En 1961, on entreprit la construction du quartier Ciudad Kennedy, le 8e district de Bogota, conformément au programme de l'Alliance pour le Progrès, créée par le président des États-Unis John F. Kennedy afin de renforcer la coopération entre l'Amérique du Nord et l'Amérique du Sud, et dirigée par le gouvernement américain.
En 1964, Puente Aranda, l'actuel 16e district, devint également une commune mineure de Bogota, suivie par Ciudad Kennedy en 1967. Cinq ans plus tard, on divisa la ville en seize communes mineures incluant des municipalités annexes. Les nouvelles communes furent les trois secteurs traditionnels du centre : Santa Fe, le 3e district, Teusaquillo, le 13e ainsi que mentionné plus haut, et Los Mártires, le 14e. On créa, en 1977, la commune mineure de La Candelaria, le 17e, et en 1983, du fait du chaos engendré par les invasions au sud, Ciudad Bolívar, le 19e district, devint une des autres communes de la ville. Avec la Constitution de 1991, le District Spécial se transforma en District Capital et les communes furent élevées au rang de districts. Bogota est alors divisée en vingt districts.
Divers évènements se sont déroulés dans le cadre du conflit armé en Colombie, qui débuta vers le milieu des années 1960 pendant lesquelles des guérillas eurent lieu, s'opposant par la suite aux groupes paramilitaires qui se constituèrent au cours des années 1980. Parmi les faits les plus frappants, on note la prise de l'ambassade de la République dominicaine, l'assaut contre le Cantón Norte, la Prise du palais de justice de Bogota, l'attentat au club El Nogal, de même que l'attentat perpétré par les trafiquants de drogues contre le bâtiment du Departamento Administrativo de Seguridad (DAS) (en français : Département administratif de Sécurité).
À partir du premier mandat du mathématicien et philosophe Antanas Mockus en tant que maire en 1995, la ville a subi d'importants changements. Au développement du système de transports en commun TransMilenio s'ajoutent la récupération d'espaces piétonniers, la construction de bibliothèques publiques et d'un réseau de pistes cyclables. On peut y ajouter l'implémentation de projets comme le Pico y placa, un programme de restrictions véhiculaires, la Hora zanahoria, une réglementation des heures de fermeture des débits de boissons, et d'autres programmes sociaux comprenant la création de restaurants communautaires et l'augmentation de la couverture éducative pour les familles ayant de bas revenus.

## Géographie

### Géographie physique
| Localisation de Bogota DC au Cundinamarca |

| Localisation du Cundinamarca en Colombie |

Carte des districts de Bogota D.C.
En rouge, l'aire urbaine de Bogota.
Bogota se trouve à une altitude de 2 640 m, dans la cordillère Orientale des montagnes du nord des Andes. Elle est située sur un plateau, au pied d'une chaîne de montagnes.
Les cerros (français : collines) de Guadalupe et de Monserrate bordent à l'est la savane de Bogota. Sur le cerro de Guadalupe sont érigées une petite chapelle dédiée à Notre-Dame de Guadalupe et une statue de 15 m de haut. Sur le cerro de Monserrate est construite une basilique, la basílica del Señor de Monserrate.
Plusieurs petits cours d'eau, dont le río San Francisco, traversent la ville jusqu'à l'extrémité sud-ouest du plateau et rejoignent le río Bogotá, également appelé río Funza, qui plonge au bord du plateau, à Tequendama, dans l'une des plus importantes attractions touristiques de Bogota : une magnifique chute d'eau de 132 m, le Salto del Tequendama cité plus haut.
Le climat est doux et tempéré. La température moyenne annuelle est de 12.5 °C, et les importantes précipitations atteignent environ 799 mm par an (en comparaison, à Paris, le total annuel est d'environ 600 mm).
La ville a un plan en damier, ou hippodamien, avec beaucoup de carreras (avenues orientées nord-sud) aux intersections des calles (rues orientées est-ouest). Il existe également deux types de rues ne respectant pas ce damier : les transversales, qui vont dans le sens des carreras, et les diagonales dans le sens des calles. Bogota comporte de nombreux parcs et jardins, dont le parc Simón Bolívar, à ne pas confondre avec la plaza de Bolívar où sont situés plusieurs importants édifices publics et églises.
Bogota est reliée par route aux côtes Pacifique et Atlantique de la Colombie, respectivement au nord et à l'ouest, ainsi qu'aux deux autres villes majeures du pays : Medellín, la capitale du département d'Antioquia, et Cali, celle de Valle del Cauca. La route panaméricaine, système de voies rapides et d'autoroutes reliant l'ensemble du continent américain, et l'autoroute Simón Bolívar traversent la ville.

### Découpage politico-administratif
Les districts (distritos) se subdivisent à leur tour en unités de planification locale (unidades de planeamiento local) appelées « UPL », localités (localidades). Ces zones regroupent plusieurs quartiers (barrios) et parfois des veredas qui sont des divisions administratives de la Colombie. 
| District           | Superficie (km2) | Population (2005) | Densité (hab./km2) |
| ------------------ | ---------------- | ----------------- | ------------------ |
| Usaquén            | 65,31            | 449 621           | 6 884              |
| Chapinero          | 38,99            | 122 991           | 3 154              |
| Santa Fe           | 44,87            | 107 044           | 2 386              |
| San Cristóbal      | 48,16            | 460 414           | 9 560              |
| Usme               | 215,56           | 267 423           | 1 241              |
| Tunjuelito         | 10,28            | 204 367           | 19 880             |
| Bosa               | 23,92            | 475 694           | 19 887             |
| Ciudad Kennedy     | 38,57            | 973 332           | 25 235             |
| Fontibón           | 33,26            | 312 629           | 9 400              |
| Engativá           | 35,56            | 781 138           | 21 967             |
| Suba               | 100,54           | 780 267           | 7 761              |
| Barrios Unidos     | 11,90            | 176 552           | 14 836             |
| Teusaquillo        | 14,21            | 126 125           | 8 876              |
| Los Mártires       | 6,55             | 95 541            | 14 586             |
| Antonio Nariño     | 4,93             | 98 355            | 19 950             |
| Puente Aranda      | 17,24            | 282 491           | 16 386             |
| La Candelaria      | 1,84             | 23 985            | 13 035             |
| Rafael Uribe Uribe | 13,44            | 376 711           | 28 029             |
| Ciudad Bolívar     | 129,98           | 658 477           | 5 066              |
| Sumapaz            | 780,96           | 2 478             | 3,17               |

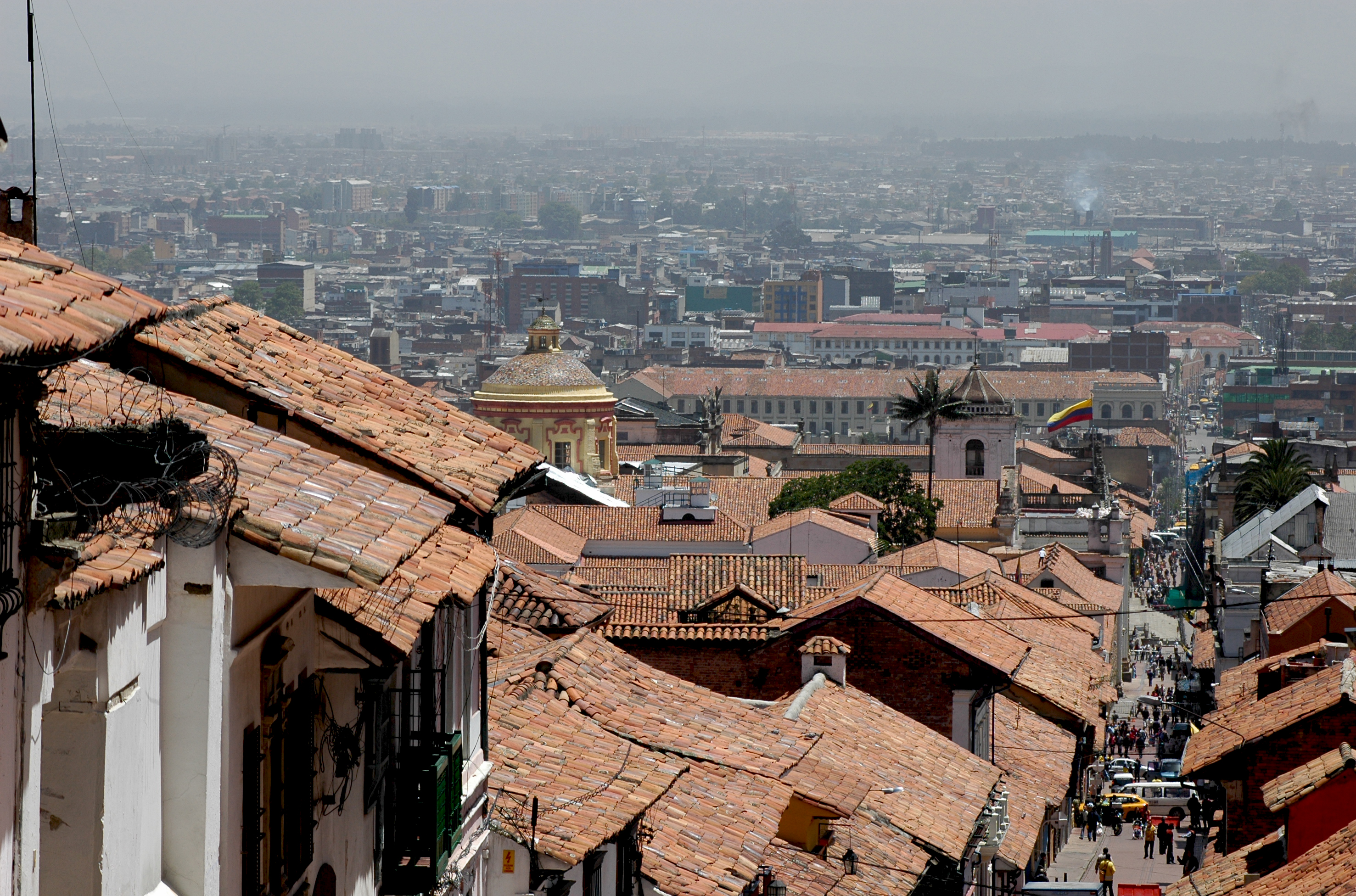
Vue sur La Candelaria
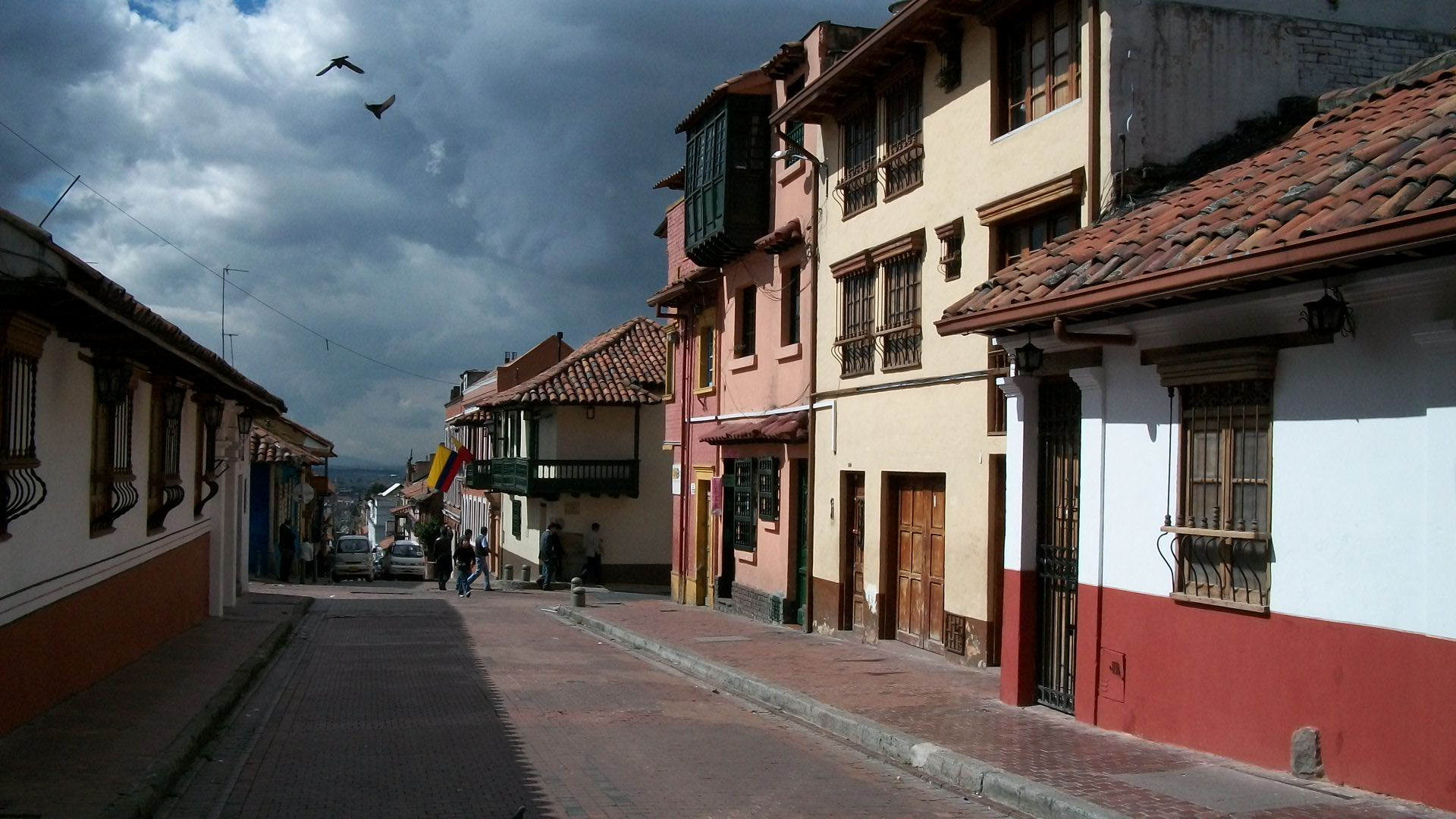
Une rue typique de La Candelaria
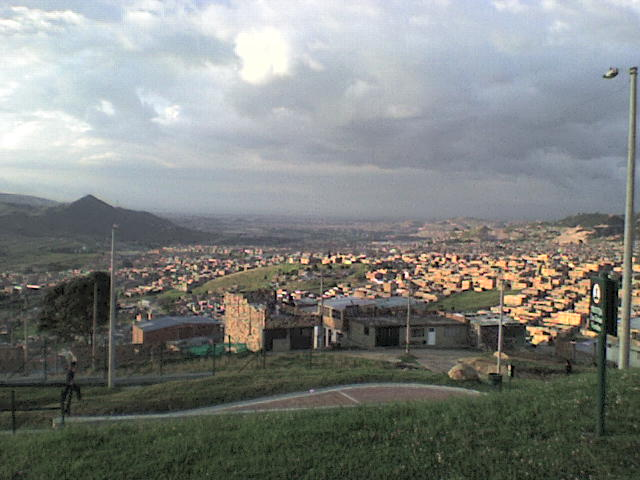
Vue du quartier "El Uval" à Usme
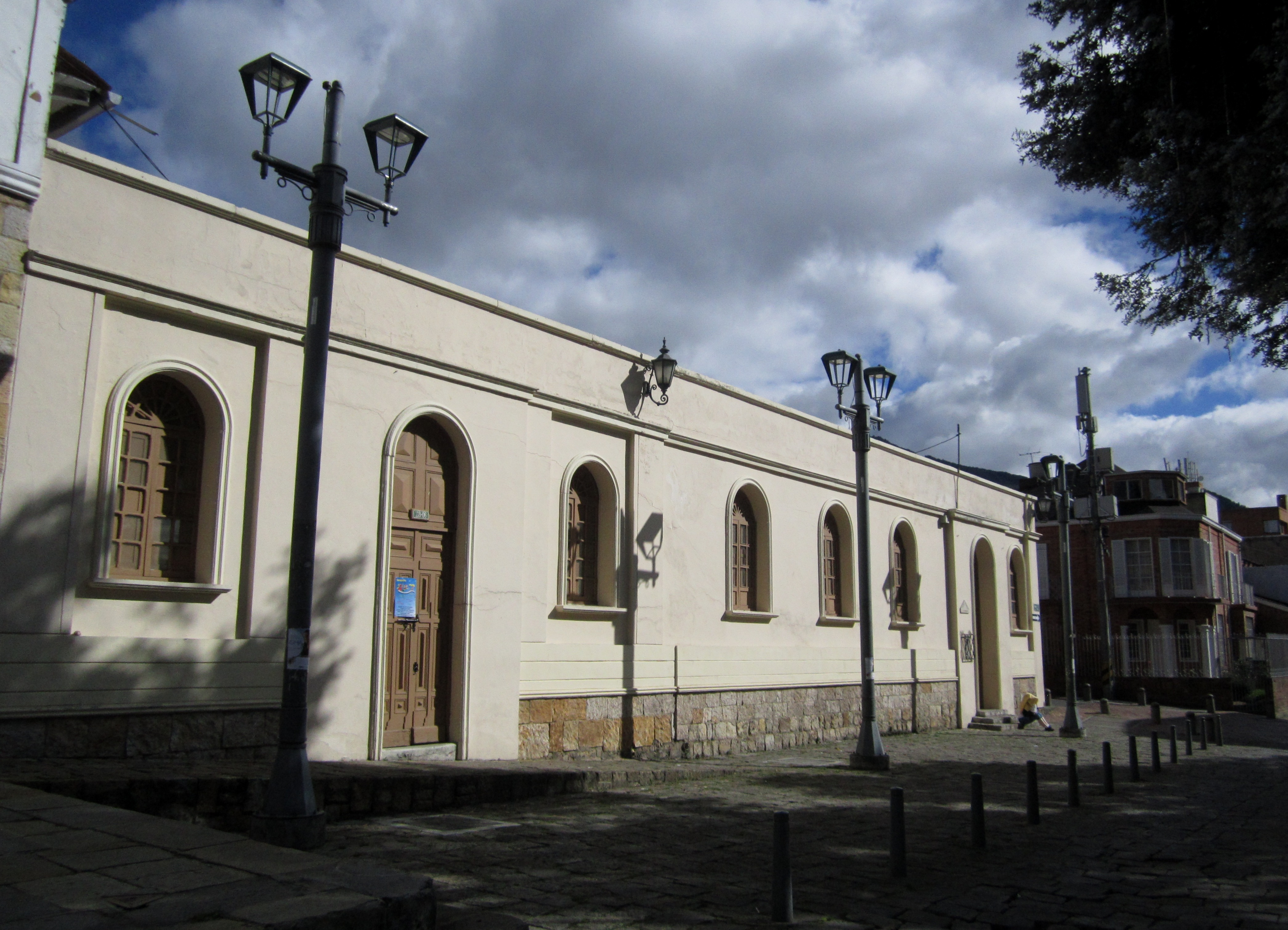
Quartier nord de Bogota

## Climat

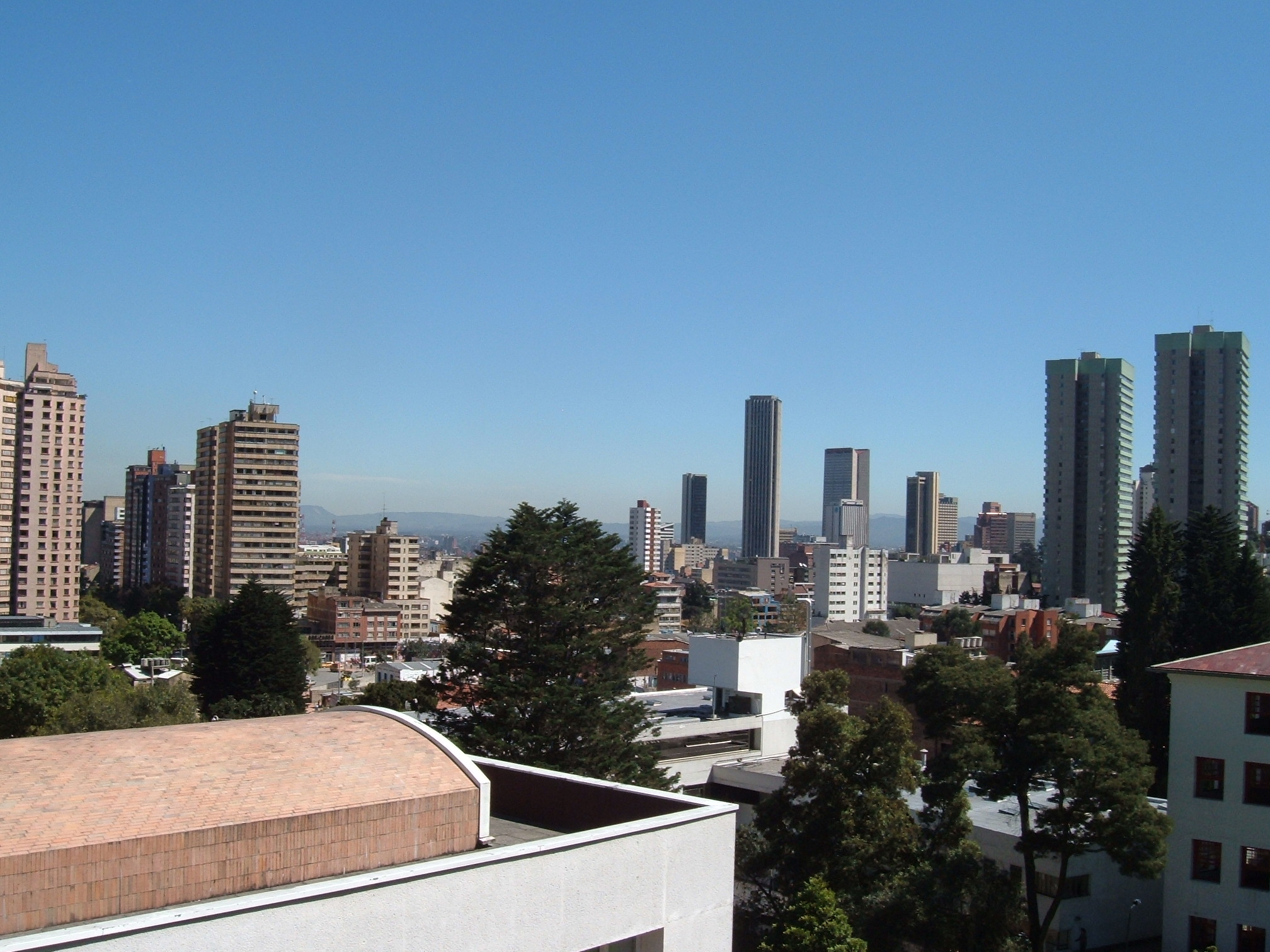
La ville de Bogota sous le soleil.

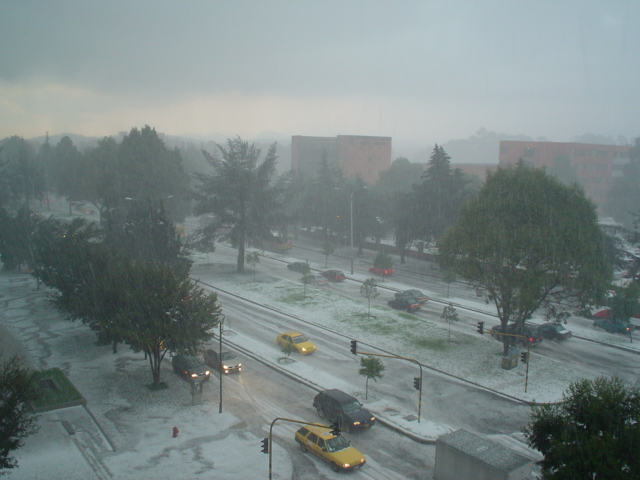
Durant la saison des pluies, les averses se transforment parfois en chutes de grêle.

Située à haute altitude, soit 2 640 mètres, la ville de Bogota bénéficie d'un climat dit « tempéré d'altitude » que l'on retrouve principalement dans les Andes. La ville étant proche de l'équateur, la variation de température est faible au cours de l'année (entre 6 °C et 19 °C, avec une moyenne annuelle de 14 °C).
D'après la classification de Köppen : la température du mois le plus froid est comprise entre 0 °C et 18 °C (décembre et janvier avec respectivement 12,9 °C) et la température du mois le plus chaud est supérieure à 10 °C (avril et mai avec 13,8 °C), ce qui en fait un climat tempéré. Malgré deux saisons humides (mars à juin et septembre à décembre) il n'y a pas de saison sèche donc c'est un climat tempéré chaud sans saison sèche. L'été est tempéré car la température moyenne du mois le plus chaud est inférieure à 22 °C (avril et mai avec 13,8 °C), les températures moyennes des 4 mois les plus chauds sont supérieures à 10 °C (mars à juin avec respectivement 13,6 °C, 13,8 °C, 13,8 °C et 13,5 °C).
Le climat de Bogota est classé comme Cfb selon la classification de Köppen, soit un climat océanique.
Les pluies sont très fréquentes entre mars et mai, ainsi qu'en octobre et novembre. Ces deux saisons des pluies coïncident, à un mois près, avec les équinoxes de printemps et d'automne car c'est à ce moment de l'année que le soleil passe à la verticale de l'équateur, augmentant les rayons solaires reçus par le sol, accroissant la chaleur et l'évaporation et favorisant ainsi la formation de tempêtes et d'orages.
À l'inverse, les saisons les plus sèches de l'année se situent en janvier et février ainsi qu'en juillet et août. Durant une bonne partie de l'année, la ville de Bogota est dans la brume (220 jours par an).
Les chutes de grêle sont un phénomène peu courant mais qui se produit cependant quelquefois par an - entre 1939 et 2008, on recense 231 chutes de grêle. Ce phénomène a lieu durant la saison des pluies avec la formation rapide de cumulonimbus en fin d'après-midi. On observe alors des chutes brusques de température pouvant aller jusqu'à 20 °C en moins d'une heure.
Les extrêmes de températures enregistrés dans le district de la capitale vont de −7 °C à 24,5 °C. Ces relevés proviennent de la station météo de l'aéroport de Guaymaral
| Mois                                | jan. | fév. | mars | avril | mai  | juin | jui. | août | sep. | oct. | nov. | déc. | année  |
| ----------------------------------- | ---- | ---- | ---- | ----- | ---- | ---- | ---- | ---- | ---- | ---- | ---- | ---- | ------ |
| Température minimale moyenne (°C)   | 5,4  | 6,1  | 7,4  | 8,2   | 8,4  | 8    | 7,5  | 7    | 6,9  | 7,6  | 7,7  | 6,1  | 7,19   |
| Température moyenne (°C)            | 12,9 | 13,2 | 13,6 | 13,8  | 13,8 | 13,5 | 13,1 | 13,1 | 13,1 | 13,2 | 13,4 | 12,9 |        |
| Température maximale moyenne (°C)   | 19,6 | 19,7 | 19,7 | 19,3  | 19   | 18,3 | 18,1 | 18,3 | 18,7 | 18,8 | 19,1 | 19,2 | 18,98  |
| Précipitations (mm)                 | 33   | 43   | 66   | 111   | 94   | 57   | 41   | 49   | 73   | 115  | 88   | 54   | 824,04 |
| Nombre de jours avec précipitations | 8    | 11   | 14   | 18    | 20   | 19   | 17   | 16   | 17   | 20   | 18   | 12   | 190    |

| Diagramme climatique                                  |           |           |            |         |         |           |         |           |            |           |           |
| J                                                     | F         | M         | A          | M       | J       | J         | A       | S         | O          | N         | D         |
| 19,65,433                                             | 19,76,143 | 19,77,466 | 19,38,2111 | 198,494 | 18,3857 | 18,17,541 | 18,3749 | 18,76,973 | 18,87,6115 | 19,17,788 | 19,26,154 |
| Moyennes : • Temp. maxi et mini °C • Précipitation mm |           |           |            |         |         |           |         |           |            |           |           |

## Environnement
Les zones humides de la région de Bogota ont pour la plupart disparu. Elles couvraient près de 50 000 hectares dans les années 1960, contre seulement 727 en 2019, soit un taux de disparition de 98 %.

## Gouvernement
Bogota, capitale de la République de Colombie, abrite la Cour suprême de justice et le centre de l'administration exécutive ainsi que la résidence du président de la République (Palais Nariño). Ces bâtiments, ainsi que le bureau du maire principal, le palais Liévano (palacio Liévano), sont situés à quelques mètres les uns des autres sur la place Bolívar (espagnol : plaza de Bolívar). Cette place se trouve dans le centre historique de la ville, La Candelaria, qui présente une architecture de style colonial et de style baroque.
Le maire de Bogota et le conseil municipal - tous deux élus par vote populaire - sont responsables de l'administration municipale. En octobre 2019, Claudia López est élue maire. Son mandat s'étend du 1er janvier 2020 au 31 décembre 2023.
Parmi les plus récents prédécesseurs de Claudia López, citons :
- Antanas Mockus Šivickas : 1er mandat de 1995 à 1997 ;
- Paul Bromberg (es) : 1997 - 1998 ;
- Enrique Peñalosa Londoño : 1998 à 2001 ;
- Antanas Mockus Šivickas : 2e mandat de 2001 à 2004 ;
- Luis Eduardo Garzón (es) : 2004 à 2007 ;
- Samuel Moreno Rojas : 2008 à 2011 ;
- Maria Fernanda Campo : intérim du 3 mai au 8 juin 2011 ;
- Clara López Obregón : en fonction du 8 juin au 31 décembre 2011 ;
- Gustavo Petro Urrego : en fonction du 1er janvier 2012 au 31 décembre 2015 (sauf du 19 mars au 23 avril 2014).
- Enrique Peñalosa Londoño : 1er janvier 2016 au 31 décembre 2019 ;

La ville est divisée en vingt districts : Usaquén, Chapinero, Santa Fe, San Cristóbal, Usme, Tunjuelito, Bosa, Kennedy, Fontibón, Engativá, Suba, Barrios Unidos, Teusaquillo, Los Mártires, Antonio Nariño, Puente Aranda, La Candelaria, Rafael Uribe Uribe, Ciudad Bolívar et Sumapaz.
Chacun de ces vingt districts est régi par un conseil d'administration - élu par vote populaire - composé d'au moins sept membres. Le maire de Bogota désigne les maires des localités parmi les candidats proposés par le conseil d'administration.

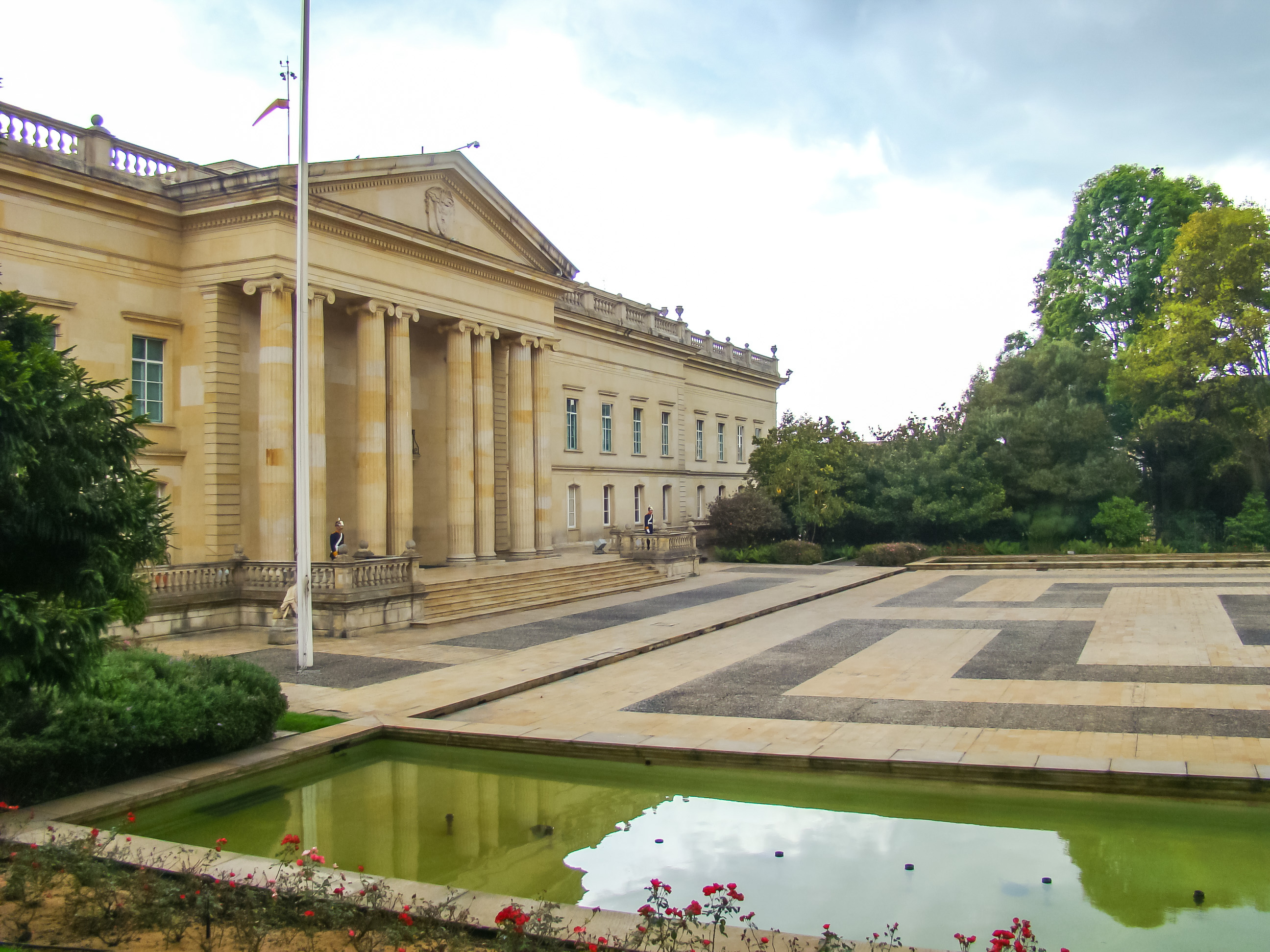
Palais Nariño, la résidence présidentielle.
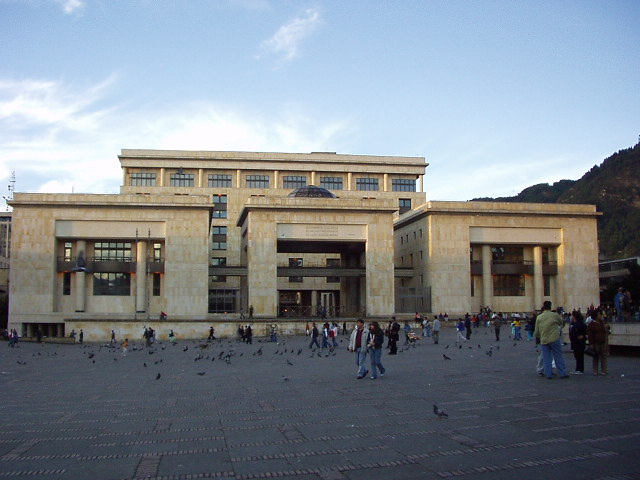
Le palais de justice.
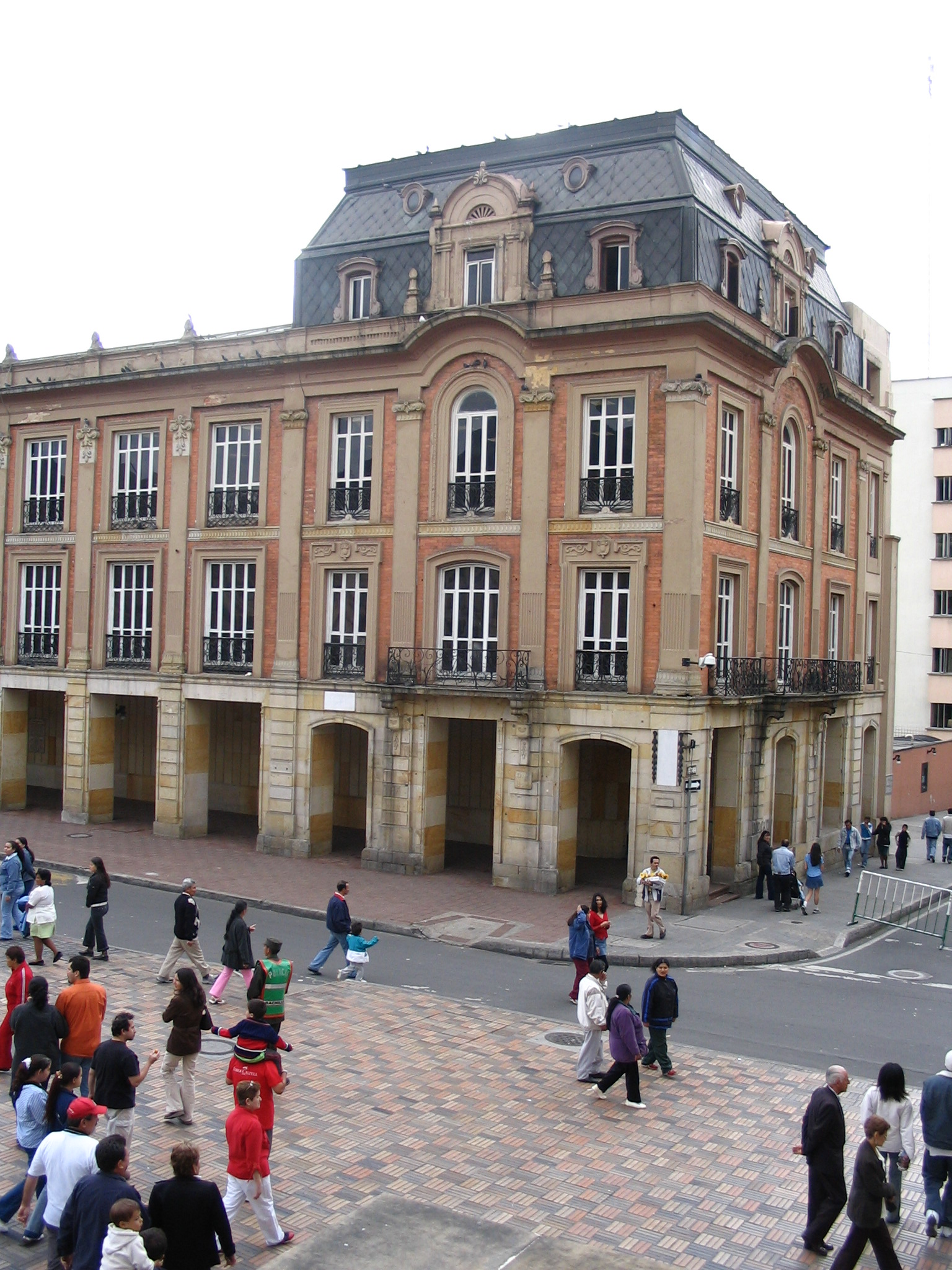
Le palais Lievano.

## Politique et administration du District

### Création du District

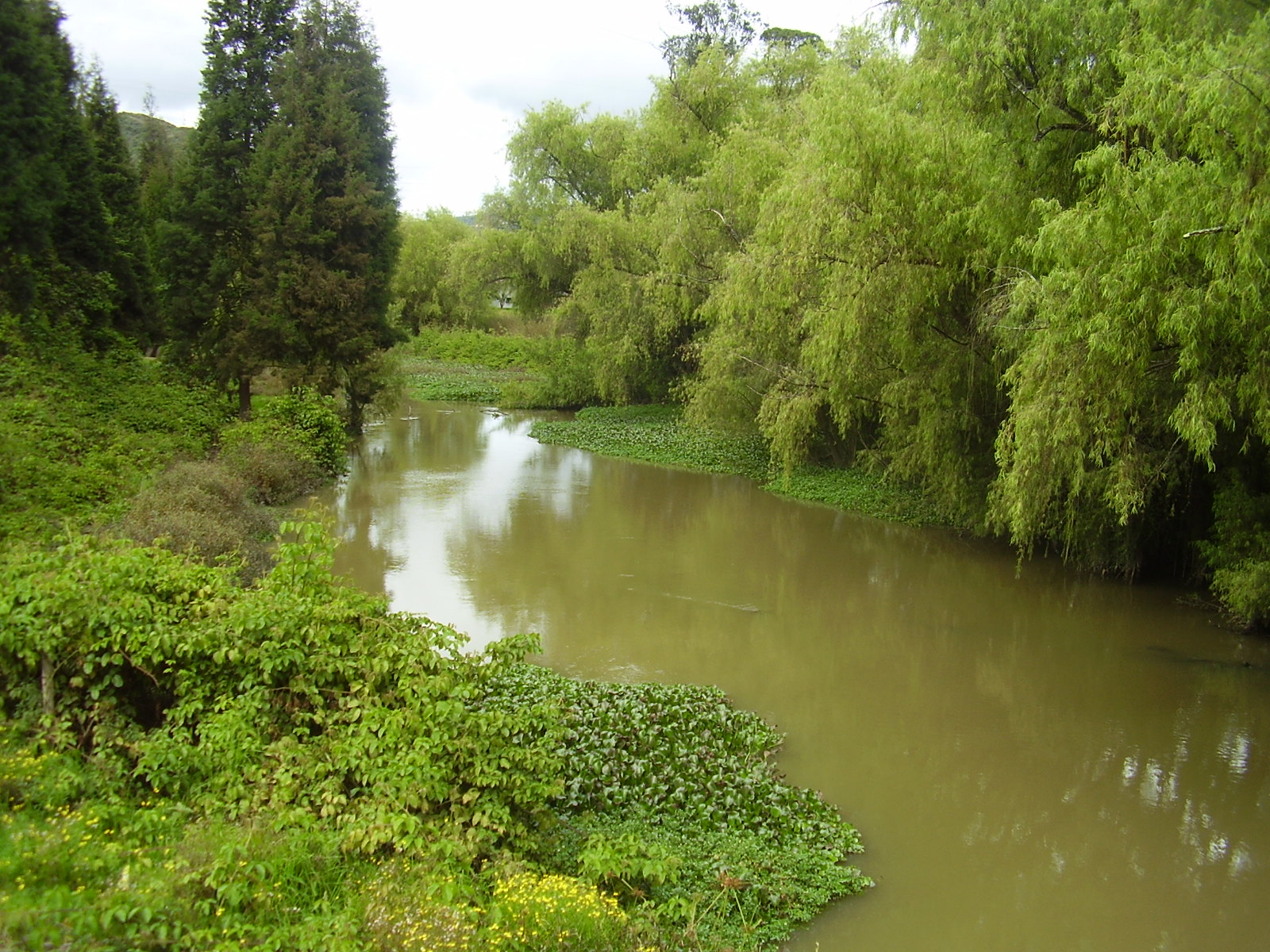
Le río Bogotá à la hauteur de Tocancipá.

Le District fédéral de Bogota (espagnol : Distrito Federal de Bogotá), créé en 1861 par le général Tomás Cipriano de Mosquera lors de son deuxième mandat de président de la Colombie, fut la première entité administrative de la capitale et le siège du gouvernement fédéral des États-Unis de Colombie,. Le district comprenait les zones comprises entre les ríos Arzobispo au nord, Fucha au sud, Bogotá à l'ouest et les cerros Orientales à l'est. Cependant, il fut supprimé le 23 juillet 1863 et son territoire incorporé à l'État souverain de Cundinamarca,.
En 1905 fut créé le district capital de Bogota par le partage du département de Cundinamarca en trois : le Distrito Capital et les départements de Cundinamarca (capitale : Facatativá) et de Quesada (capitale : Zipaquirá). Les trois entités furent supprimées par la loi 65 du 14 décembre 1909, qui prit effet le 1er mai 1910 et le département de Cundinamarca retrouva alors le territoire qui était le sien avant 1905.
Par décret législatif du 17 décembre 1954, le général Gustavo Rojas Pinilla, président de la Colombie de 1953 à 1957, créa le District spécial de Bogota (espagnol : Distrito Especial de Bogotá) et les municipalités de Bosa, Engativá, Fontibón, Suba, Usme et Usaquén furent annexées. Le territoire de Sumapaz, annexé en 1955, donna au district son extension finale.
Chapinero devint le premier arrondissement de la ville en 1960, suivi par Puente Aranda en 1964 et Ciudad Kennedy en 1967. En 1972, la ville était alors subdivisée en 16 quartiers (barrios), auxquels s'adjoignirent de nombreux autres quartiers jusqu'en 1991 lorsque le Distrito Capital fut divisé finalement en vingt districts constitués à leur tour de quartiers.
Bogota comprend six domaines administratifs de taxations, auxquels les habitants font souvent référence en tant que classes socio-économiques (strates) : estrato 1 (taxation des services : eau, électricité, etc., strate la plus avantageuse) à 6 (taxation la plus forte).

### Administration de Bogota D.C.

Provinces et municipalités du département de Cundinamarca. En brun, Bogotá Distrito Capital

L'aire de Bogota comprend une zone urbaine et une zone rurale. Bogotá Distrito Capital est une division du département de Cundinamarca. Toutefois il s'agit d'une division de premier niveau de la Colombie équivalant à un département.
Le conseil districtal est le responsable du contrôle politique du Distrito Capital. Il est composé de quarante-cinq consejales, les représentants des vingt districts, élus pour une période de trois ans.
Le secrétariat districtal a la charge des services de la Santé, de la Mobilité et de l'Éducation.

#### Mairie de Bogota
Le maire de Bogota (espagnol : Alcalde Mayor) est le chef de gouvernement et représentant légal, judiciaire et extrajudiciaire du Distrito Capital. C'est, en importance, le deuxième personnage officiel après le président de la République.
À partir de 1988, il est démocratiquement élu pour une période de deux ans, puis après l'adoption de la Constitution de 1991, pour quatre ans. Il est aussi le responsable de la nomination du maire de chaque district.
Le maire de Bogota est Carlos Fernando Galán depuis le 1er janvier 2024.

## Démographie

### Population

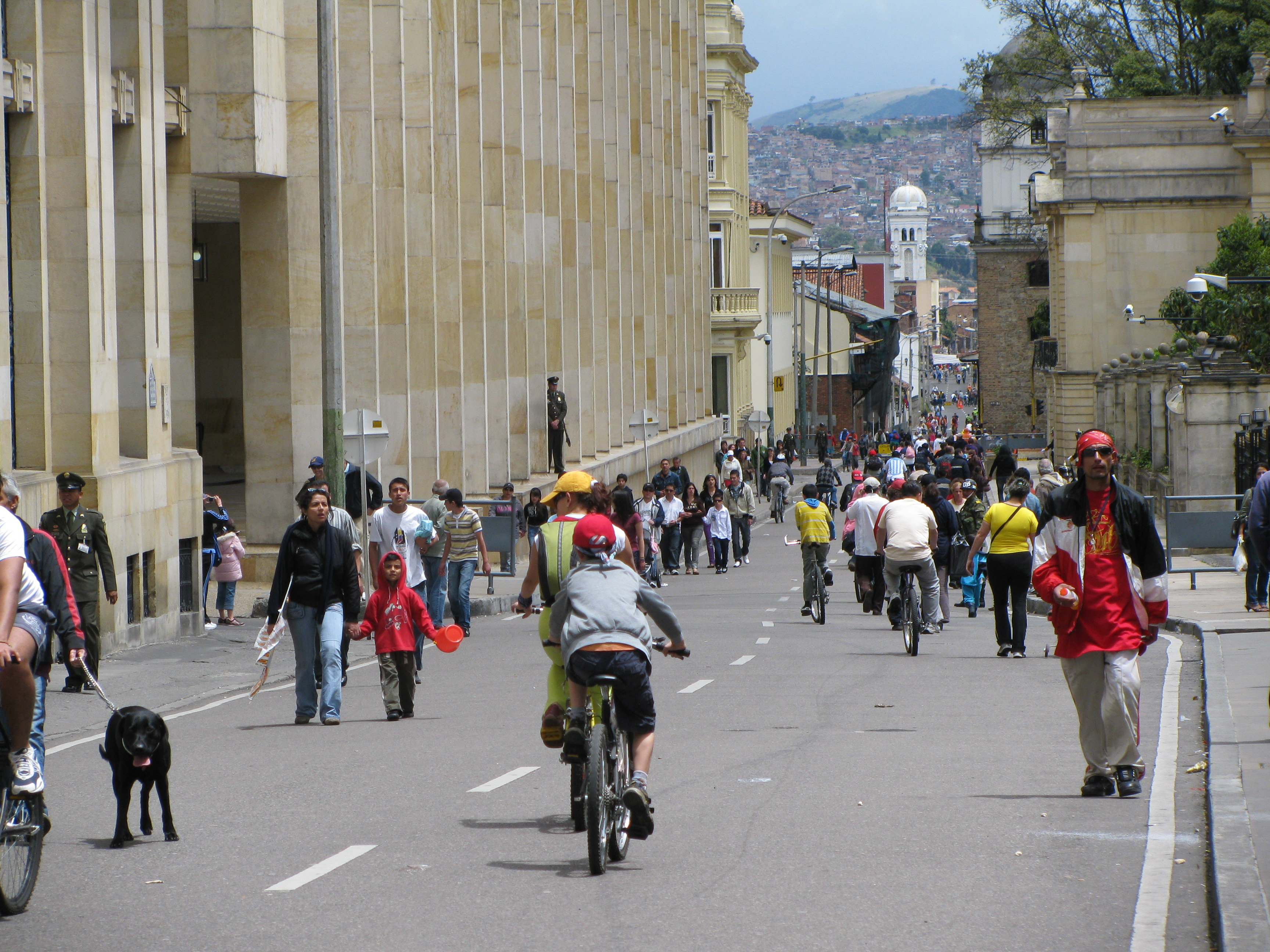
La population de Bogota sur piste cyclable un dimanche (Carrera Séptima entre le Congrès et le Palais présidentiel).

En 2023, la population est de 11 508 000 habitants. 
La ville a le plus faible taux d'analphabétisme du pays avec seulement 3,4 % parmi la population âgée de plus de 5 ans.
Historiquement, la population de Bogota n'a pas connu une croissance importante avant le XXe siècle, lorsqu'elle avait environ 100 000 habitants. Mais les années 1940, 1960 et 1970 ont vu les hausses les plus importantes de la population. Ces hausses étaient disproportionnées par rapport aux ressources disponibles de la ville, principalement celles ayant trait aux transports, aux services publics et aux possibilités d'emploi.
| 1538 | 1580  | 1666  | 1775   | 1793   | 1801   | 1832   | 1843   | 1870   |
| ---- | ----- | ----- | ------ | ------ | ------ | ------ | ------ | ------ |
| 100  | 1 100 | 3 000 | 16 233 | 17 725 | 21 394 | 28 341 | 40 086 | 40 883 |

| 1881   | 1884   | 1905    | 1912    | 1918    | 1928    | 1938    | 1951    | 1964      |
| ------ | ------ | ------- | ------- | ------- | ------- | ------- | ------- | --------- |
| 84 123 | 95 761 | 100 000 | 121 257 | 143 994 | 235 421 | 330 312 | 715 250 | 1 697 311 |

| 1973      | 1979      | 1985      | 1993      | 1996      | 2000      | 2005      | - | - |
| --------- | --------- | --------- | --------- | --------- | --------- | --------- | - | - |
| 2 868 123 | 3 000 000 | 4 273 461 | 5 484 224 | 5 859 861 | 6 422 198 | 6 840 116 | - | - |

### Sécurité

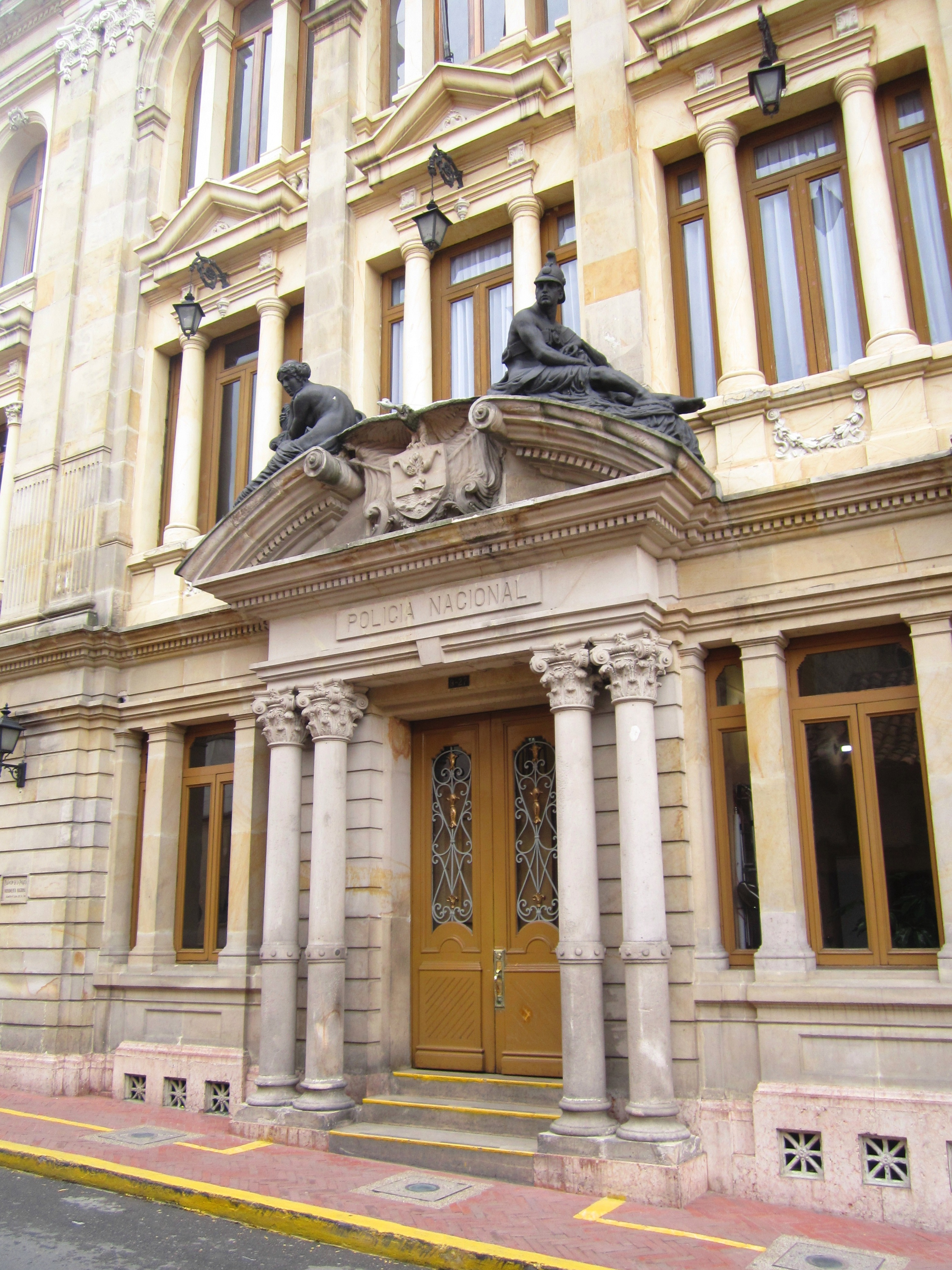
Musée de la Police à Bogota

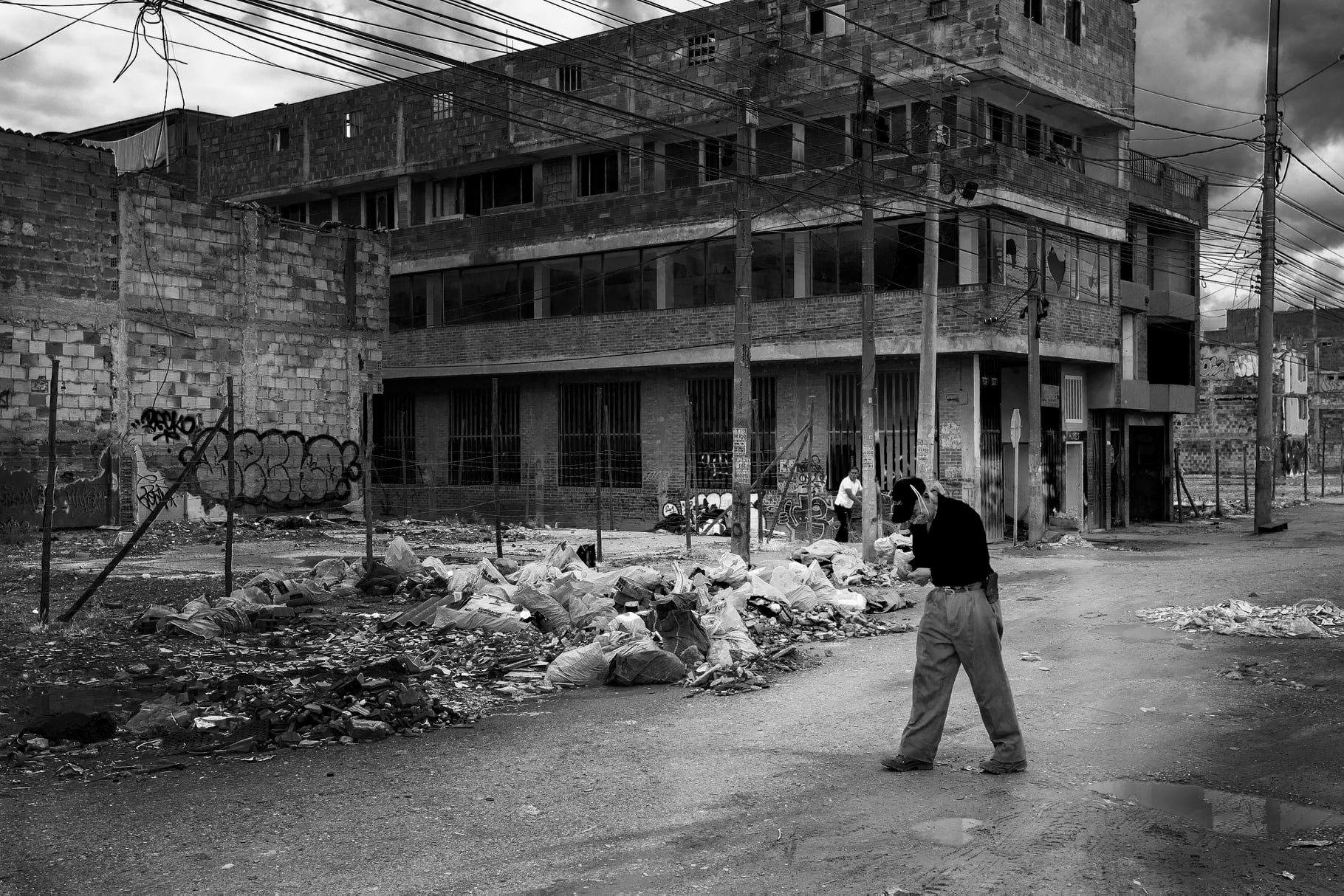

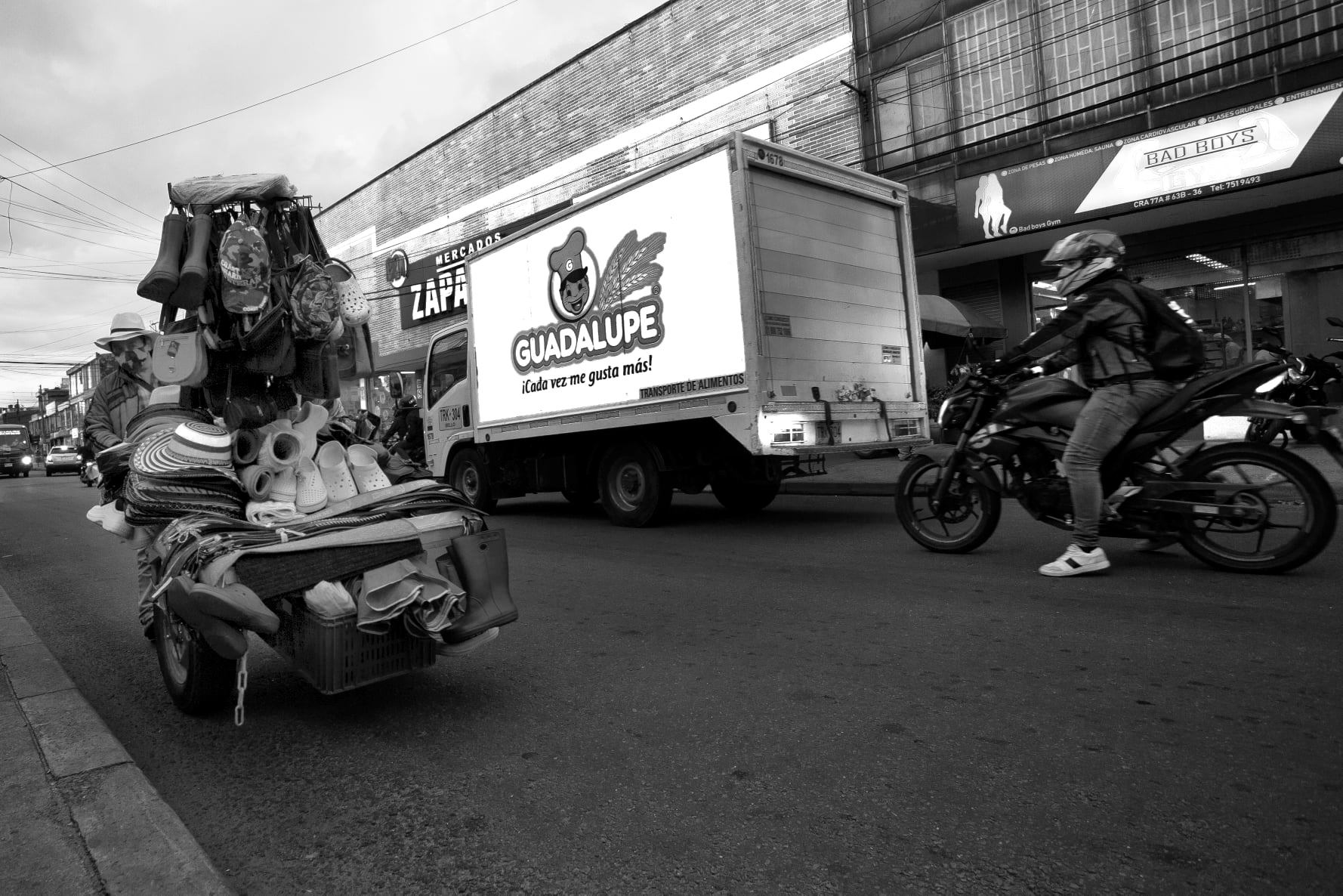

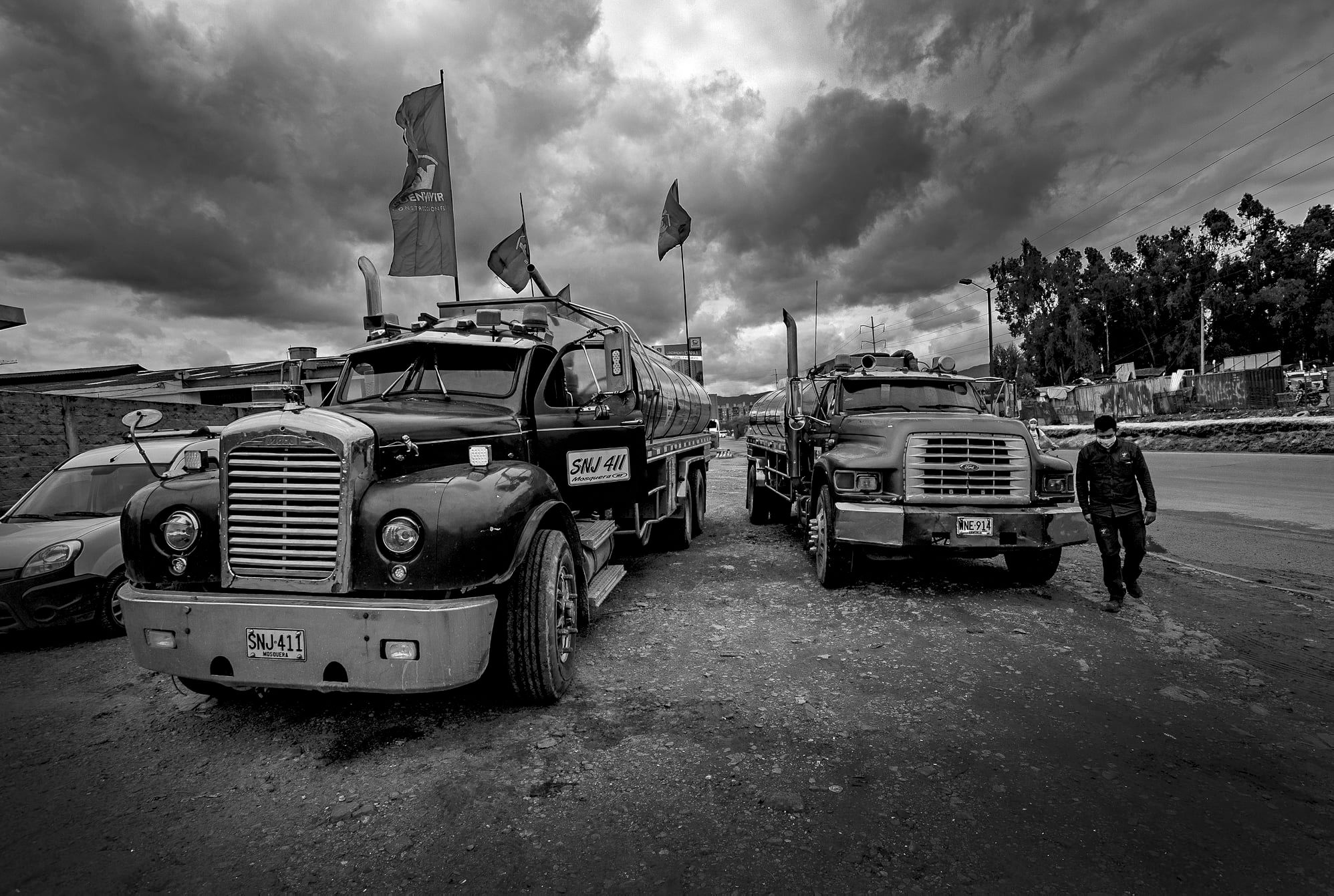
Trafic routier et camions au nord de Bogota

Selon un rapport officiel de la « surveillance de district », la capitale est passée de 89,4 morts violentes pour 100 000 personnes en 1996 à 37,9 en 2005, ce qui représente une réduction de 57,6 % en tenant compte du fait que durant la même période la population a augmenté de plus de 25 %.
62,8 % de ces morts violentes ont été causées par des homicides et 20,5 % par des accidents de la circulation. 85,1 % des victimes sont de sexe masculin et 14,9 % de sexe féminin.
En février 2012, les autorités de Bogota décident d'interdire le port d'arme à feu dans les espaces publics et les véhicules, à l'exception des membres des forces armées et du personnel de sécurité. Début mai 2012, le maire de Bogota, Gustavo Petro Urrego, annonce que la mesure a permis une diminution de 18 % des meurtres avec armes, dont une baisse de 24 % des meurtres par arme à feu. Cette mesure est renouvelée pour trois mois.
Le Ministère des Affaires étrangères français, en 2013, indique qu'une vigilance normale doit être observée dans la zone de la capitale de la Colombie. La plupart des agressions contre des Français, à Bogota, sont commises dans des quartiers aisés, tels que le Parque de la 93, la Zona T, etc.
En 2018-2019, l'introduction sur les axes les plus dangereux d'une limitation de vitesse à 50 km/h a permis une réduction de la mortalité routière de 21 %.

## Économie

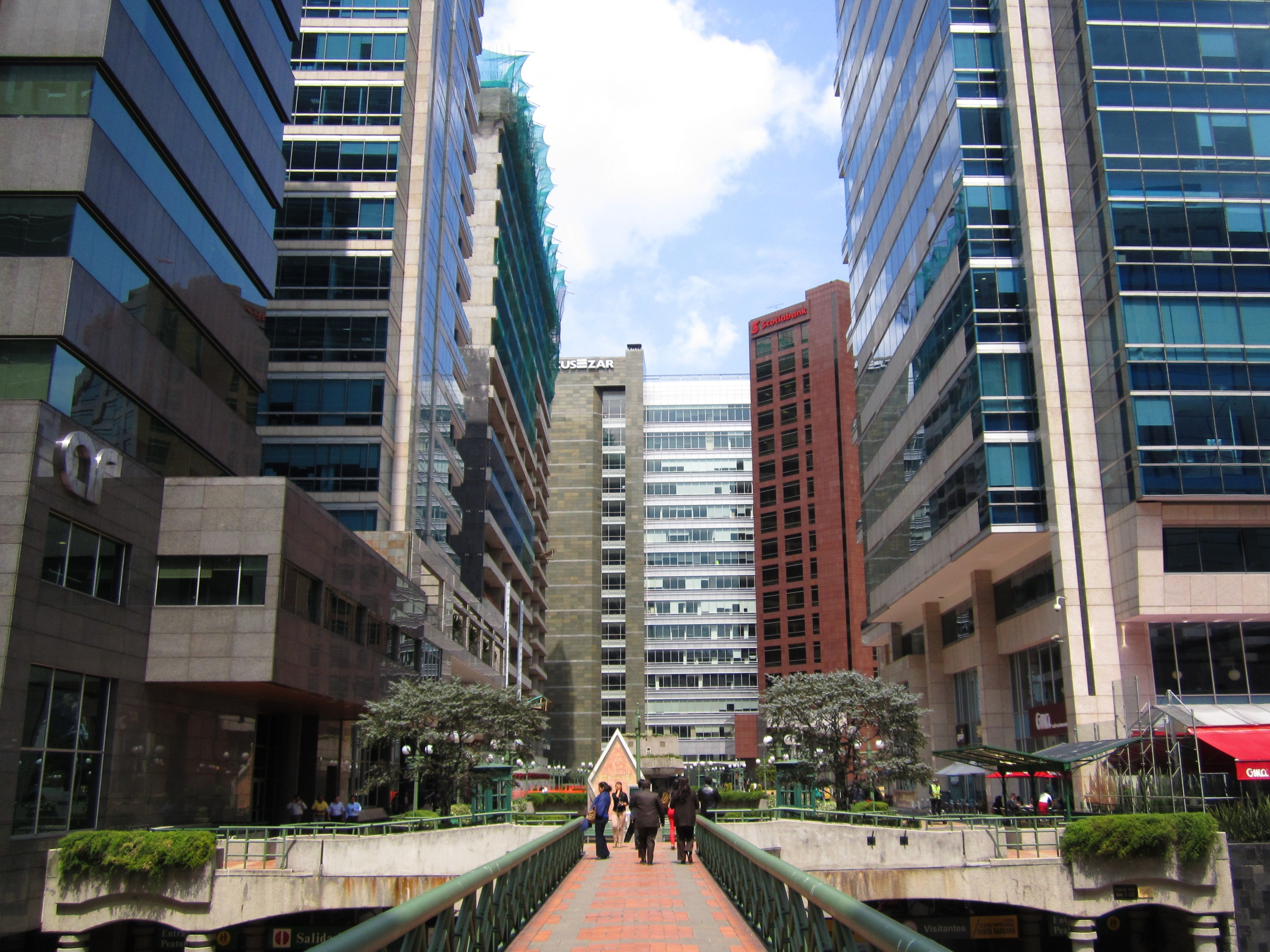
Quartier d'affaires à Bogotá

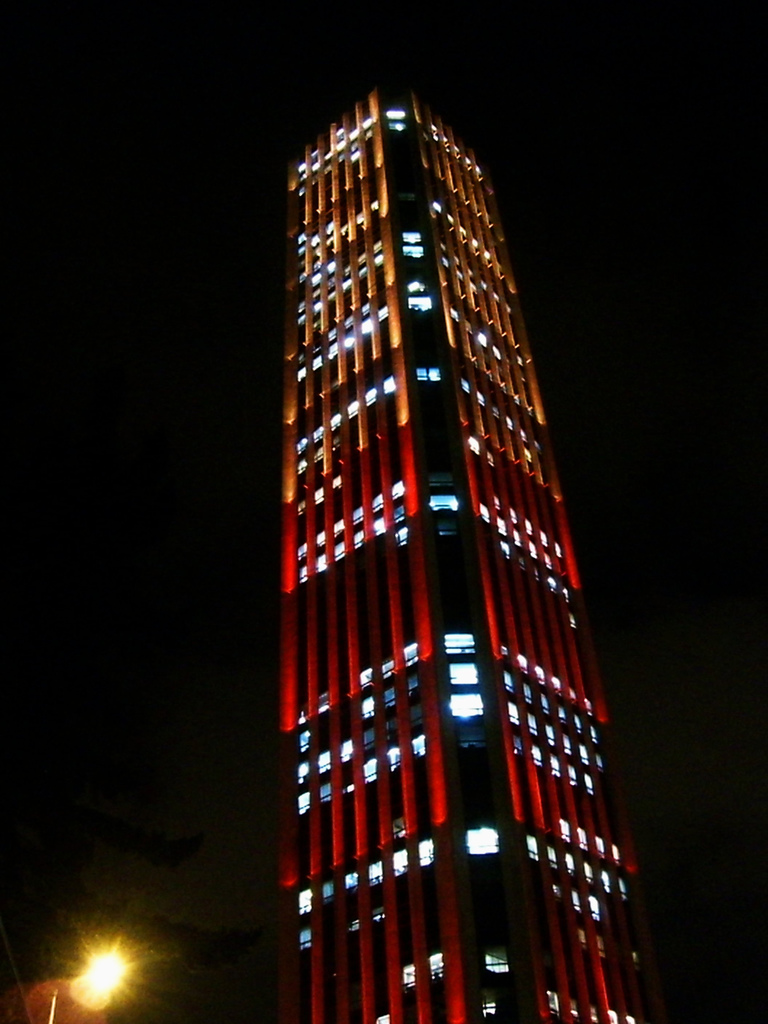
Tour Colpatria, le quatrième plus haut bâtiment de l'Amérique du Sud.

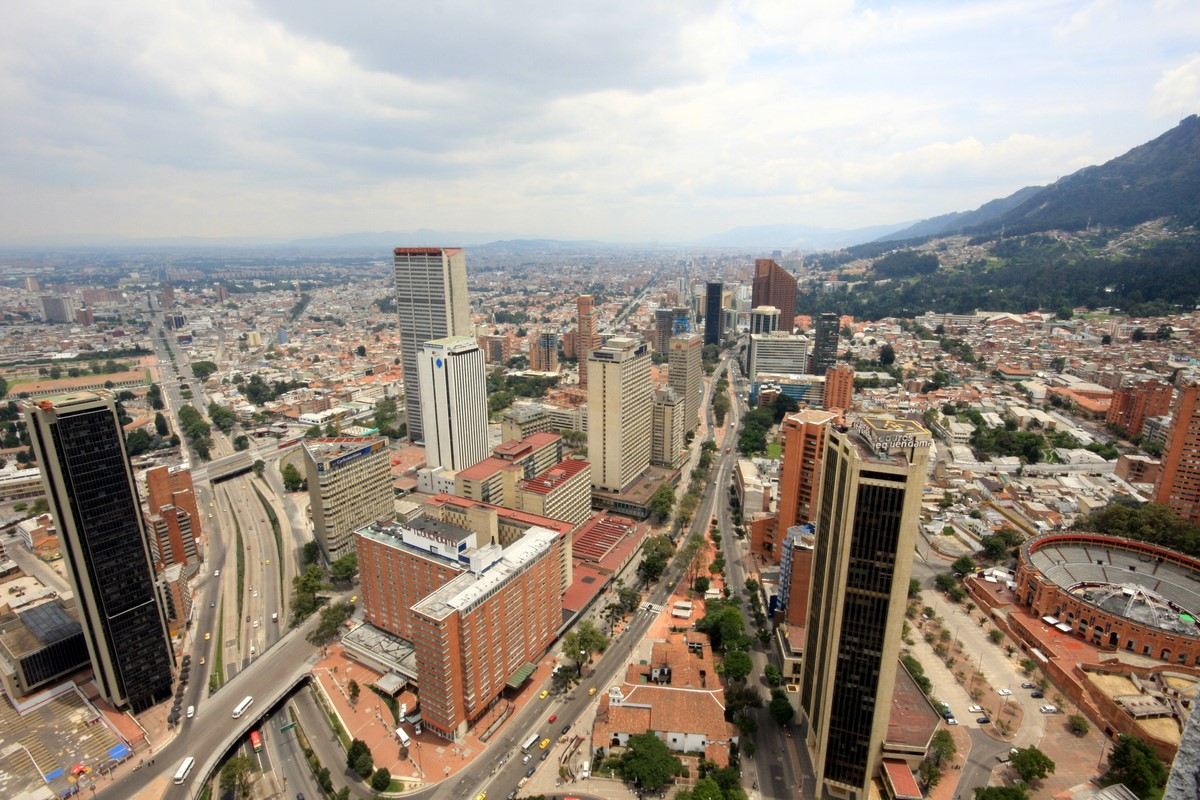
Vue de la Carrera Séptima depuis la Tour Colpatria.

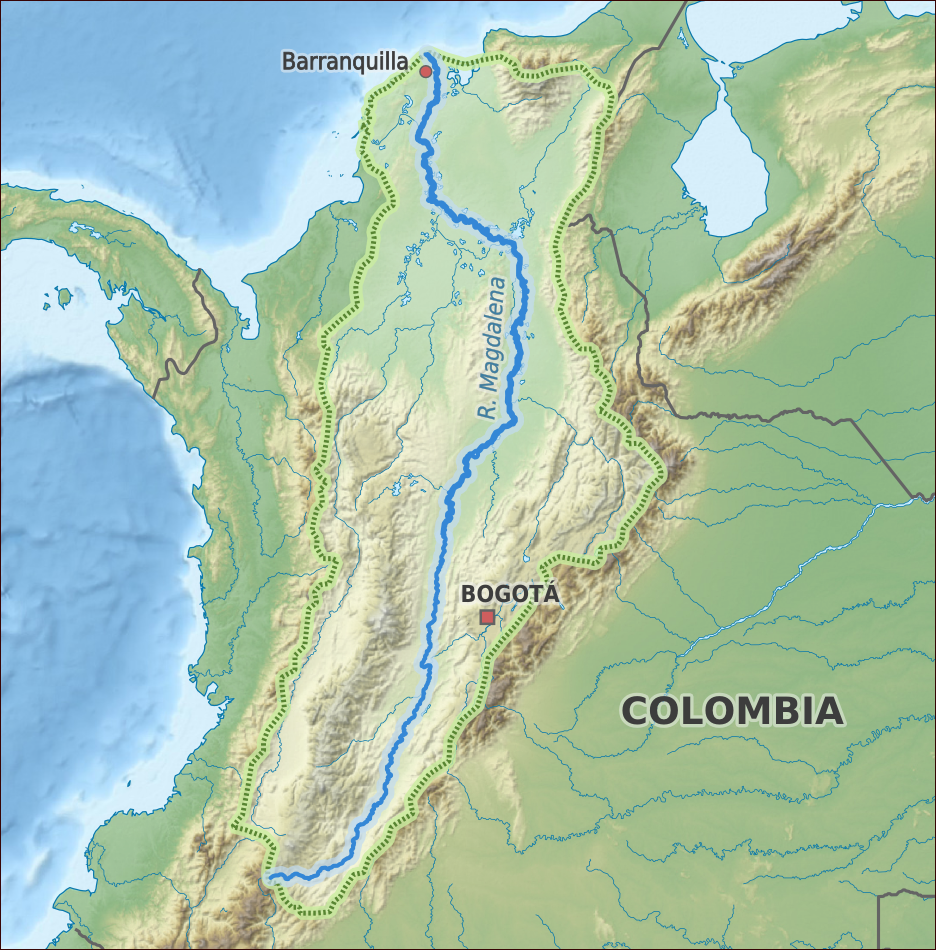
Le río Magdalena.

La convergence des capitaux vers Bogota, ville comptant une importante population, en fait le principal centre économique et commercial du pays. Bogota a affaire à des investisseurs de toute la Colombie ainsi que de plusieurs autres pays. En 2008, la ville fut classée quatrième centre financier parmi les plus influents de l'Amérique latine. À moyen terme, Bogota pourrait devenir l'une des métropoles d'affaires les plus importantes au monde.
Dans la période 2003 - 2006, le PIB (produit intérieur brut) du commerce de Bogota a augmenté de 10,3 % par an, ce qui représente 25,3 % du PIB national du commerce, les actifs provenant d'investissements d'autres villes de la Colombie ainsi que de nombreuses multinationales. Malgré un PIB plus élevé que celui de l'Uruguay, en mars 2013 le taux de chômage a atteint 10,2 %.
Le coût de la vie y est inférieur à la moyenne de celui des quarante villes d'Amérique latine les mieux classées à ce sujet. Bogota DC occupe le sixième rang parmi cinquante villes d'Amérique latine grâce à ses normes de qualité de vie, son potentiel d'affaires élevé et les excellentes conditions qu'elle offre pour le développement professionnel, selon le barème fixé par l'Amérique Economia Intelligence.
Au niveau national, l'importation de biens d'équipement, stimulée par le gouvernement, a spécialement profité à Bogota dont la participation s'élevait à 24,4 % de la production nationale totale en 2003. Cela est dû, en partie, à sa situation géographique qui fait de la ville un point stratégique du point de vue logistique, car le transport de marchandises vers d'autres parties du pays est relativement rapide. Cette situation géographique facilite également la fourniture de matières premières pour l'industrie de la ville grâce à sa proximité avec les régions agricoles comme les Llanos orientales. Pour toutes ces raisons, plusieurs sociétés multinationales ont établi à Bogota leurs opérations régionales au cours des dernières décennies.
Le fleuve Magdalena, dont le profond fossé sépare les cordillères Centrale et Orientale, permet une navigation facilitant les échanges commerciaux et industriels ; les services, y compris les télécommunications et le commerce, gagnent ainsi des parts de marché.
En 2005, la fourniture des biens de consommation créés par la production industrielle, suivie par celle des biens intermédiaires, est capitale. Parmi les 248 000 entreprises décomptées à Bogota, 78 % d'entre elles sont liées aux activités de services, ce qui représente 76 % des emplois et 79 % du PIB. Les districts où se trouve le plus grand nombre d'établissements industriels sont, dans l'ordre ci-après : Puente Aranda, Fontibón, Kennedy, Los Mártires, Engativá et Barrios Unidos. Les principaux secteurs industriels sont l'industrie alimentaire, la chimie, les produits pharmaceutiques, le textile, l'édition et l'usinage des métaux. Toujours en 2005, le district ayant la plus forte productivité était Tunjuelito, suivi de Chapinero et Teusaquillo.
Bogota est la principale destination touristique, ce qui est particulièrement important compte tenu de la croissance appréciable de ce secteur, à l'échelle nationale, au cours des dernières années. L'industrie de la construction s'est également développée, contribuant directement à réactiver l'activité économique de la capitale.
En 2003, les États-Unis, suivis de l'Union européenne, étaient les principaux partenaires commerciaux internationaux de Bogota. La ville exporte principalement des produits agroalimentaires (30 %), des produits chimiques (10 %) et des textiles (7 %). Elle importe du matériel de transport (17 %), des constructions mécaniques (17 %) et des constructions électriques (14 %). En outre, Bogota comporte plusieurs quartiers commerçants et un nombre croissant de commerces répartis sur son territoire. Les districts de Suba et de Fontibón comptent également de nombreux commerces.

## Tourisme

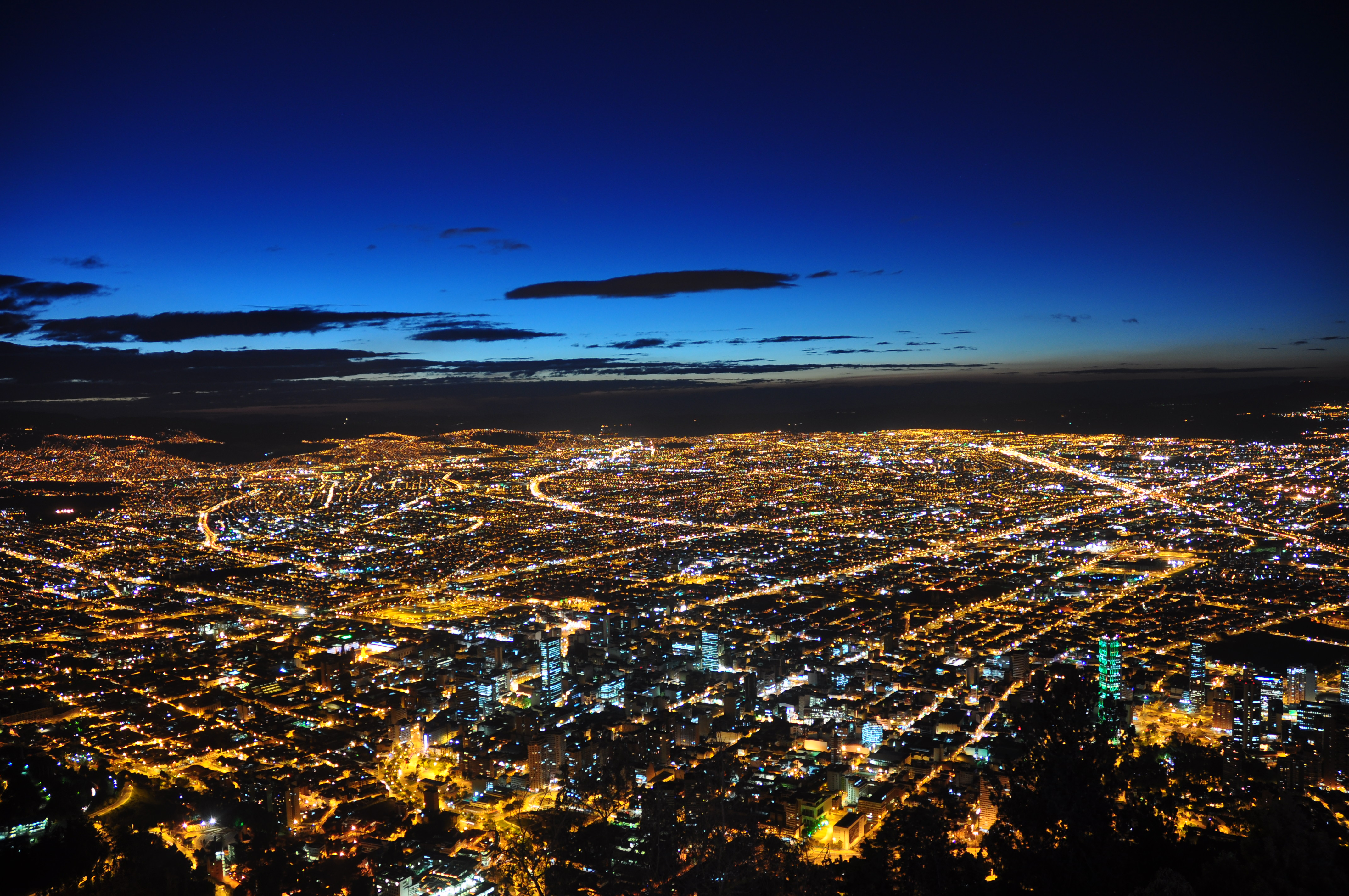
Vue de nuit de Bogota depuis le cerro de Monserrate
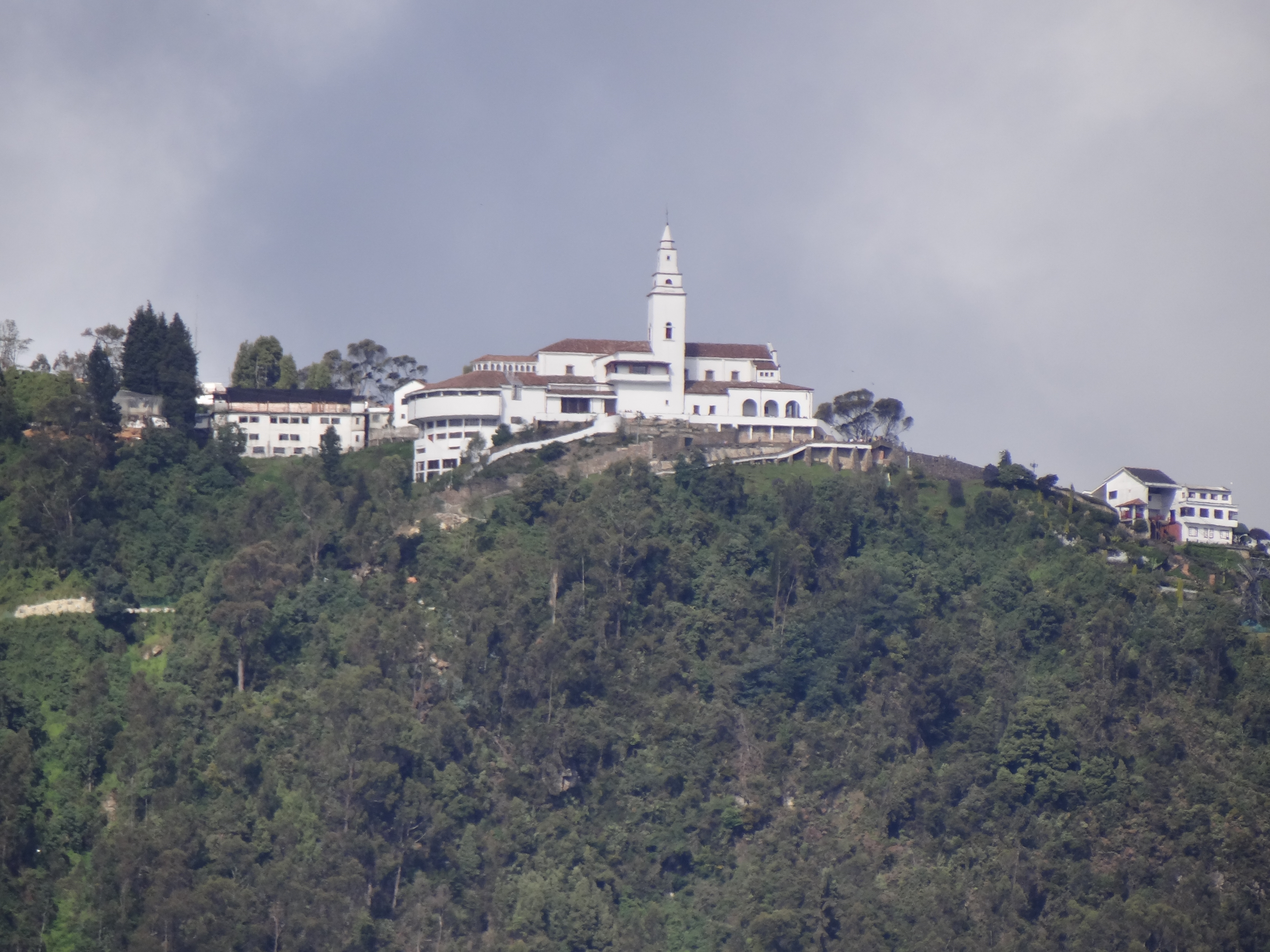
Le Sanctuaire de Monserrate
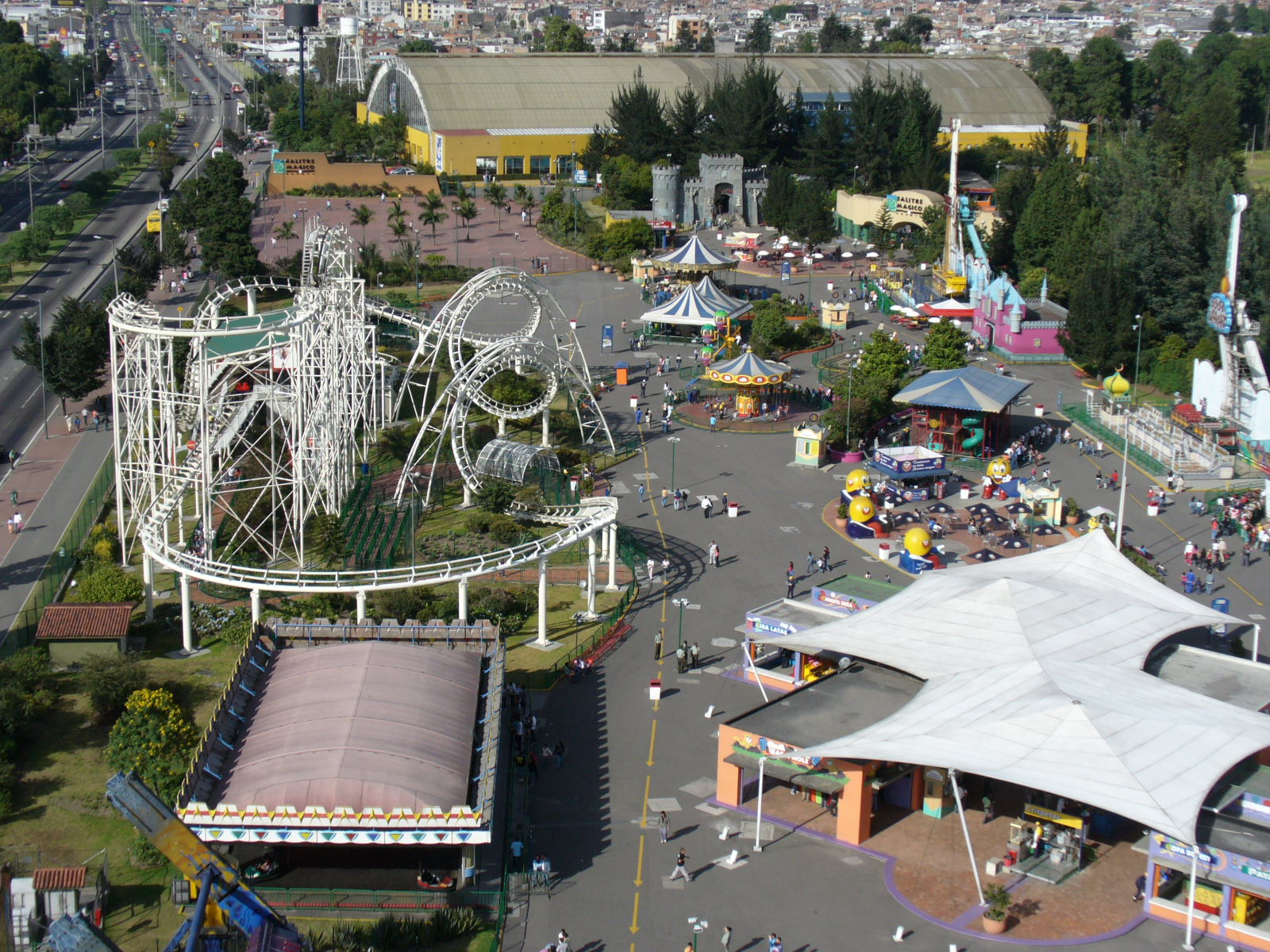
Le Salitre Mágico (parc d'attractions)
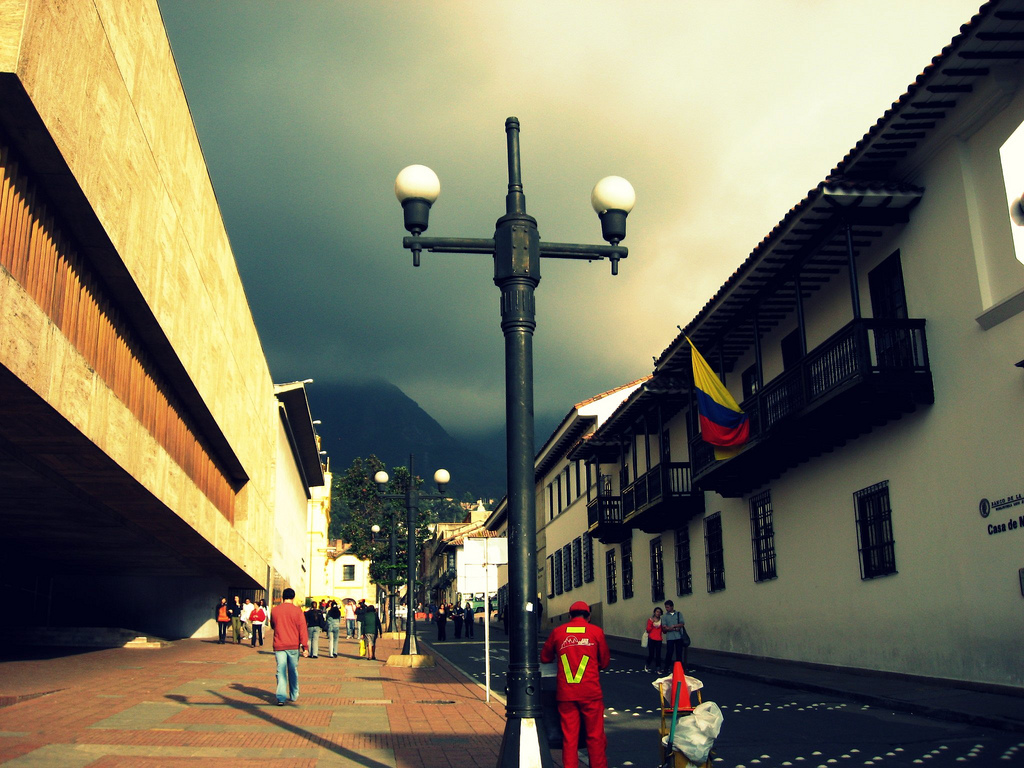
Maison de la Monnaie (Casa de la Moneda de Colombia)
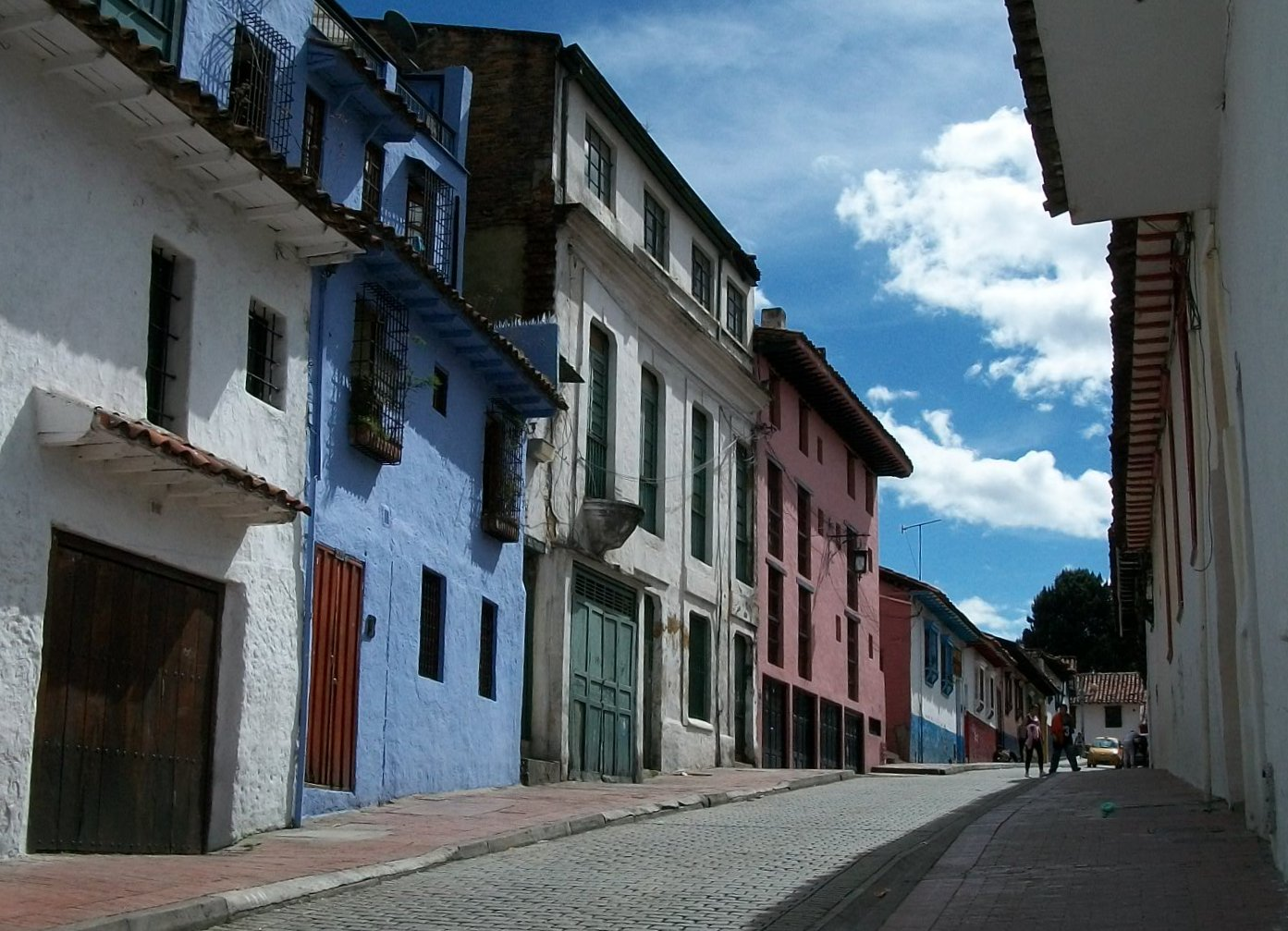
La Candelaria (le quartier historique)
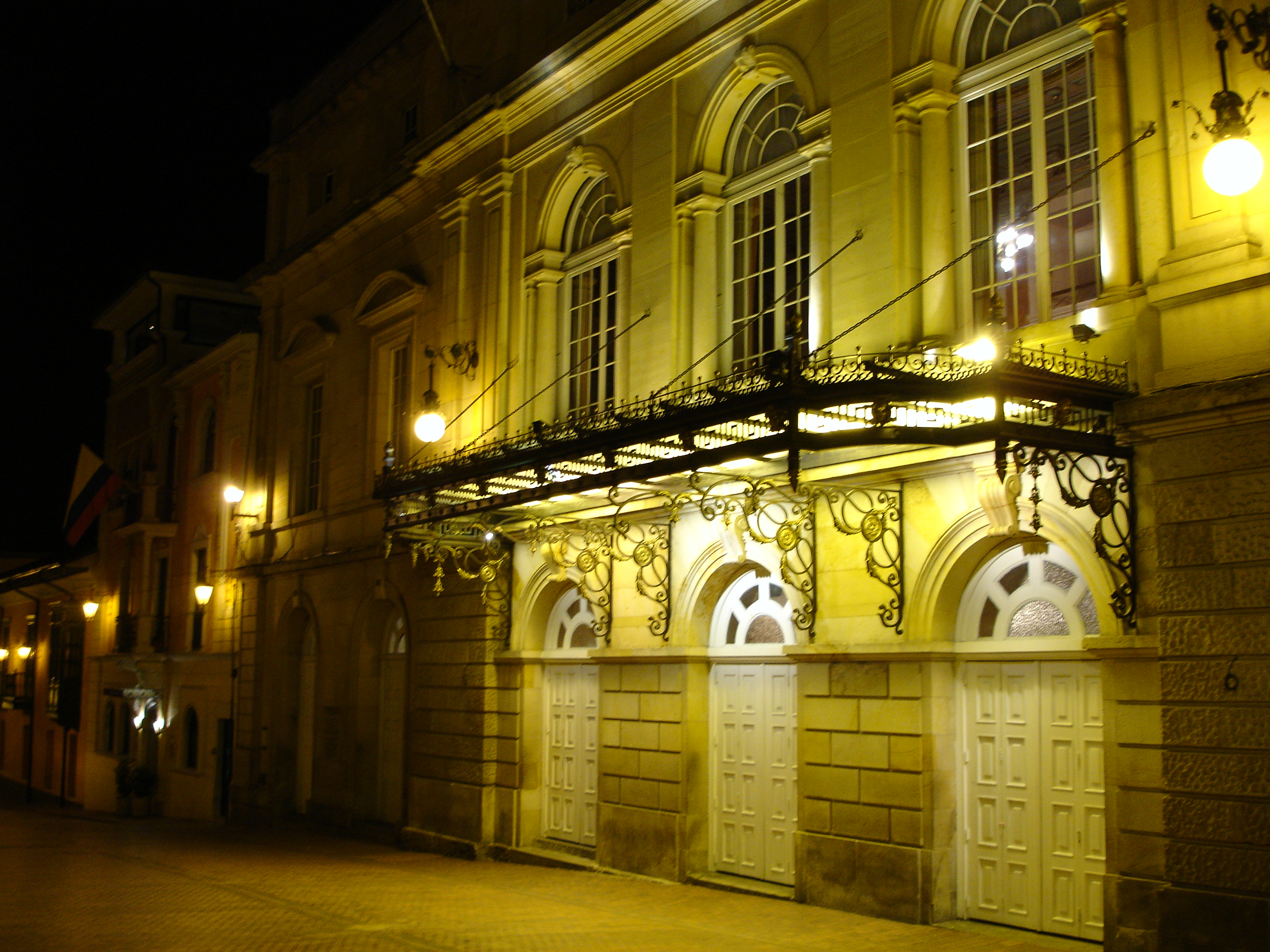
Théâtre Cristóbal Colón
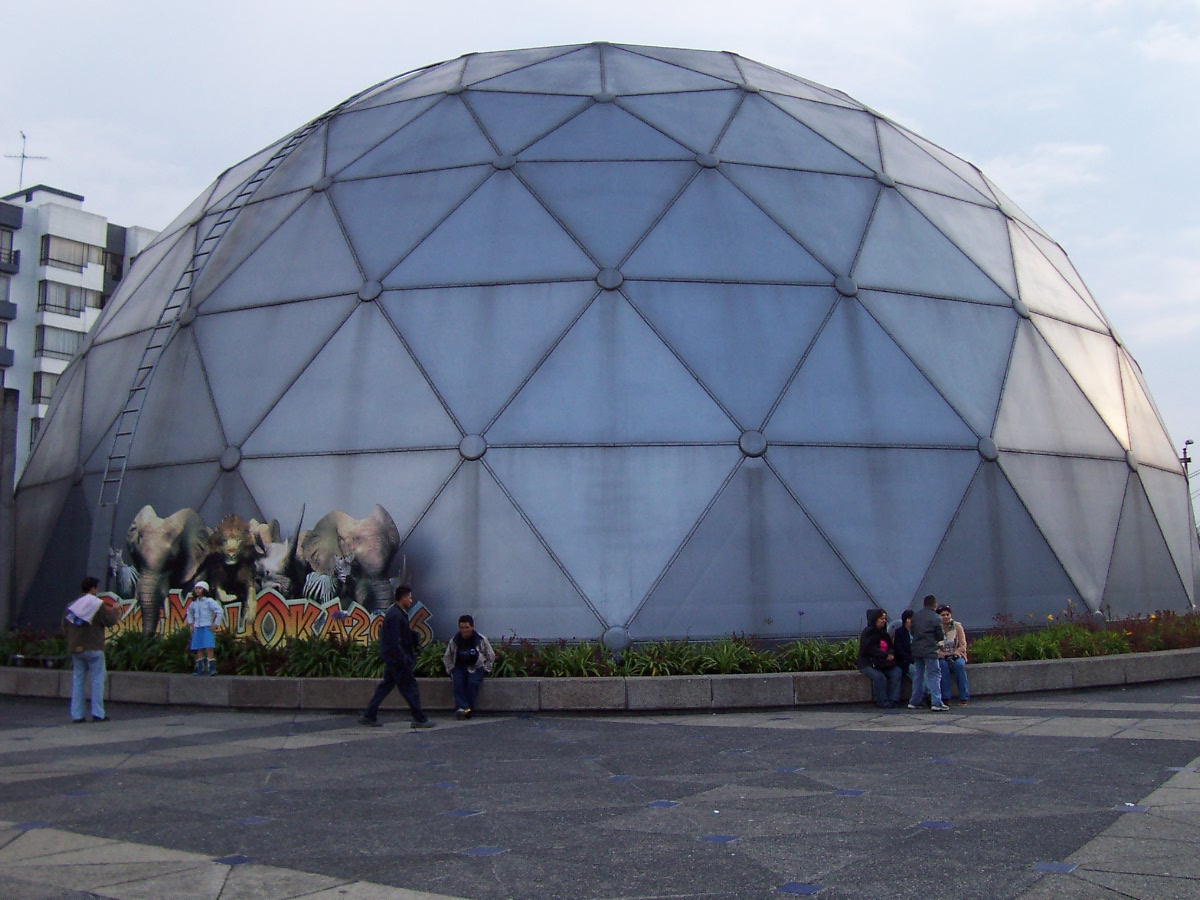
Maloka
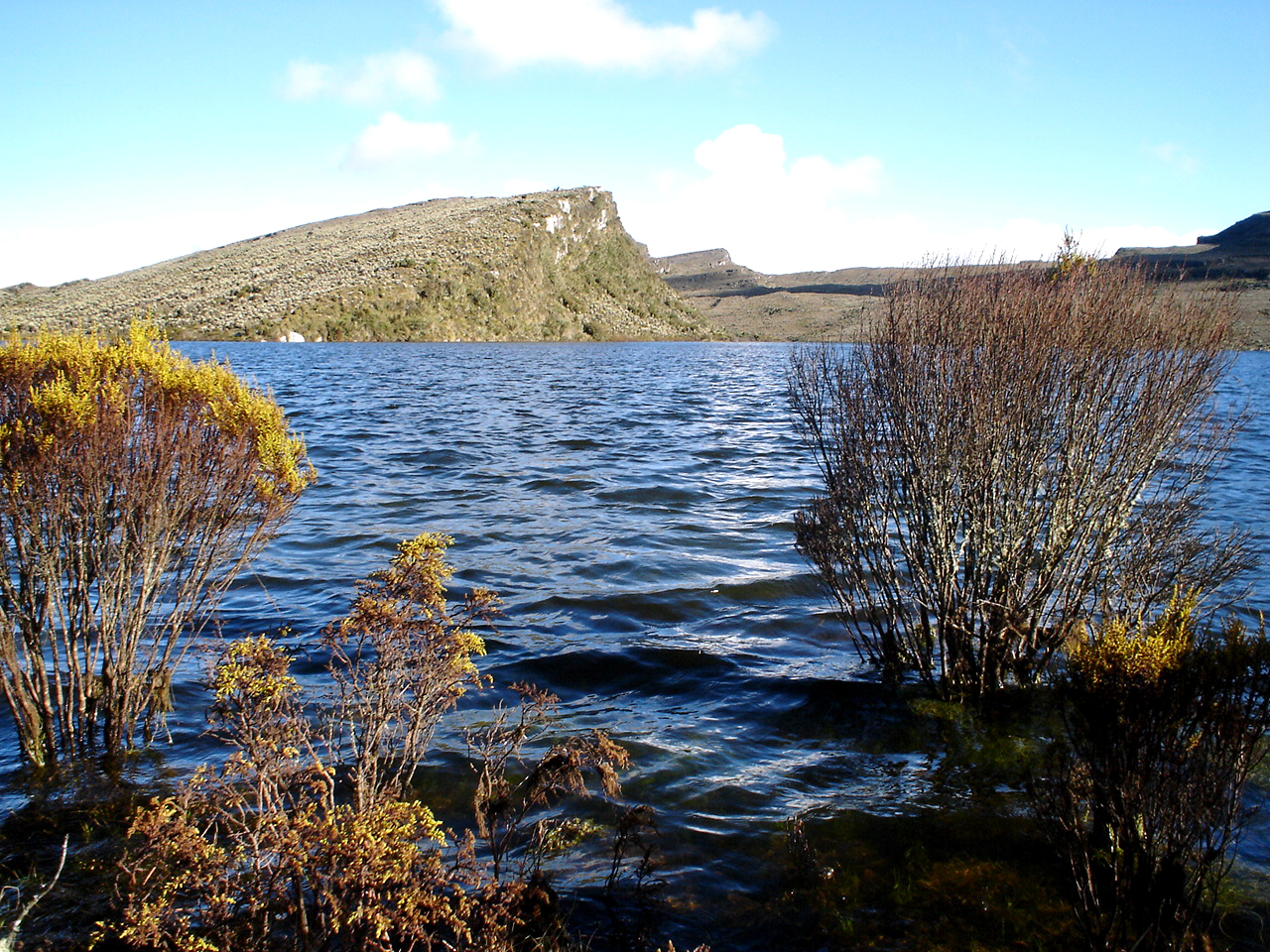
Le paramo de Sumapaz
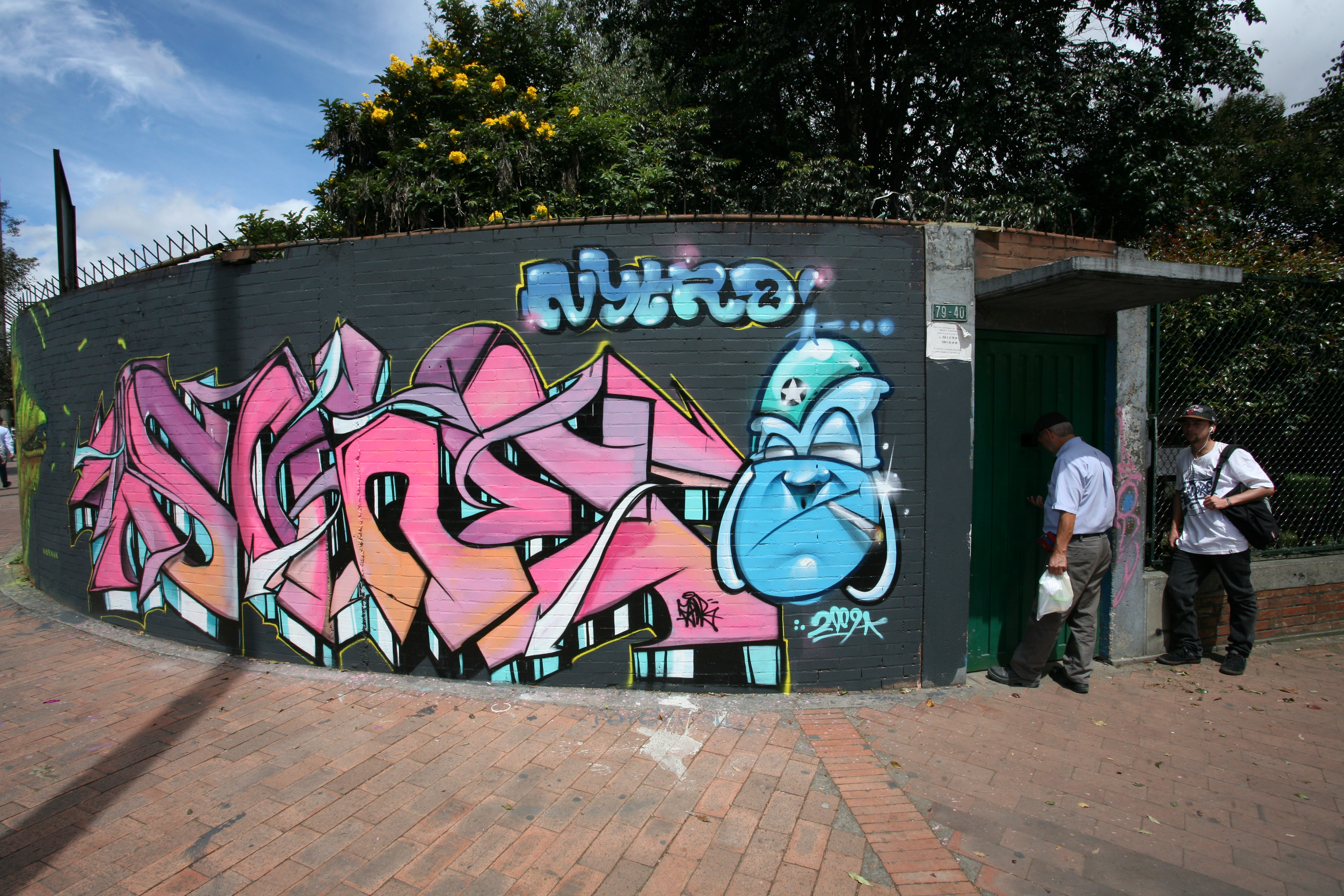
Une fresque à Bogota
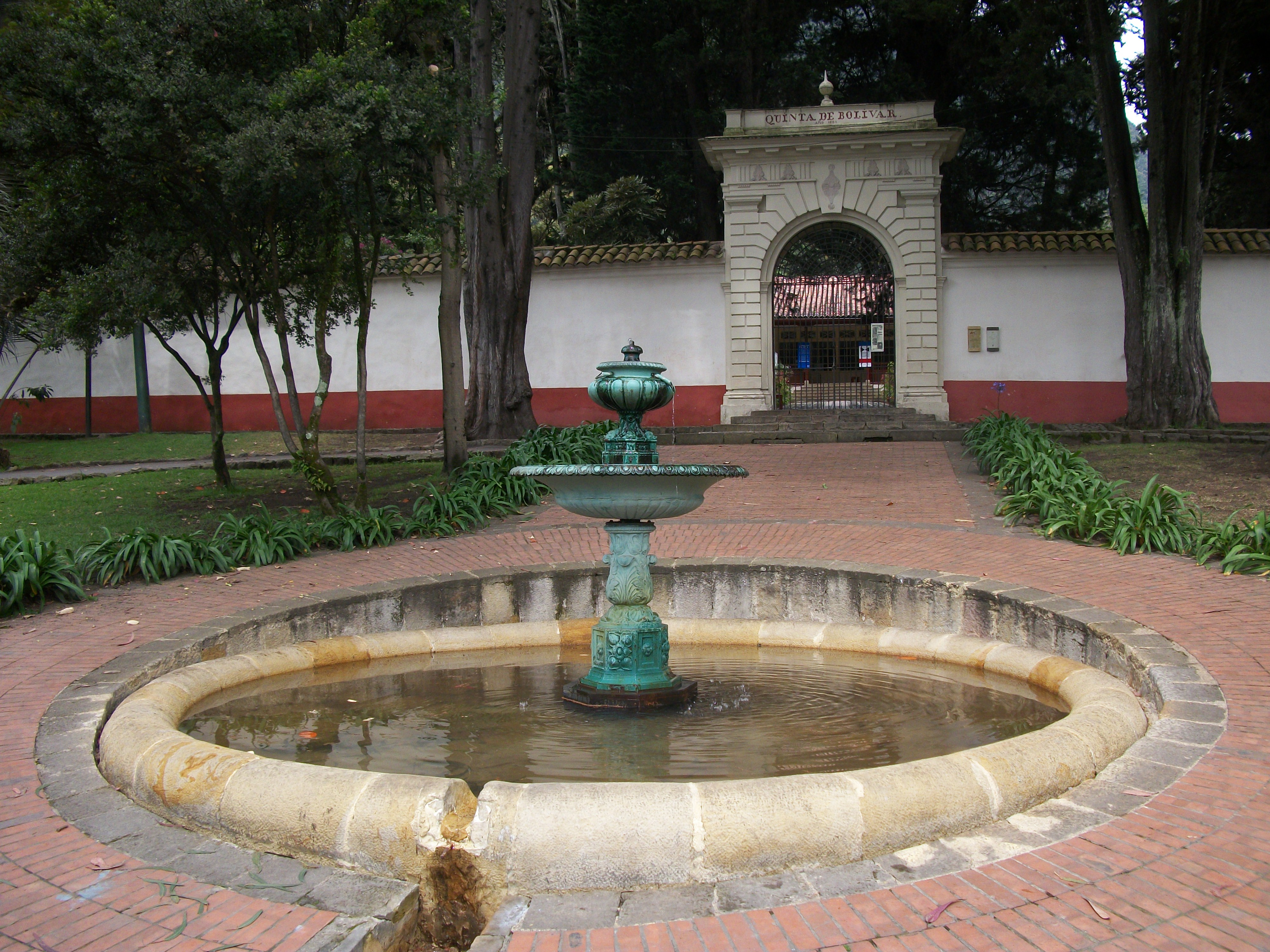
La Quinta de Bolívar à Bogota

Le tourisme a été déconseillé pendant plusieurs années en Colombie à cause du conflit armé interne. À partir des années 2000, grâce à des campagnes intensives de publicité ainsi qu'aux améliorations des infrastructures et de la sécurité, cette activité s'est développée à Bogota. En 2007, l'Instituto de Turismo Distrital (l'Institut de Tourisme du District) a été créé avec l'objectif de faire de Bogota une destination touristique de premier plan.
Les amoureux de la culture et des arts fréquentent les hôtels du centre historique de La Candelaria et de ses environs. Cette zone comporte aussi la plus grande partie des auberges de jeunesse de la ville. Les hôtels situés près de Ciudad Salitre reçoivent surtout des visiteurs faisant de brefs séjours à Bogota ou ayant besoin de se trouver à proximité de l'aéroport international El Dorado.
Parmi les lieux touristiques et les monuments importants de Bogota, se trouvent le jardin botanique José Celestino Mutis, la Quinta de Bolívar (français : villa de Bolívar), l'Observatoire astronomique national de Colombie, le planétarium de Bogota, Maloka, le point d'observation de la Tour Colpatria, ainsi que celui de La Calera, et La Candelaria. On peut également visiter Usaquén et ses vestiges coloniaux, où le brunch et le marché aux puces le dimanche étaient des activités traditionnelles. La ville possède de nombreux espaces verts et parcs d'attractions comme Salitre Mágico Mundo Aventura. À l'extérieur de Bogota, à Zipaquirá, on peut voir la Cathédrale de sel, une église construite à l'intérieur des mines de sel. Tout près de La Candelaria se trouve la colline de Monserrate.
Dans plusieurs quartiers de la ville, comme la zone G, la zone T et La Macarena, sont situés des restaurants connus pour leurs menus gastronomiques.
Depuis les années 2000, l'arrivée d'importantes chaînes d'hôtels, telles que : Marriott, JW Marriott, Radisson Hotels and Resorts, Hilton, NH Hotel Group, entre autres, apporte à Bogota un ensemble de services hôteliers réputés.

### Les centres commerciaux

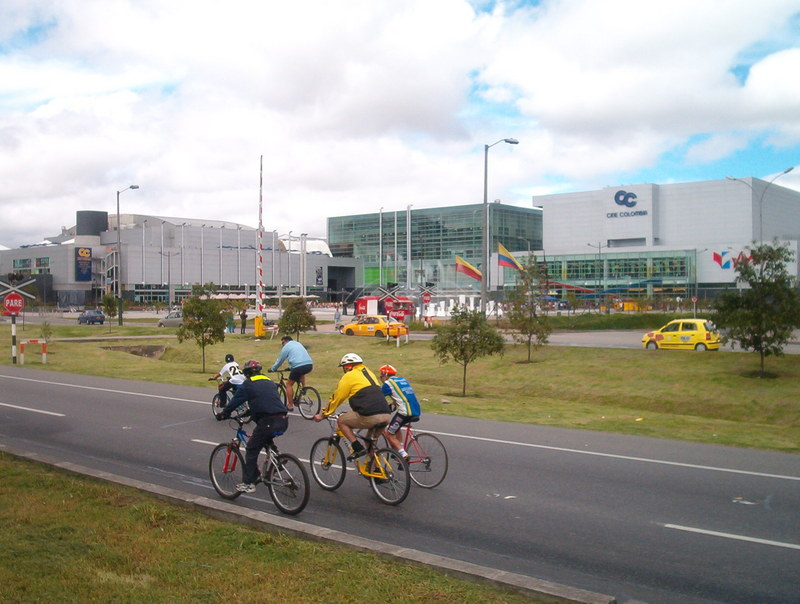
Centre commercial Gran Estacion dans l'ouest de Bogota

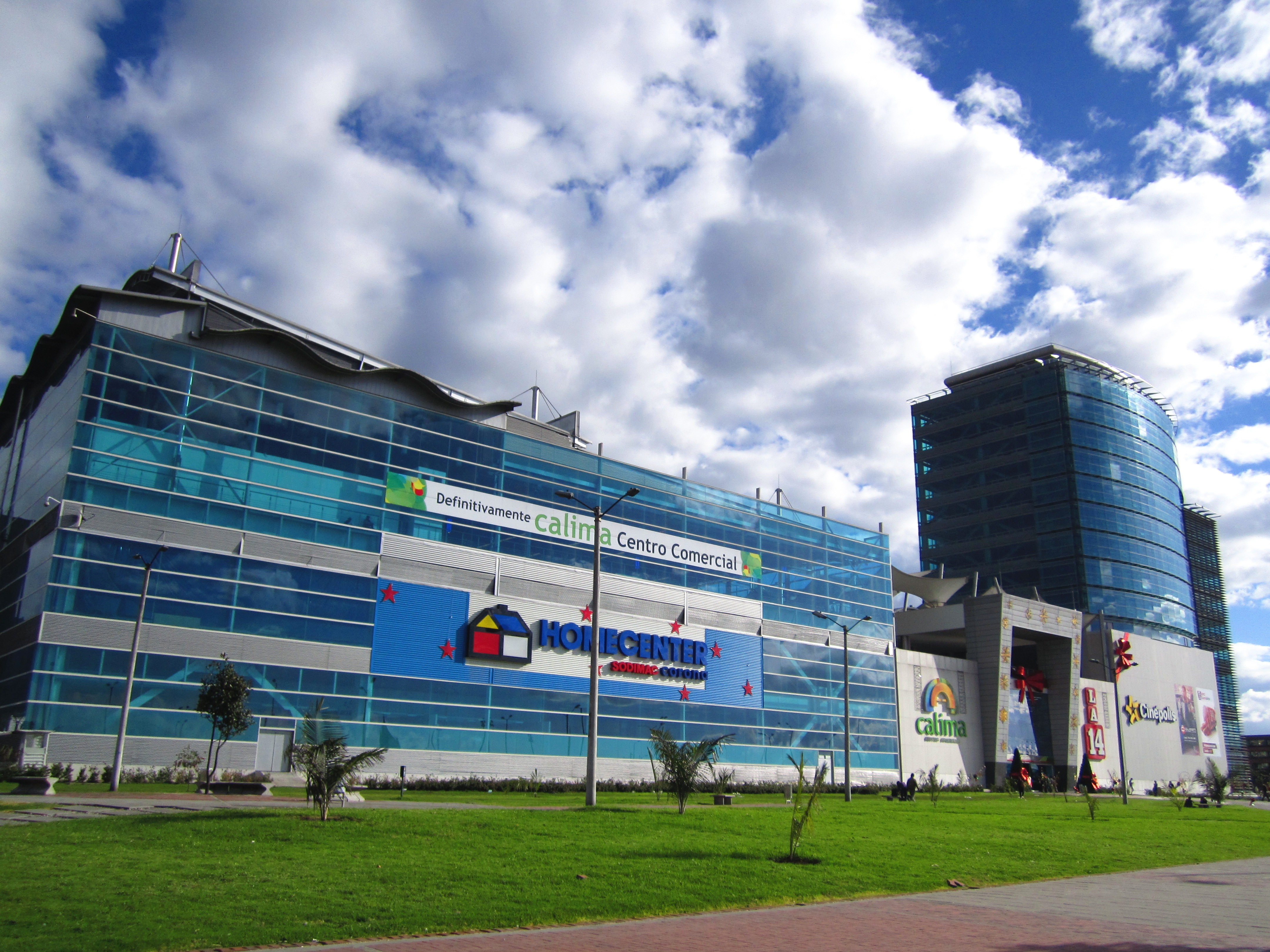
Centre commercial Calima

L'économie de Bogota s'est considérablement développée en raison de la construction de nouveaux centres commerciaux au cours de ces dernières années. En décembre 2011, la construction de 160 centres commerciaux a été prévue en complément des 100 centres existants.
Quelques centres commerciaux :
- Centro Andino
- Centro Maire (le plus grand centre commercial du pays)
- Centro Santafé (le deuxième centre commercial du pays).

## Organisation socio-économique

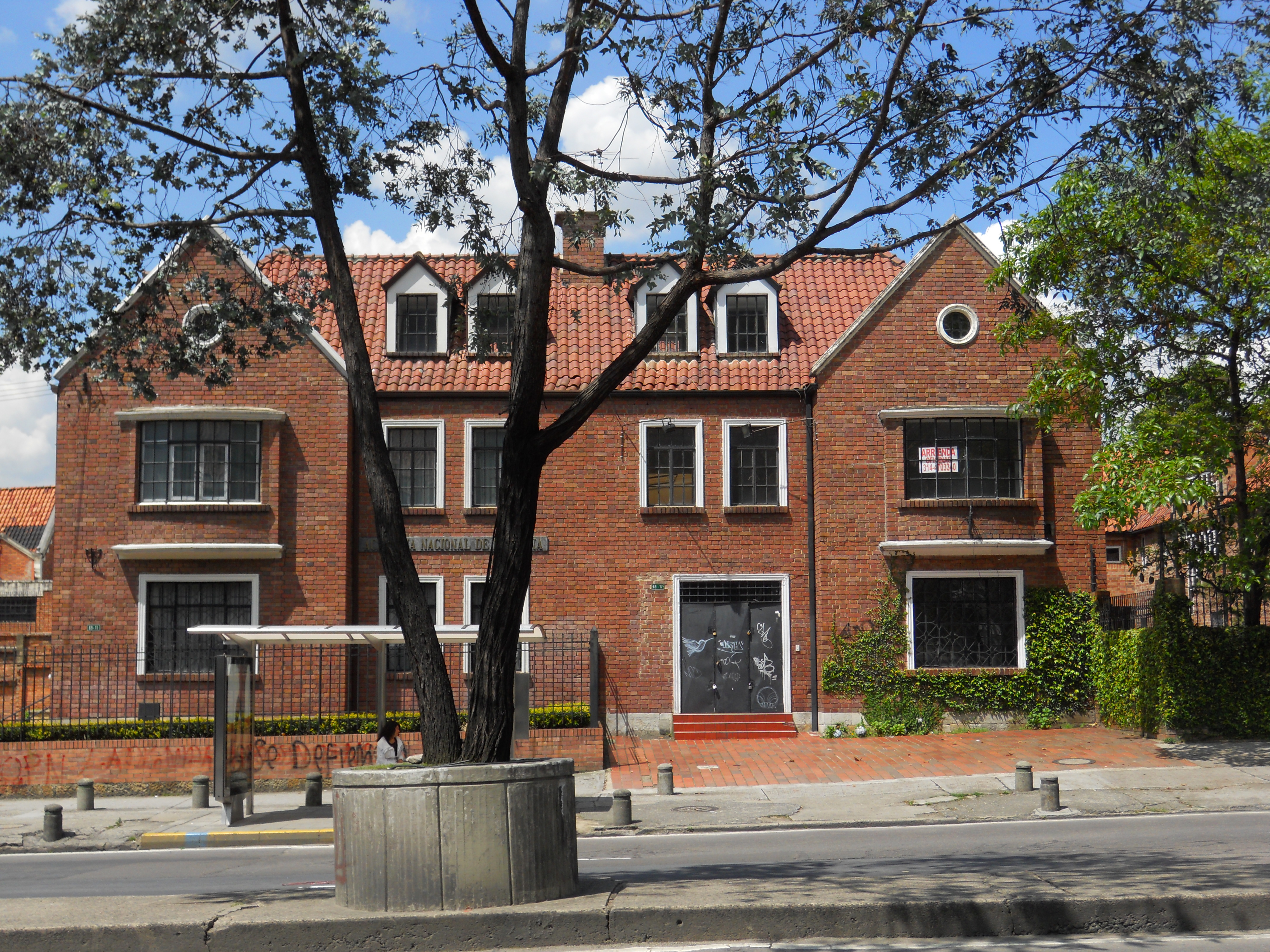
Une maison dans le district de Chapinero, proche du centre ville de Bogota. La zone où est située la maison, selon l'organisation économique de Bogota, est moyennement élevée (strate 4).

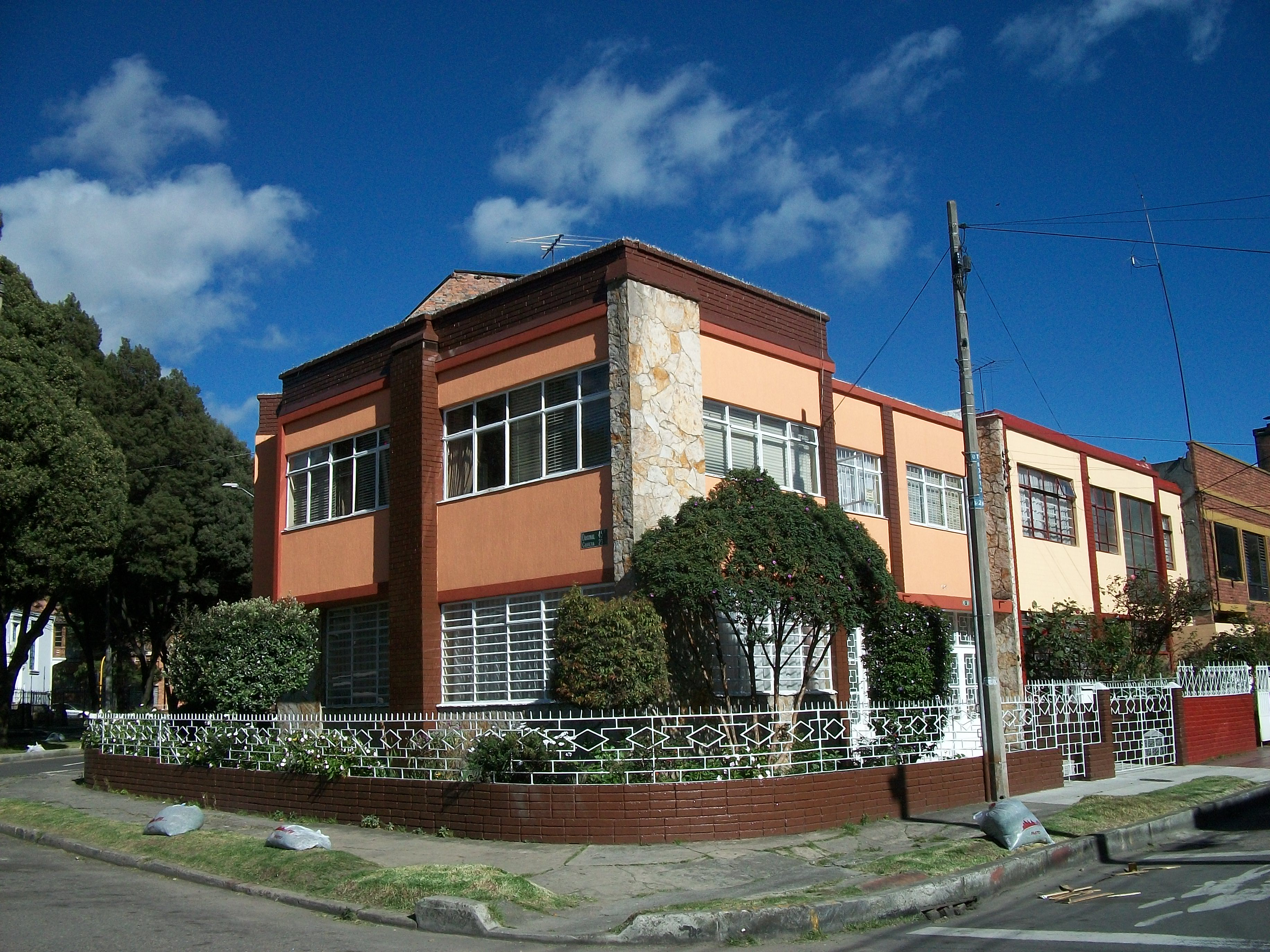
Maisons dans le district de Teusaquillo.

Les factures d'énergie et celles des services d'eau et d'égout sont établies en fonction du lieu de résidence du propriétaire et de ses revenus, afin que les personnes les plus fortunées subventionnent les factures énergétiques et celles des services d'eau et d'égout des plus pauvres.
Bogota est divisée en six strates socio-économiques :
- Strate 1 (très basse)
- Strate 2 (basse)
- Strate 3 (moyennement basse)
- Strate 4 (moyennement élevée)
- Strate 5 (élevée)
- Strate 6 (la plus élevée)

## Infrastructures

### Transports

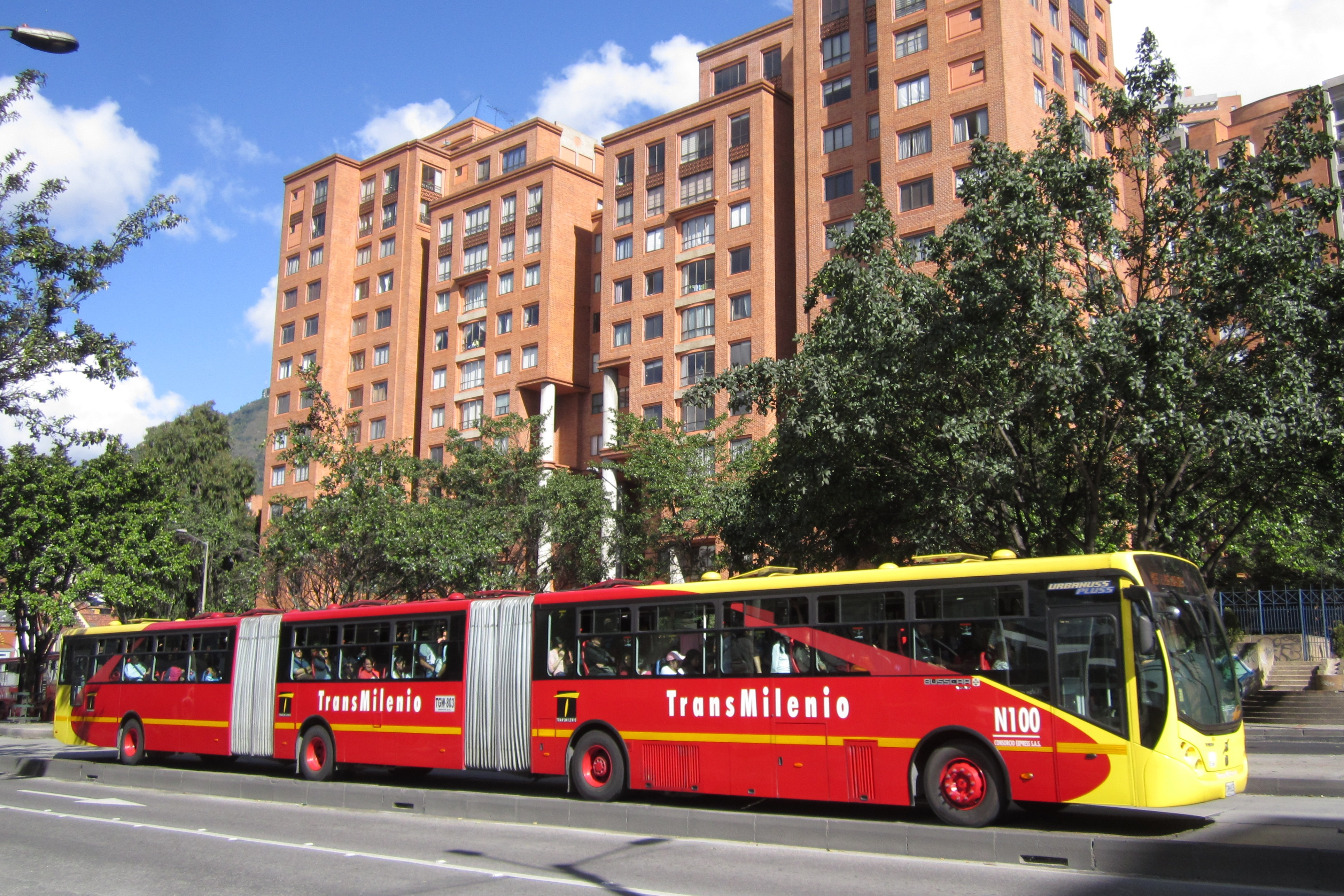
Un bus TransMilenio bi-articulé.

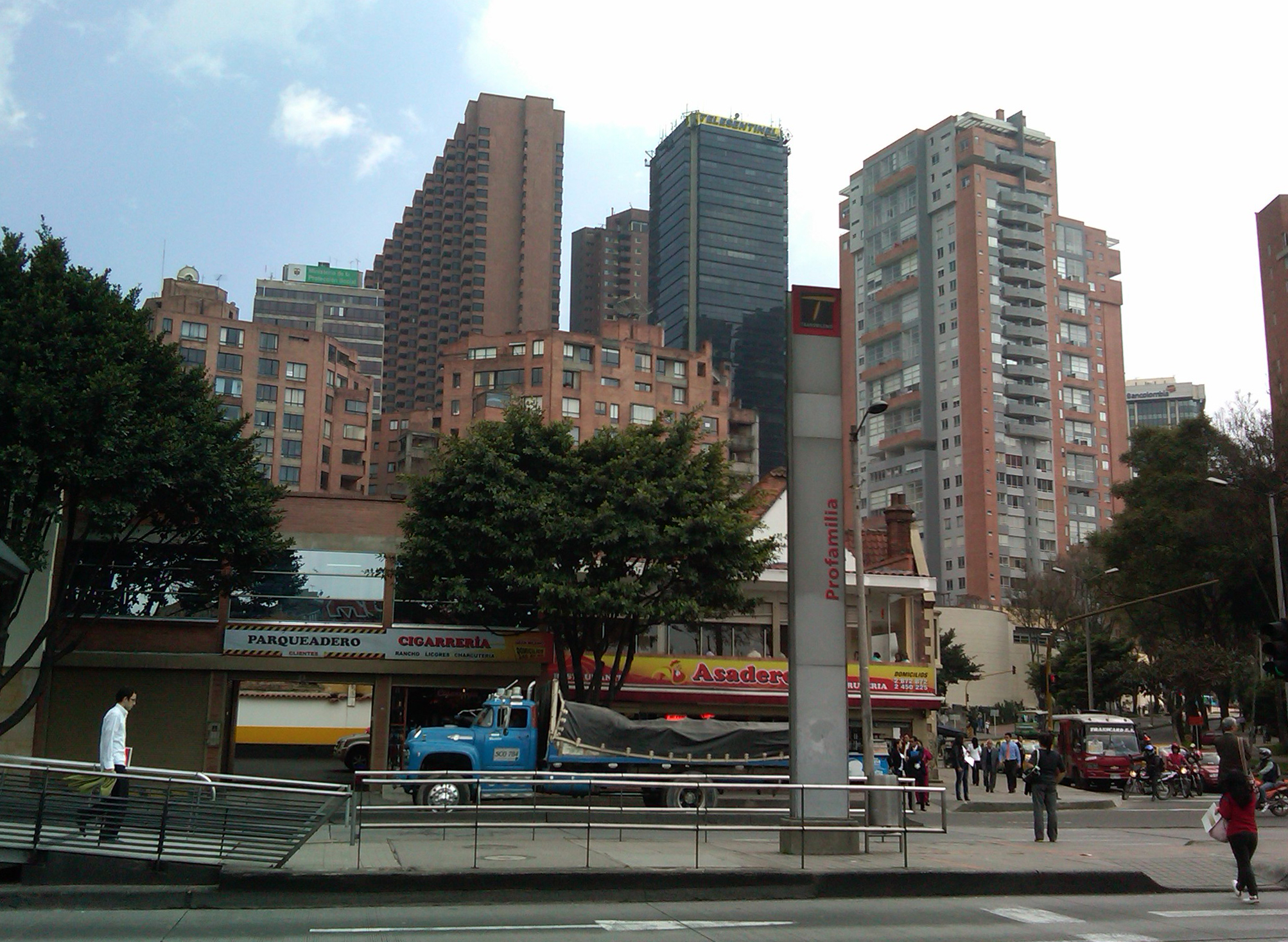
Profamilia TransMilenio, gare proche du centre-ville de Bogota.

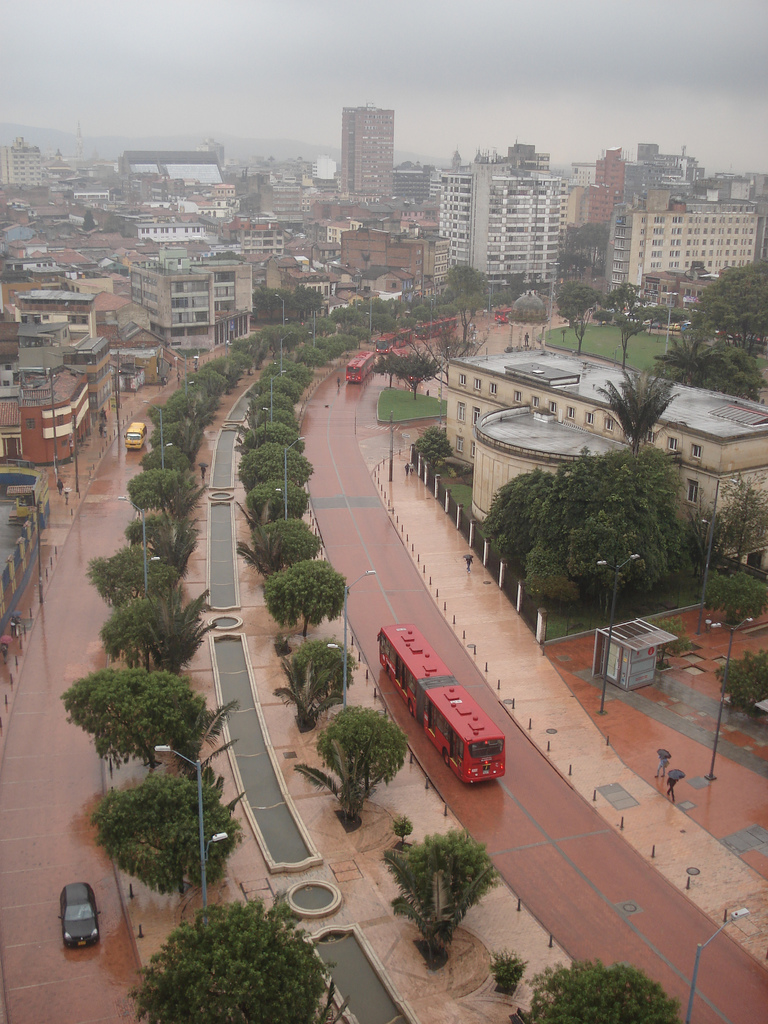
TransMilenio avenida Eje Ambiental.

La croissance de Bogota a mis à rude épreuve les routes et les autoroutes de l'agglomération, mais, durant les années 2000, des efforts importants ont été entrepris pour améliorer l'infrastructure. Même si le nombre de véhicules par habitant demeure faible, les voitures constituent une part importante de la congestion du trafic, s'ajoutant à celle engendrée par les taxis, les autobus et les véhicules utilitaires.
Les bus restent le principal moyen de transport en commun. Il existe deux systèmes de bus : le système traditionnel et le TransMilenio. Le système traditionnel, exploité par plusieurs compagnies, offre une grande variété de types de bus : Bus (grands bus), Buseta (autobus de taille moyenne) et Colectivo (camionnettes ou fourgonnettes).
Bogota est un hub pour les bus effectuant des trajets à l'intérieur du pays et ceux destinés aux trajets internationaux. Le terminal de bus de Bogota, le plus grand du pays, dessert la plupart des villes colombiennes. En dehors des trajets intérieurs, le terminal permet également d'effectuer des trajets vers le Venezuela, l'Équateur ou le Pérou.
Le TransMilenio est un système de transport en commun créé pendant le mandat de maire de Enrique Peñalosa Londoño (mandat de 1998 à 2001). C'est un Bus à haut niveau de service mis en œuvre pour compenser l'absence de métro (1re ligne prévue pour 2024) ou de système ferroviaire. Le TransMilenio combine des autobus articulés opérant sur les voies réservées et de petits autobus effectuant les trajets dans les zones résidentielles, ce qui permet aux habitants de rejoindre les lignes principales. Ce système devrait couvrir toute la ville d'ici 2030.
Bien que le TransMilenio desserve les principaux axes de Bogota, il reste plus cher que les autres transports, excepté les taxis. En 2011, le prix d'un billet était de 1700 pesos colombiens (environ US $ 0,85). Un seul billet permet un nombre illimité de déplacements jusqu'à ce que le voyageur quitte le système.

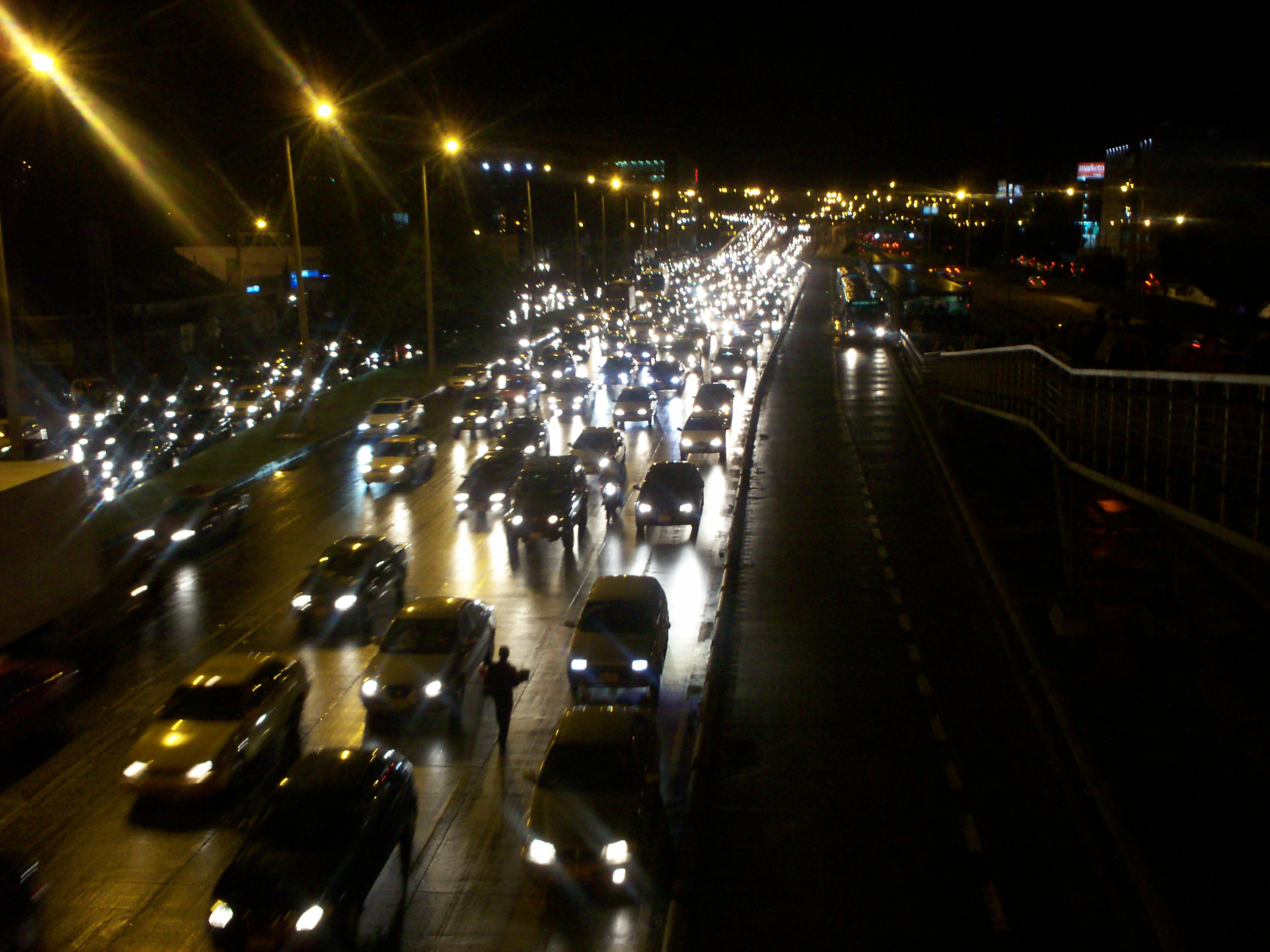
100, rue nord jusqu'à l'autoroute

En complément du TransMilenio, l'administration municipale sous Enrique Peñalosa Londoño a approuvé, à l'aide d'un référendum, la mise en place de restrictions des déplacements en voiture pour certains numéros de plaque d'immatriculation pendant les heures de pointe, système appelé Pico y placa. Le dimanche est également devenu une « Journée sans voitures ».
L'administration a mis en œuvre un système de voies cyclables (ciclorutas), et supprimé des milliers de places de stationnement dans le but de rendre les routes plus agréables pour les piétons. Les ciclorutas sont l'un des plus vastes réseaux de pistes cyclables, avec une étendue totale de 303 km. Elles s'étendent du nord de la ville, Calle 170, vers le sud, Calle 27, sans oublier Monserrate. Les ciclorutas ont été lancées par Antanas Mockus, lors de son premier mandat (1995-1997), et se sont considérablement étendues au cours de l'administration de Enrique Peñalosa Londoño ; depuis leur mise en place, l'utilisation de la bicyclette dans la ville s'est notablement développée.
Depuis un référendum populaire organisé en 2000, une « journée sans voiture » a lieu chaque dimanche.

## Transport aérien
Le principal aéroport de Bogota est l'aéroport international El Dorado, à l'ouest du centre-ville, au bout de l'avenue El Dorado. Grâce à sa situation centrale en Colombie et en Amérique latine, c'est une plaque tournante pour les compagnies nationales Avianca et LAN. Il est également desservi par de nombreuses compagnies étrangères du monde entier.

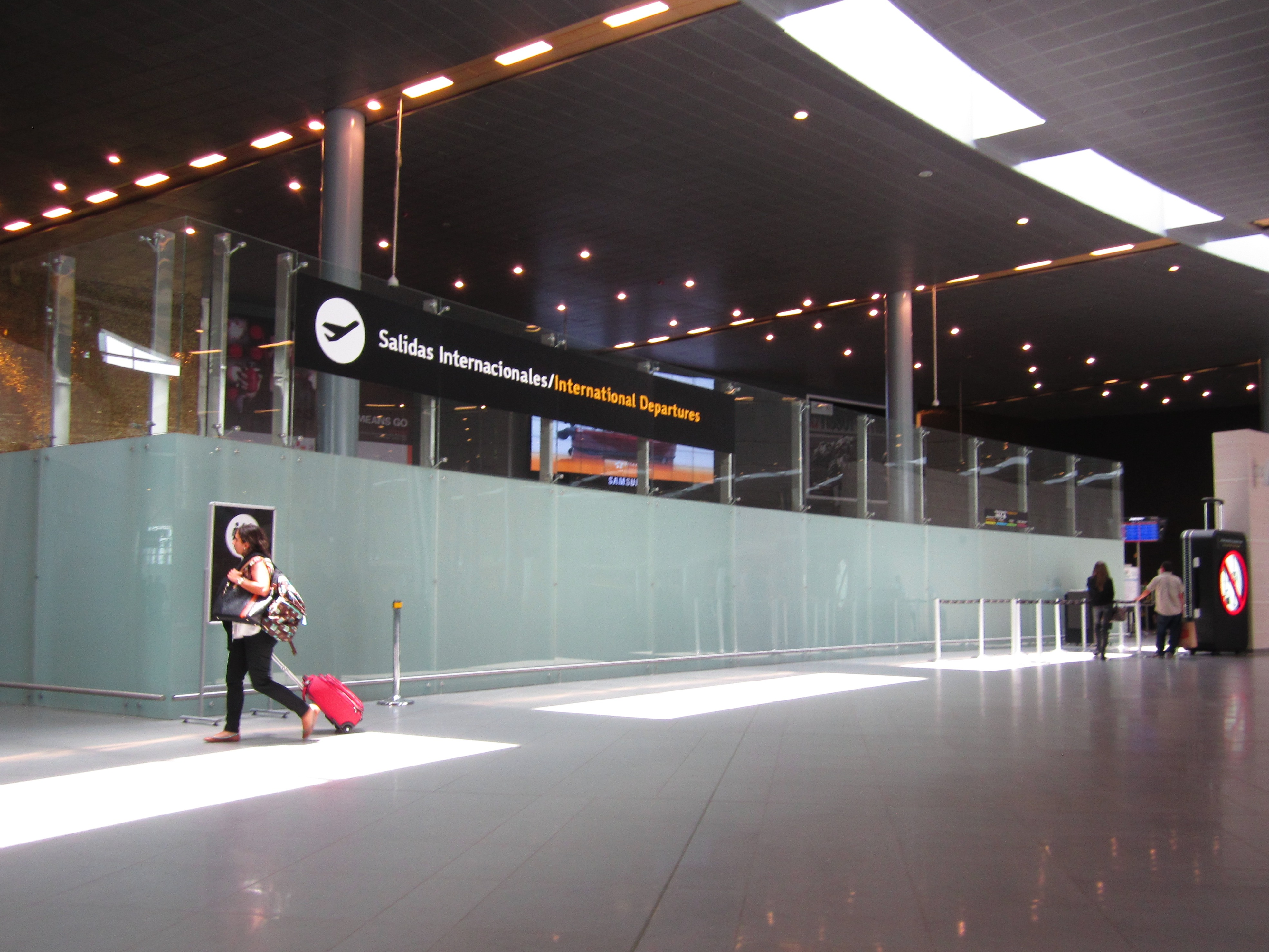
L'aéroport international El Dorado.

D'importants travaux pour une expansion majeure de cet aéroport ont débuté en septembre 2007. Ces travaux terminés, la capacité actuelle connaîtra un important accroissement afin qu'elle atteigne 25 millions de passagers annuels.
La base aérienne Camilo Daza Álvarez (CATAM), affectée à l'aviation militaire et à celle de la police, est implantée sur le même terrain aux côtés de l'aéroport.
L'aéroport Guaymaral (en) est réservé aux activités d'aviation privée.

## Santé

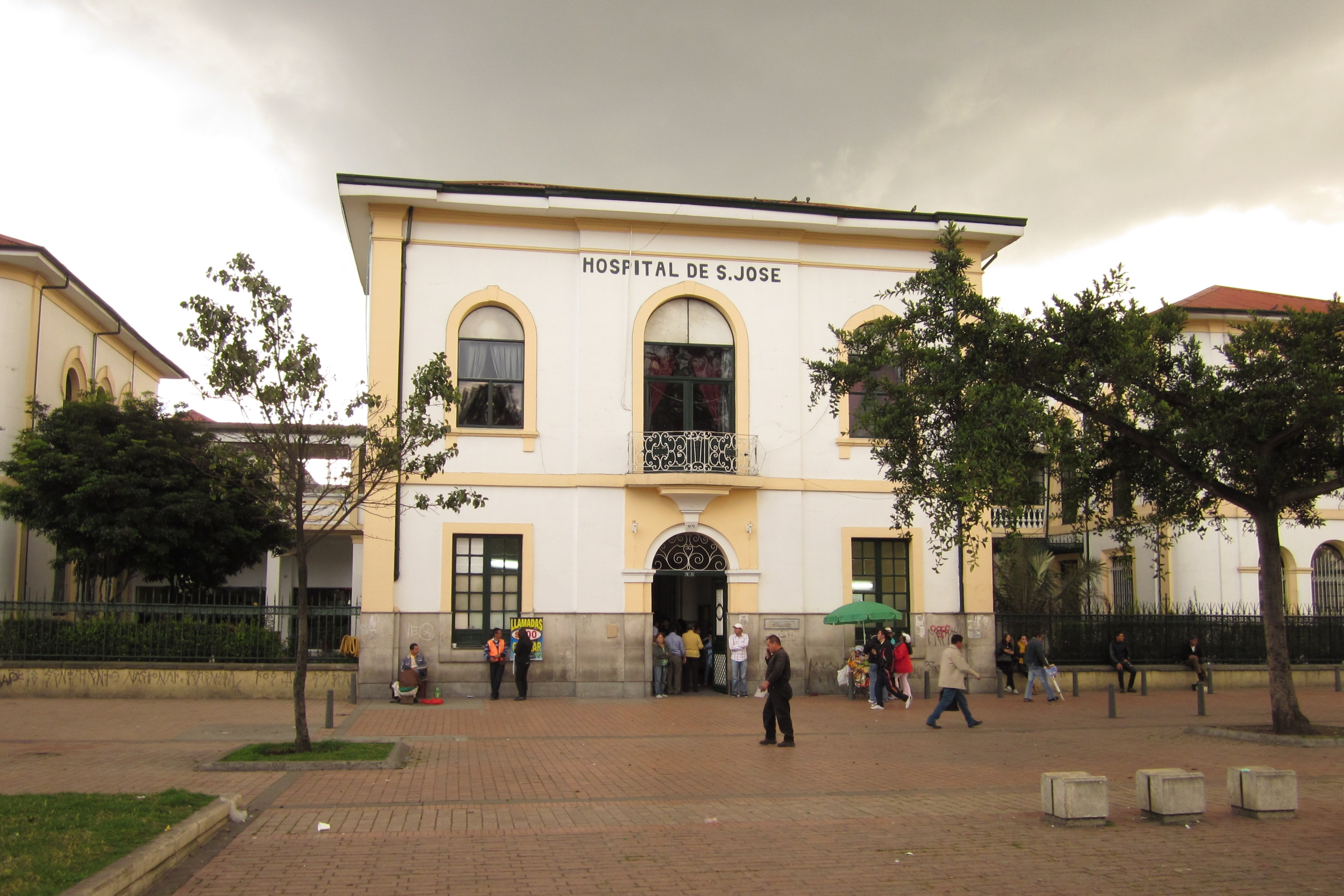
Hôpital de San José

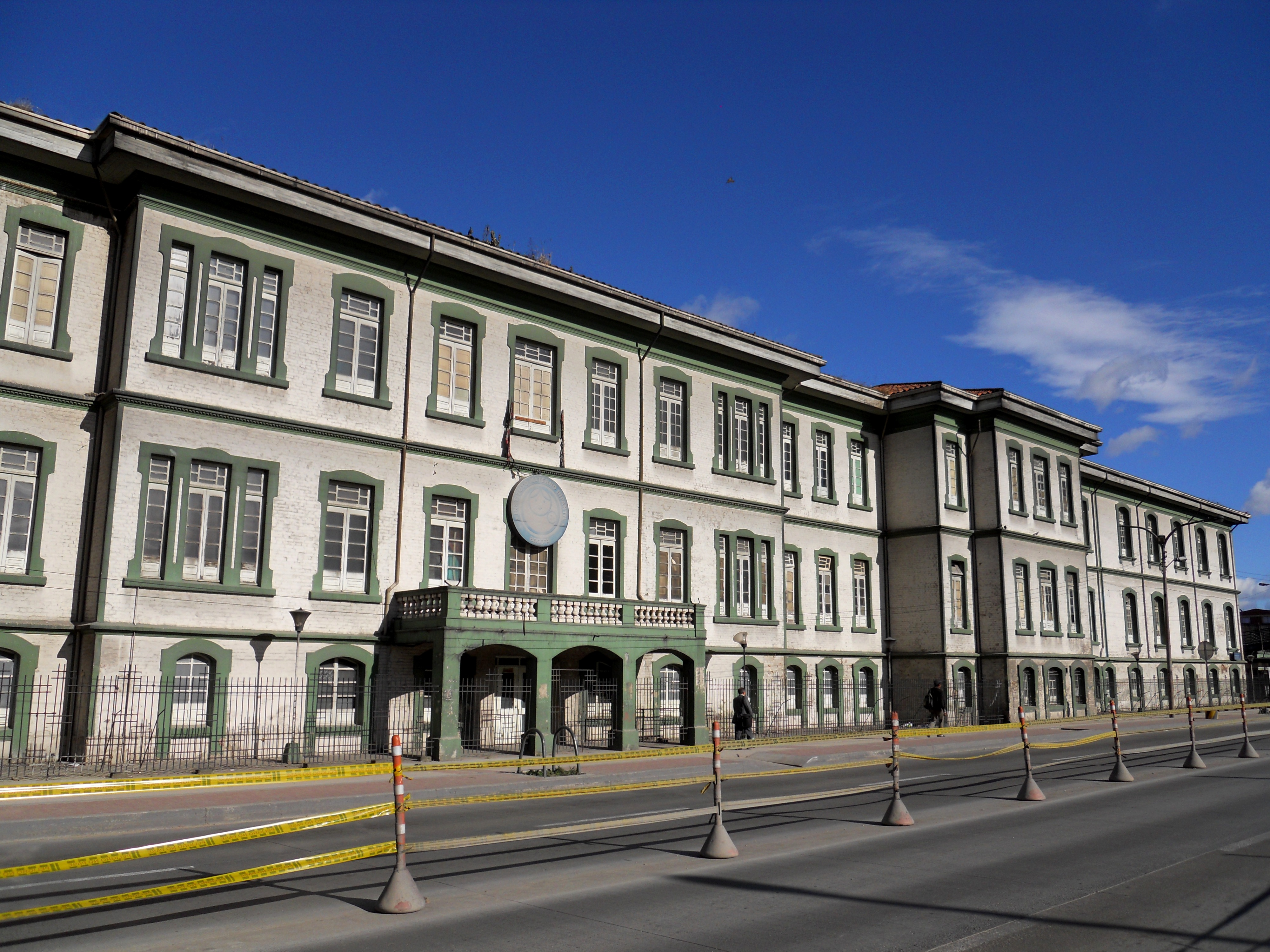
Hôpital San Juan de Dios.

Les services sanitaires de Bogota sont fournis par un réseau d'institutions dépendant de la Direction régionale de la Santé. Ces institutions sont réparties, suivant leur objectif, en trois secteurs :
- Le premier secteur comporte dix hôpitaux qui répondent à des soins de base, diagnostics et soins de médecine générale, tests de laboratoires, services d'urgences et d'hospitalisation ainsi que des soins dentaires.
- Le deuxième secteur comprend sept hôpitaux qui, outre les soins inclus dans les spécialités de base, ajoutent les spécialisations d'optométrie (mesure de la réfraction de l'œil et de ses anomalies) et la psychologie.
- Le troisième secteur détient cinq hôpitaux ayant pour orientation les traitements hautement spécialisés dans les services de : cardiologie, neurologie, génétique, dermatologie, etc.

Quelques hôpitaux de Bogota :
- Hôpital San Juan de Dios
- Hôpital Occidente de Kennedy
- Hôpital La Victoria
- Hôpital Tunal
- Hôpital Simón Bolívar
- Hôpital Santa Clara
- Hôpital San Blas
- Hôpital Meissen
- Hôpital Bosa

La capitale de la Colombie dispose de plus de 140 centres de soins. Le Ministère de la protection sociale a recensé plus de vingt services d'assurance santé. Le régime subventionné pour les utilisateurs, établi par les règlements de la loi 100 de 1993, s'applique à chaque institution.
Bogota est devenue une destination recherchée tant par les Colombiens que par les étrangers pour ses institutions médicales reconnues internationalement, ses centres de traitement du cancer et des maladies neurologiques, ainsi que pour ses établissements de chirurgie plastique reconstructrice.
Parmi les établissements de soins de Bogota se trouvent également des cliniques privées.
Existent aussi diverses banques du sang, de tissus et de cellules souches.
Concernant le tourisme, la vaccination contre la fièvre jaune est recommandée aux personnes voyageant dans la région des Llanos. L'eau courante est considérée comme potable à Bogota et dans les plus grandes villes de la Colombie mais les contaminations virales ou parasitaires sont assez fréquentes. Le mal des montagnes est parfois éprouvé par des personnes sujettes aux maladies cardiaques ou respiratoires.

## Éducation

### Les collèges et universités

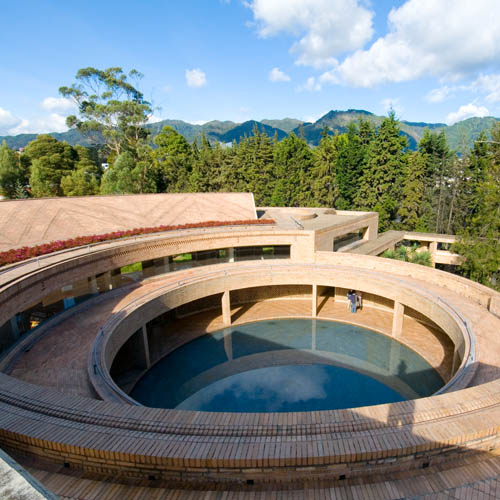
L'université nationale de Colombie.

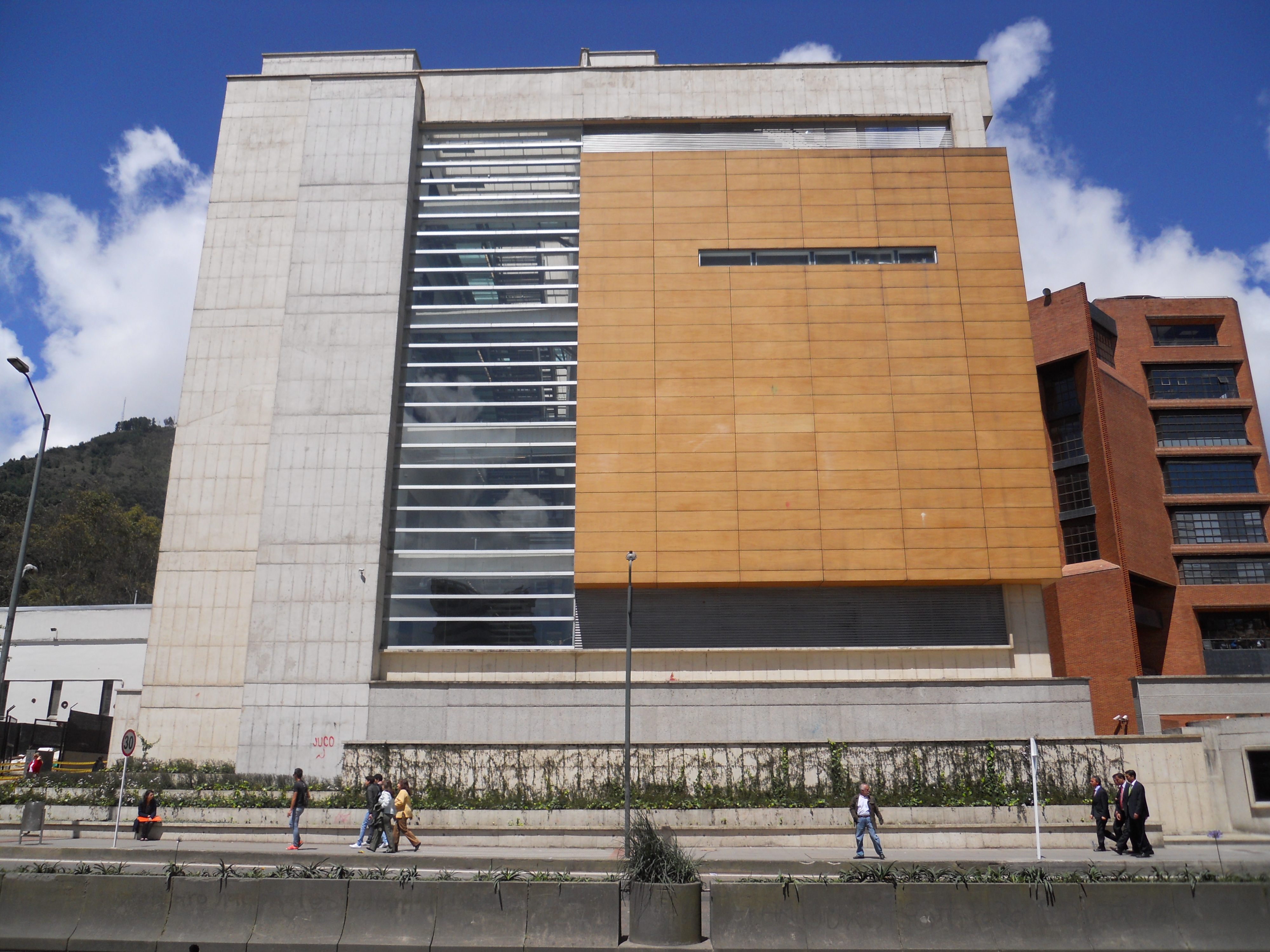
Centro Ático à l'université pontificale Javeriana

Bogota possède un vaste réseau d'enseignement : écoles primaires et secondaires, collèges. En raison de la constante migration dans la capitale du pays, les quotas relatifs à l'accès à l'éducation gratuite, offerte par l'État, sont souvent insuffisants. La ville possède également un système diversifié d'écoles et de collèges privés.
Il existe un certain nombre d'universités, tant publiques que privées. En 2002, il y avait un total de 106 établissements d'enseignement supérieur. Parmi les universités de Bogota, certaines sont partiellement ou totalement accréditées par le Conseil national d'accréditation (CCN) : l'université nationale de Colombie qui est la plus vaste et la plus importante du pays, l'université des Andes (université privée), l'université pontificale Javeriana fondée par les Jésuites et dont les grades universitaires furent reconnus en 1623, l'université du Rosaire, l'université Externado de Colombie, l'université militaire Nueva Granada, l'université d'Amérique, l'université Sergio Arboleda, l'université Jorge Tadeo Lozano, l'université catholique de Colombie, l'université Saint Thomas d'Aquin et l'université La Salle.
L'université nationale de Colombie abrite une cité universitaire, un campus situé dans le Teusaquillo, secteur traditionnel. C'est le plus vaste campus de Colombie et l'un des plus importants de l'Amérique latine. Le district de La Candelaria est le foyer de la plus grande concentration d'universités privées en Amérique latine.
En outre, Bogota est de plus en plus populaire parmi les étrangers et les touristes qui souhaitent apprendre l'espagnol tout en découvrant la culture latino-américaine. Des écoles telles que le Meboc Institute ont été mises en place pour offrir des cours flexibles, à des prix compétitifs, aux étudiants internationaux.
En Colombie, les systèmes primaire et secondaire des écoles d'enseignement vont de la pré-maternelle à la onzième année. L'éducation en Colombie n'est obligatoire que jusqu'à la 8e année, mais le gouvernement a mis en œuvre une campagne de promotion nationale pour inciter les familles ayant un faible niveau économique à inscrire et à maintenir leurs enfants à l'école au-delà de la huitième année.
Seuls 4 % des élèves issus de l'enseignement public ont accès à l'enseignement supérieur.

### Universités

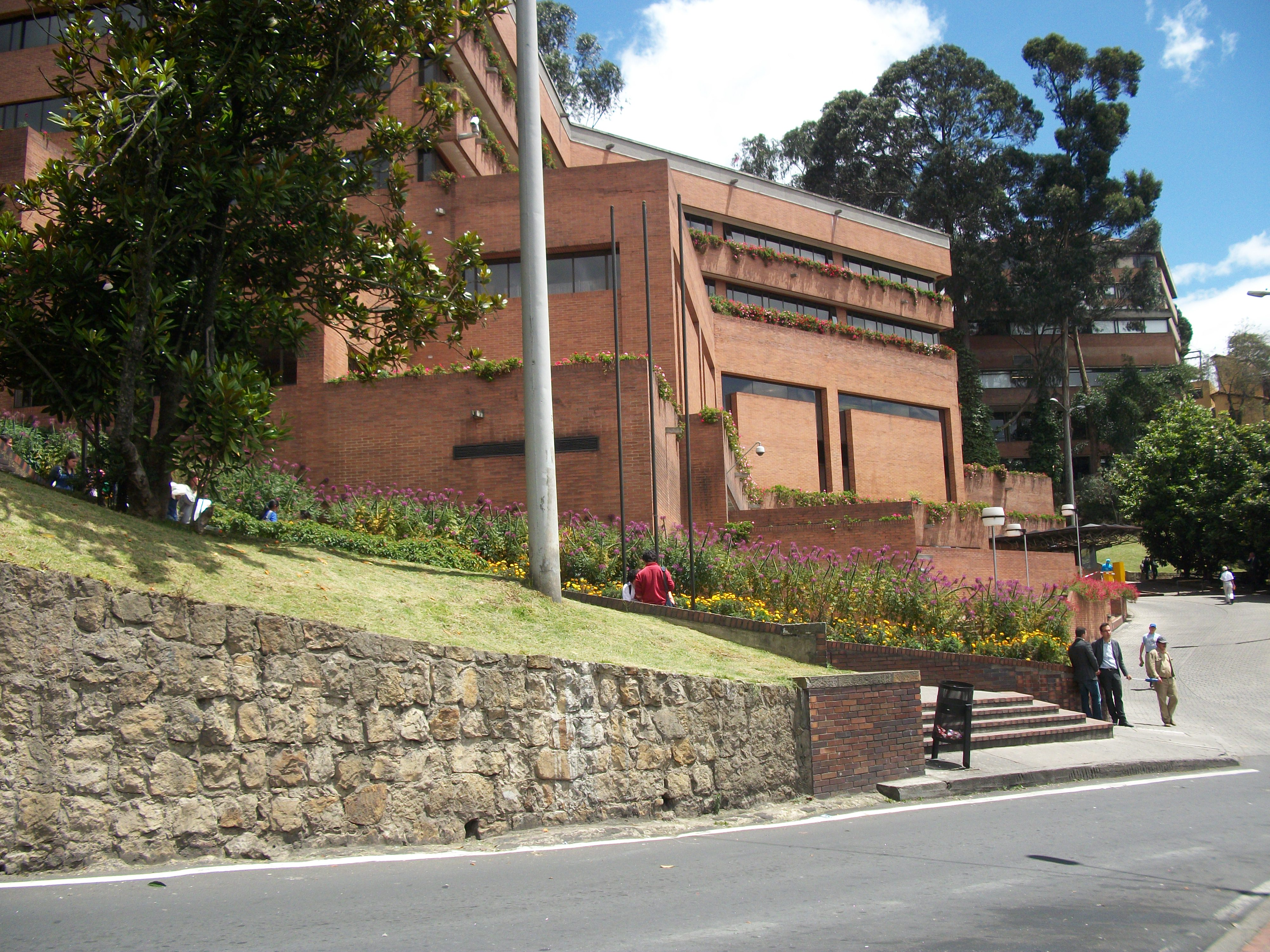
Université Externado de Colombie.

- Université Saint-Thomas d'Aquin (es) (fondée en 1580)
- Université pontificale Javeriana (fondée en 1622, grades universitaires reconnus en 1623)
- Université du Rosaire (fondée en 1653)
- Université nationale de Colombie (fondée en 1867)
- Université Externado de Colombie (fondée en 1886)
- Université des Andes (fondée en 1948)
- Université départementale Francisco José de Caldas (fondée en 1948)
- Université catholique de Colombie (es) (fondée en 1970)
- École colombienne d’ingénierie Julio Garavito (es) (fondée en 1972)
- Université militaire Nueva Granada (fondée en 1982)
- Université Jorge Tadeo Lozano (es) (fondée en 1954)
- Université andine Simón Bolívar

## Culture

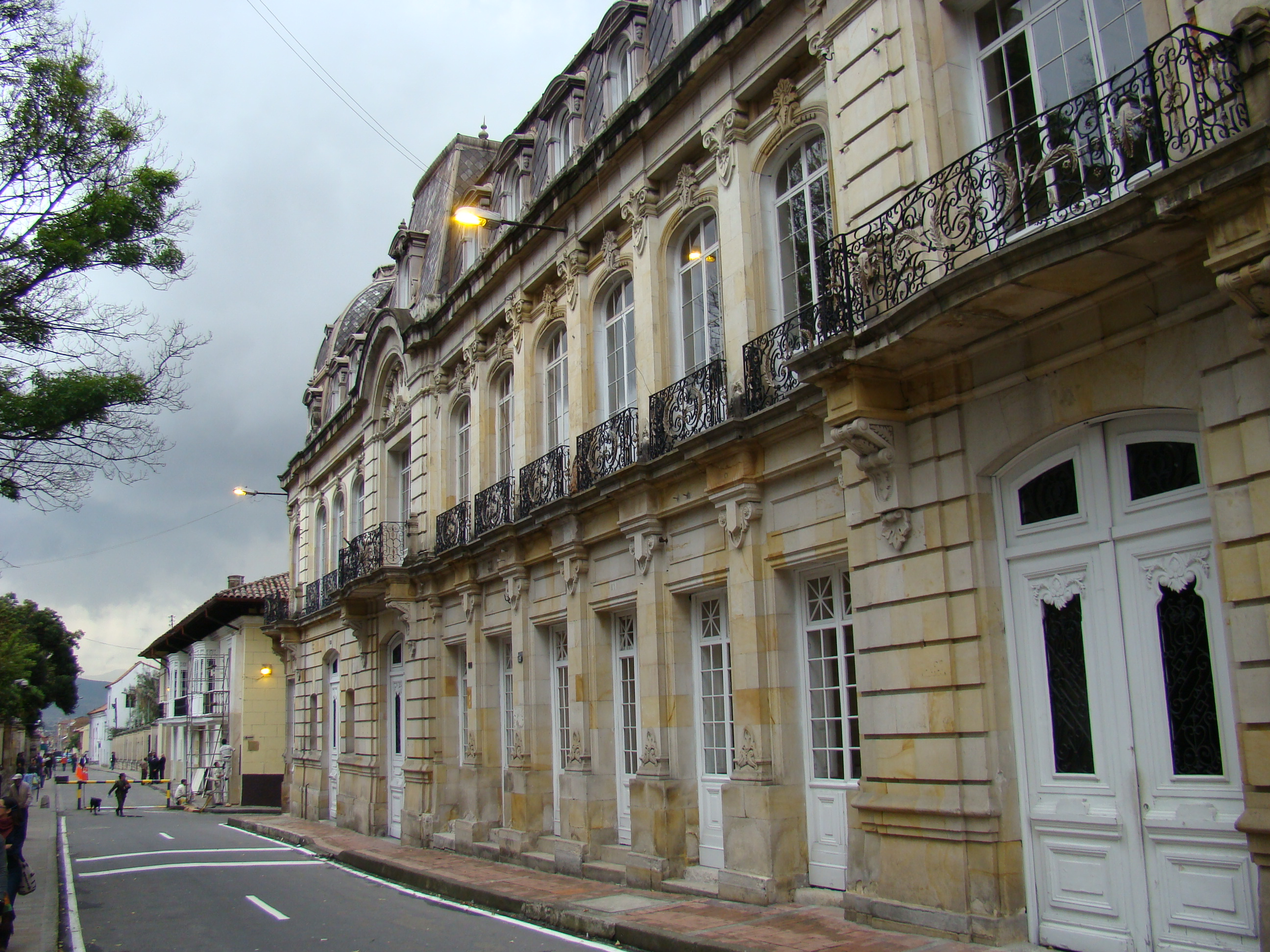
Le palais Echeverry abrite le ministère colombien de la culture.

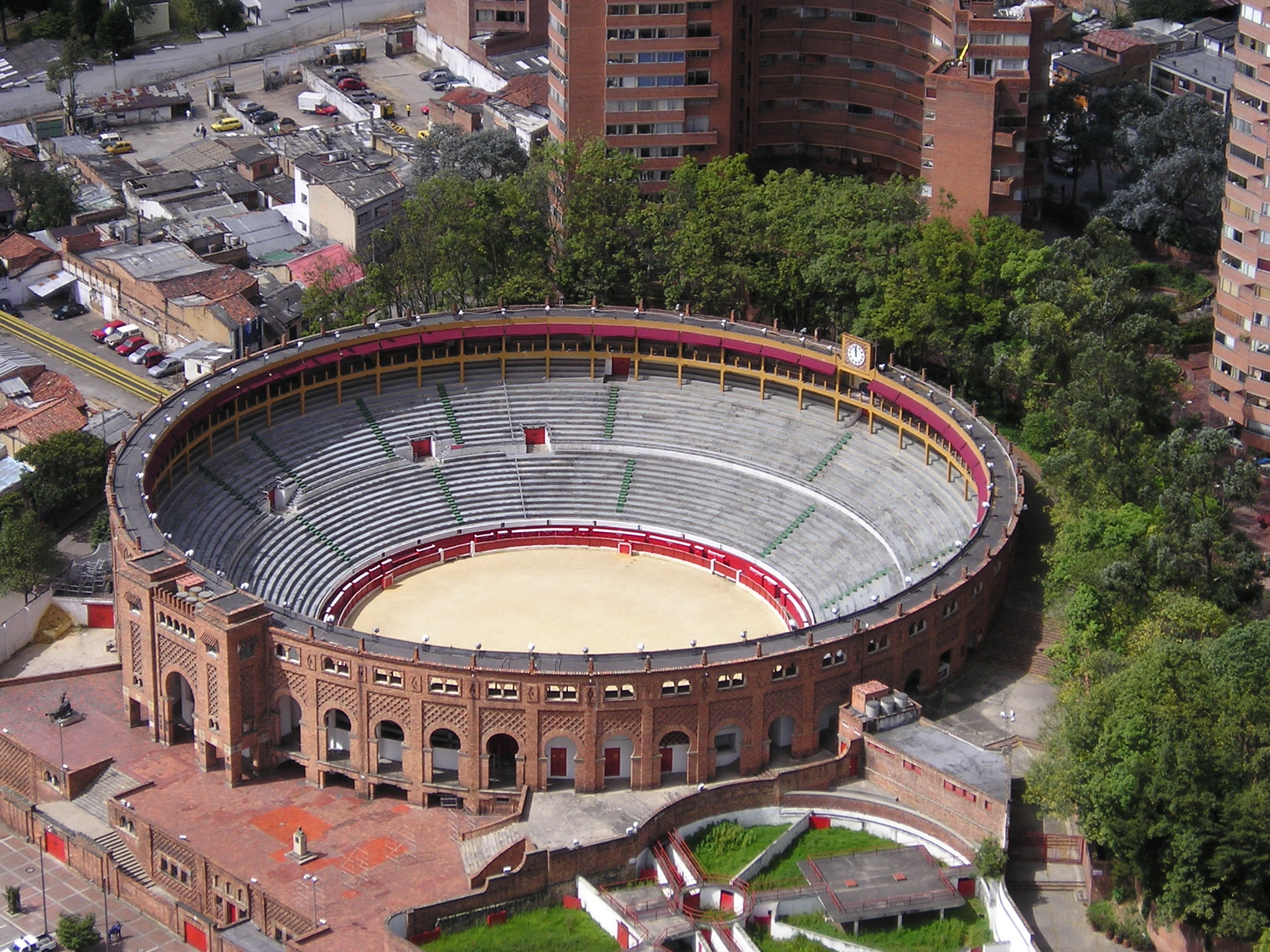
Arènes de Santamaría (exemple de l'influence espagnole sur la ville et sur la culture)

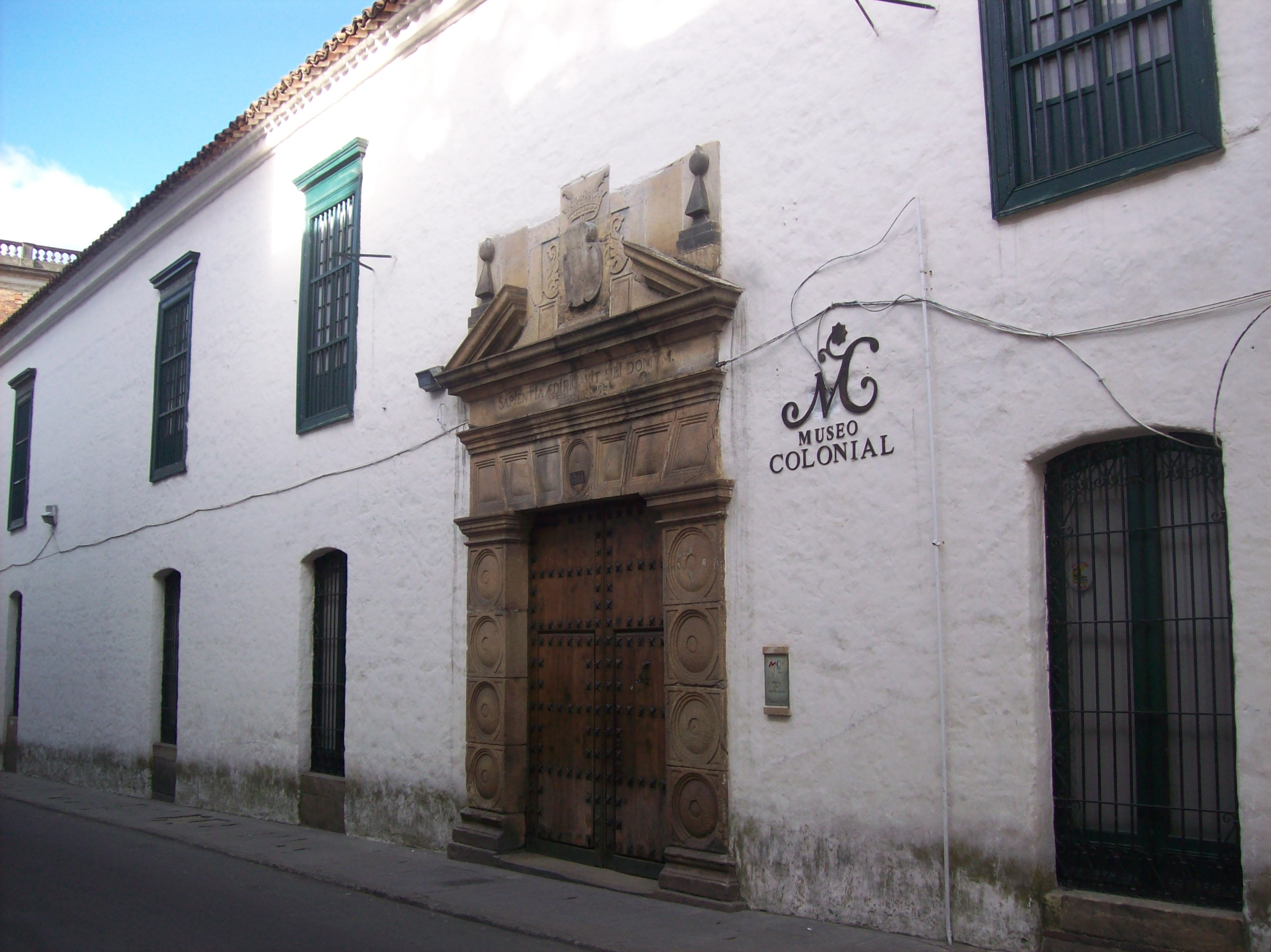
Entrée du musée d'Art colonial de Bogota.

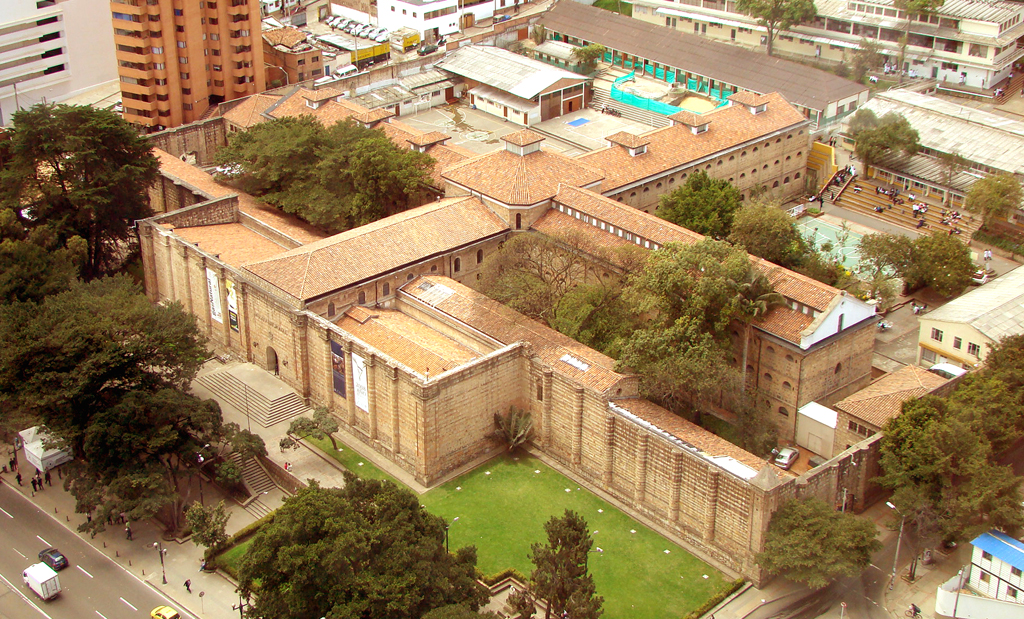
Vue aérienne du Musée national de Colombie.

De nombreux lieux culturels ont été créés à Bogota, dont 58 musées, 62 galeries d'art, 33 réseaux de bibliothèques et 45 théâtres.
L'offre culturelle s'est considérablement développée lors des dernières décennies. Un grand nombre de personnes, venues de tout le pays et souhaitant résider dans la capitale, ont contribué à l'accroissement de différents intérêts culturels en apportant les traditions de régions diverses.
Plusieurs parcs d'attractions attirent aussi maints Colombiens et touristes.
En outre, 75 stades démontrent l'importance accordée aux sports et la ferveur qui leur est réservée.
Enfin, on dénombre à Bogota plus de 150 monuments nationaux.
Les lieux culturels et manifestations les plus renommés sont les suivants :
- la Bibliothèque Luis Ángel Arango, la plus importante du pays et l'une des plus réputées de l'Amérique latine, reçoit plus de 6 millions de visiteurs par an[76];
- le Musée national de Colombie, le plus vaste de Colombie et l'un des plus anciens du continent américain, date de 1823[77];
- le Festival de théâtre ibéro-américain (es), le plus réputé du genre dans le monde, reçoit 2 millions de participants et bénéficie de plus de 450 représentations tant dans les théâtres que dans la rue[78];
- l'Orchestre philharmonique de Bogota, grandiose orchestre symphonique de Colombie, compte plus de 100 musiciens et donne 140 spectacles par an[79].
- le Théâtre Cristóbal Colón, inauguré en 1892, est le foyer de la National Symphony Association, l'Orchestre symphonique national de la Colombie (es). Ce théâtre a été déclaré monument national en 1975[80] ;
- Rock al parque (français : Rock au parc), le plus important festival de musique rock en plein air de l'Amérique latine, rassemble chaque année plus de 320 000 amateurs de musique qui peuvent profiter d'au moins 60 spectacles gratuitement pendant trois jours par an[81]. Ce festival a connu un tel succès au cours de ses quinze premières années de fonctionnement que la ville a reproduit cette initiative pour d'autres genres musicaux et pour des spectacles de danse. Ainsi sont nés d'autres festivals « au parc » : salsa al parque, hip-hop, ballet, opéra et jazz.

Bogota a beaucoup œuvré ces dernières décennies pour se positionner en chef de file de l'offre culturelle en Amérique du Sud. Elle est de plus en plus reconnue dans le monde entier en tant que plaque tournante du pays pour le développement des arts,,,. En 1991, le titre de Capitale culturelle d'Amérique latine a été décerné à Bogota par l'UCCI, Union des Capitales culturelles ibéro-américaines (espagnol : Unión de Ciudades Capitales Iberoamericanas). En 2007, ce titre lui a été décerné pour la deuxième fois ; elle est ainsi devenue la seule ville ayant été honorée de cette reconnaissance à deux reprises.
Le 7 mars 2012, l'UNESCO a décerné à Bogota le titre de « Cité de la Musique ». Elle est au cinquième rang des villes dont la musique est la plus écoutée sur Internet, après Séville (Espagne), Bologne (Italie), Glasgow (Royaume-Uni) et Gand (Belgique).

### Histoire culturelle

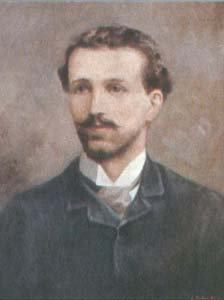
Le poète José Asunción Silva.

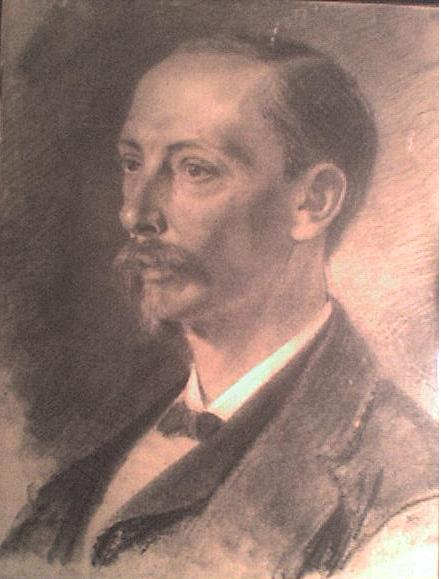
Le poète et fabuliste Rafael Pombo. Portrait par J. I. Gutierrez

À la fin du XIXe siècle, Bogota était une ville assez isolée faute de moyens de communication, les transports de passagers par voie ferrée ayant été réduits. Cependant, le réseau routier se développa, reliant la ville à la vallée du fleuve Magdalena jusqu'aux côtes des Caraïbes.
Au cours des années 1860 - 1870, des écrivains de tendances variées formèrent un groupe au sein de la revue littéraire « El Mosaico », fondée (en 1858) et dirigée par l'écrivain, journaliste et critique littéraire José María Vergara y Vergara, afin de tenter d'écrire, pour la première fois, l'histoire de la littérature colombienne et de renforcer ainsi l'identité culturelle du pays.
La vie culturelle de la ville s'est concentrée au cœur de réunions qui, au cours du XIXe siècle, ont permis aux Bogotanais de participer à des discussions littéraires, de partager leurs préoccupations politiques, d'assister à des représentations musicales et théâtrales. Au Théâtre Maldonado étaient donnés des opéras et des pièces de théâtre. À la fin du XIXe siècle, Bogota avait deux grands théâtres : le Théâtre Cristóbal Colón, inauguré en 1892, et le Théâtre municipal, inauguré en 1895. Au Théâtre municipal se jouaient des opérettes (zarzuelas) ainsi que d'autres spectacles musicaux. De plus, les scénarios d'importants événements de l'histoire colombienne, qui s'étaient déroulés durant les années 1830 et 1840, y furent présentés.
Au cours du XIXe siècle, en dépit des émeutes constantes et des guerres civiles qui entravèrent un développement culturel se voulant très actif, Bogota conserva des traditions datant de l'époque coloniale, assorties d'une certaine influence européenne.
L'École nationale des beaux-arts, fondée en 1886, dont le premier directeur fut Alberto Urdaneta, s'avéra être à l'origine du développement artistique de la ville. Les peintres Epifanio Garay et Ricardo Acevedo Bernal, célèbres portraitistes, enseignèrent à l'École nationale des Beaux-Arts. Andrés de Santamaría (1860 - 1945), peintre de grande renommée, en fut, par deux fois, le directeur. Ses œuvres, associées à l'impressionnisme, furent considérées comme les plus remarquables de cette époque. Les toiles de célèbres peintres paysagistes : Roberto Páramo, Jesús María Zamora, Eugenio Peña, Luis Núñez Borda et Ricardo Gómez Campuzano, sont conservées dans la collection permanente du Musée national.
Bogota a donné au monde hispanophone le poète José Asunción Silva (1865 - 1896), précurseur du mouvement moderniste. Parmi ses œuvres poétiques, De sobremesa occupe une place importante. Le poète Rafael Pombo (1833 - 1912) laissa un recueil de fables nourries essentiellement de l'imagination enfantine et des traditions colombiennes.

### Architecture

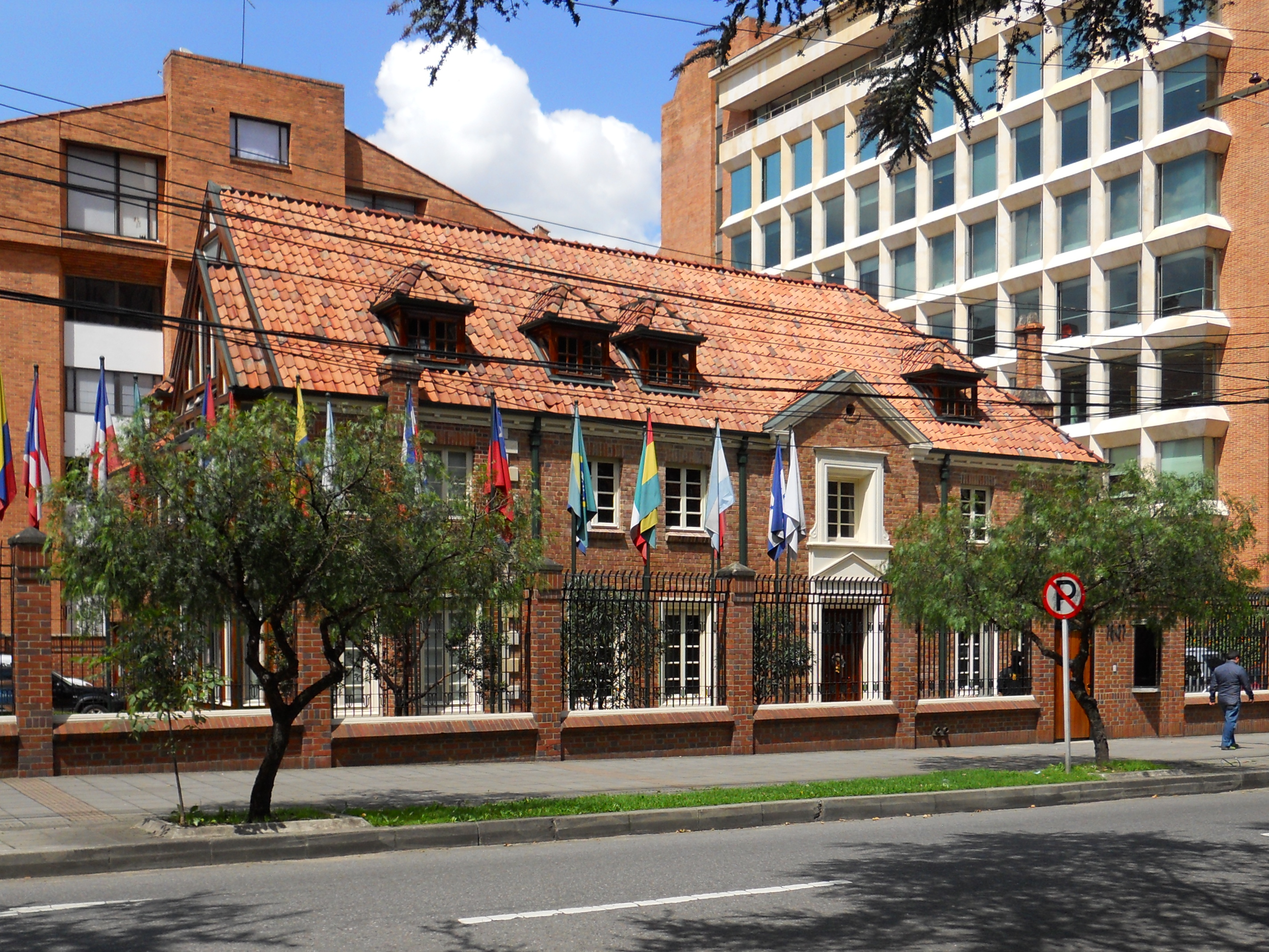
Architecture de style britannique à Bogota.

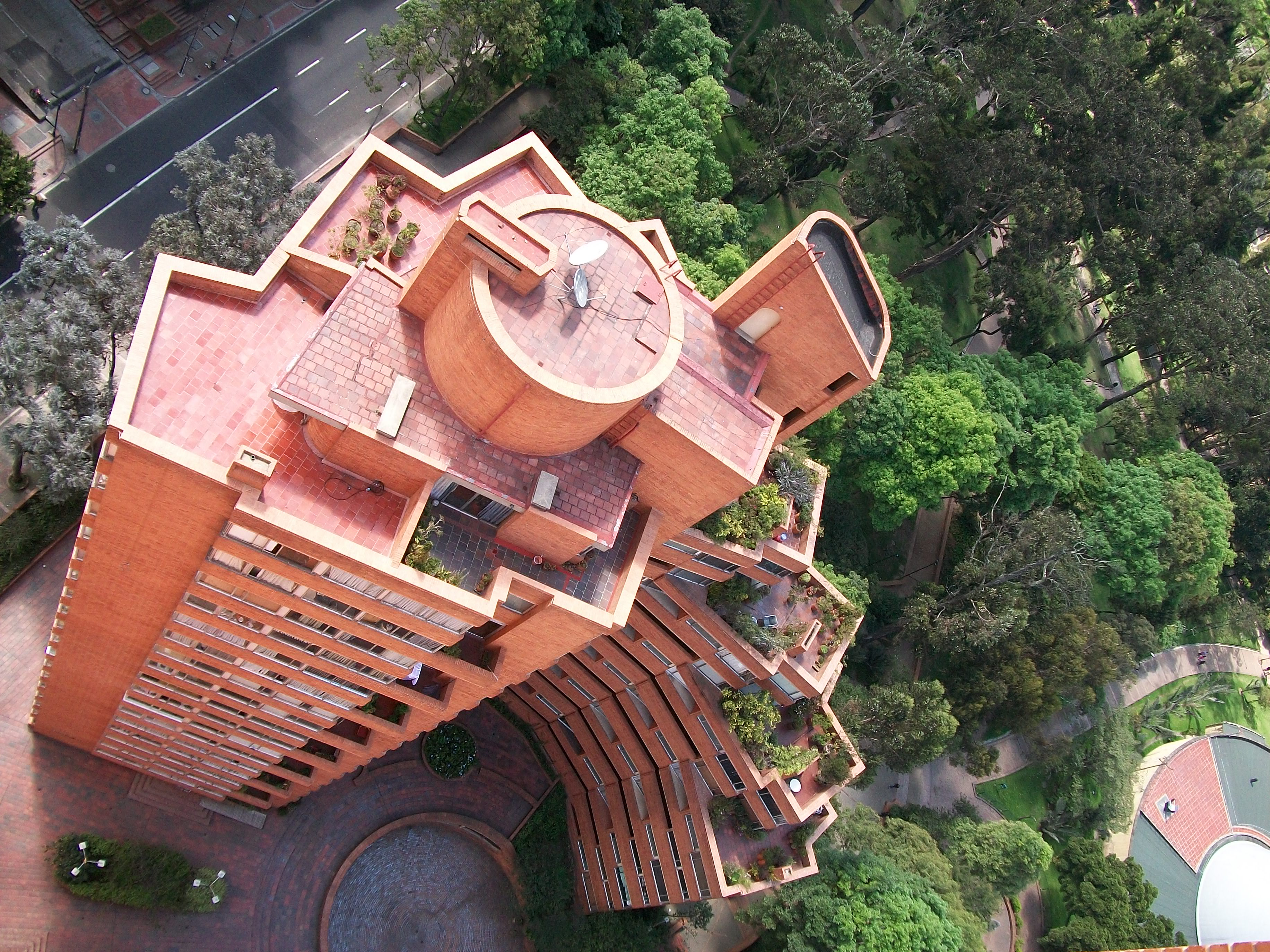
Tours du parc (Torres del parque), Bogota.

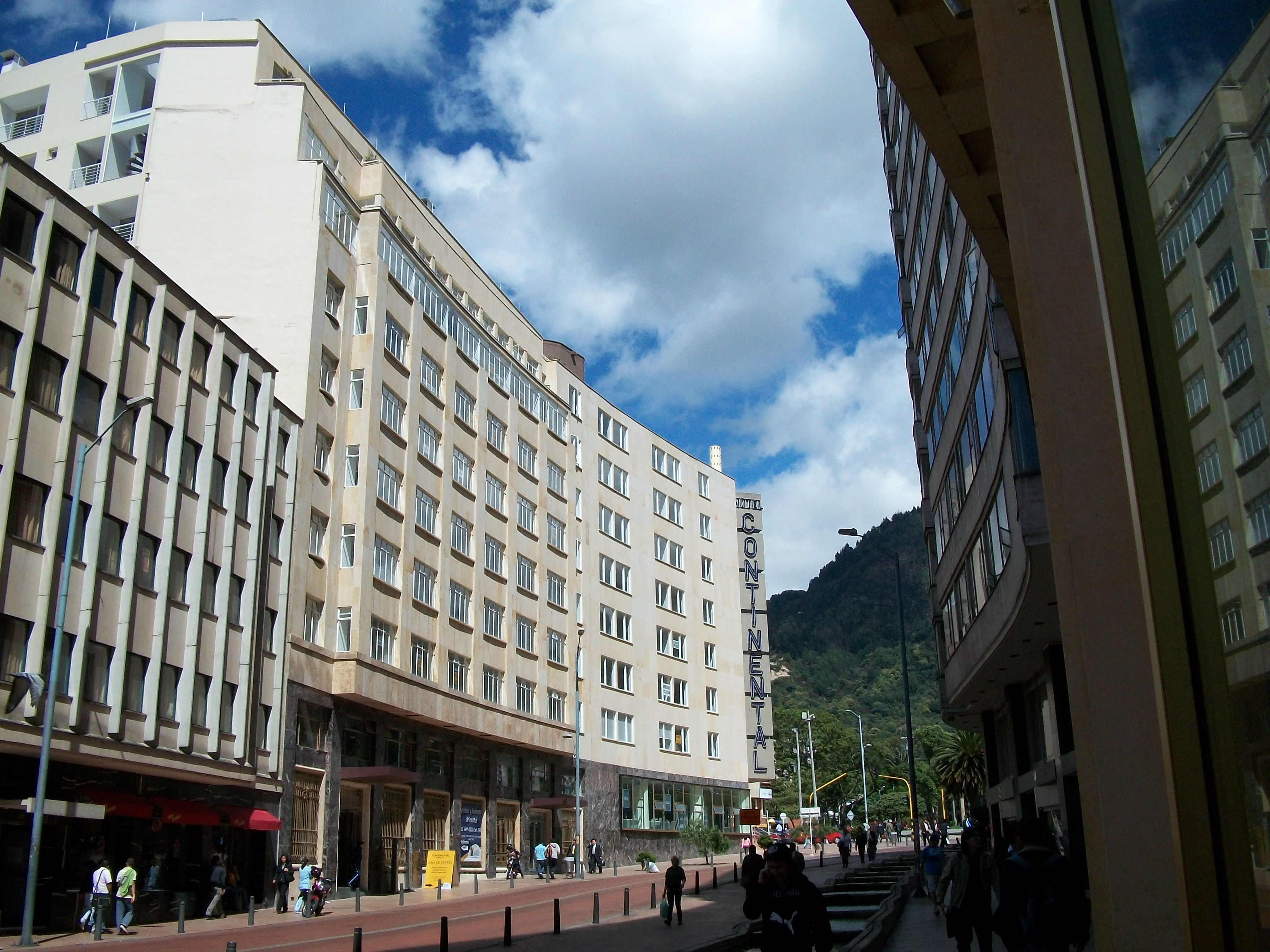
Hôtel Continental.

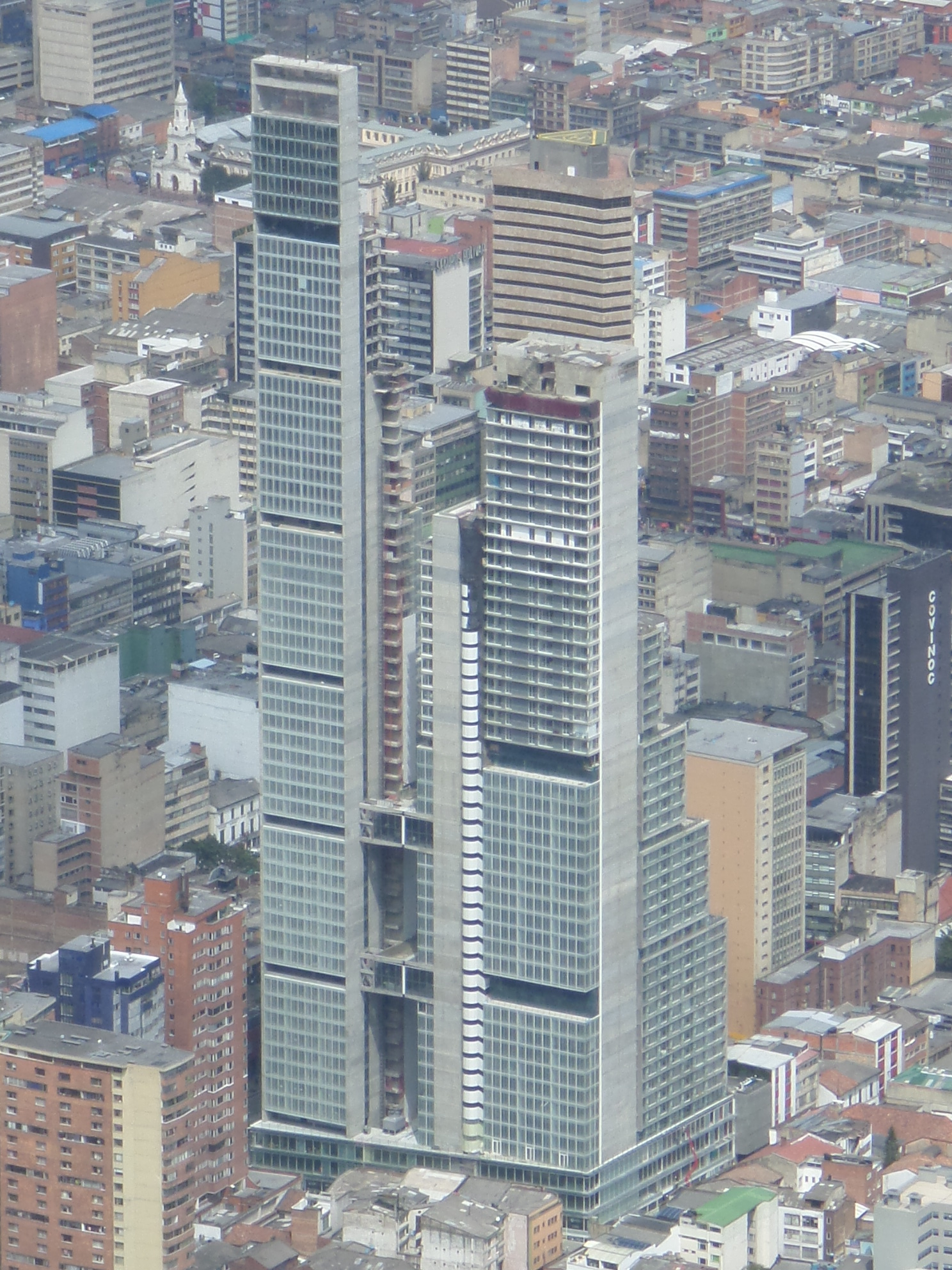
La tour BD Bacata, le plus haut gratte-ciel de la ville

La structure urbaine et l'architecture des bâtiments coloniaux à Bogota ont été maintenues depuis la fin du XIXe siècle, longtemps après l'indépendance de la Colombie (1810). Cette persistance de structures datant de la période coloniale se constate principalement dans La Candelaria, centre historique de Bogota. Des maisons coloniales de deux étages, avec des cours, des toits à pignons, des carreaux de céramique et des balcons ont été préservées. Parfois, un matériau ajouté, au cours de la période républicaine, à la construction des balcons, le verre (les balcons de la maison du poète Rafael Pombo en sont un exemple), différencie certaines habitations de celles restées conformes à l'architecture du secteur.
« L'architecture républicaine » était le style qui prévalait entre 1830 et 1930. Malgré les tentatives pour consolider un langage architectural moderne, la construction, entre 1936 et 1939, de la Cité universitaire de Bogota ou « Ciudad Blanca » (français : Ville blanche), un campus qui réunit à l'Université nationale de Colombie plusieurs facultés dispersées, en est le seul exemple bien que les architectes des tendances rationalistes aient participé à la conception des bâtiments de ce campus. Ce travail fut élaboré par l'architecte et urbaniste allemand Leopold Siegfried Rother Cuhn (1894-1978) avec l'aide du pédagogue allemand Fritz Kartzen.
Parmi les tendances de l'architecture bogotana, peuvent être cités : l'art déco, l'expressionnisme et l'architecture organique, à l'échelle humaine, harmonisant l'habitation et son environnement naturel. Cette dernière tendance fut utilisée par des architectes bogotanais, dans la seconde moitié du XXe siècle, tel que l'architecte franco-colombien Rogelio Salmona (1927-2007).
En 2006, le Lion d'or de la dixième Exposition internationale d'architecture de Venise (ou Biennale d'architecture de Venise) a été décerné à Bogota en reconnaissance de « ses efforts en faveur de l'insertion sociale, l'éducation, le logement, et l'espace public, en particulier grâce à des innovations dans les transports ».
Bien que Bogota soit réputée pour la préservation de sa belle architecture coloniale, des exemples significatifs d'architecture contemporaine se trouvent dans le centre-ville et au nord de la ville.
En 2015, BD Bacatá est inauguré en tant que plus haut bâtiment (240 mètres) de la ville, prenant ainsi la place de la tour Colpatria (196 mètres). Cet édifice est situé à l'intersection de la calle 19 et des carreras 5 - 20. Sa construction marque le début de la rénovation du centre-ville.

### Bibliothèques et archives

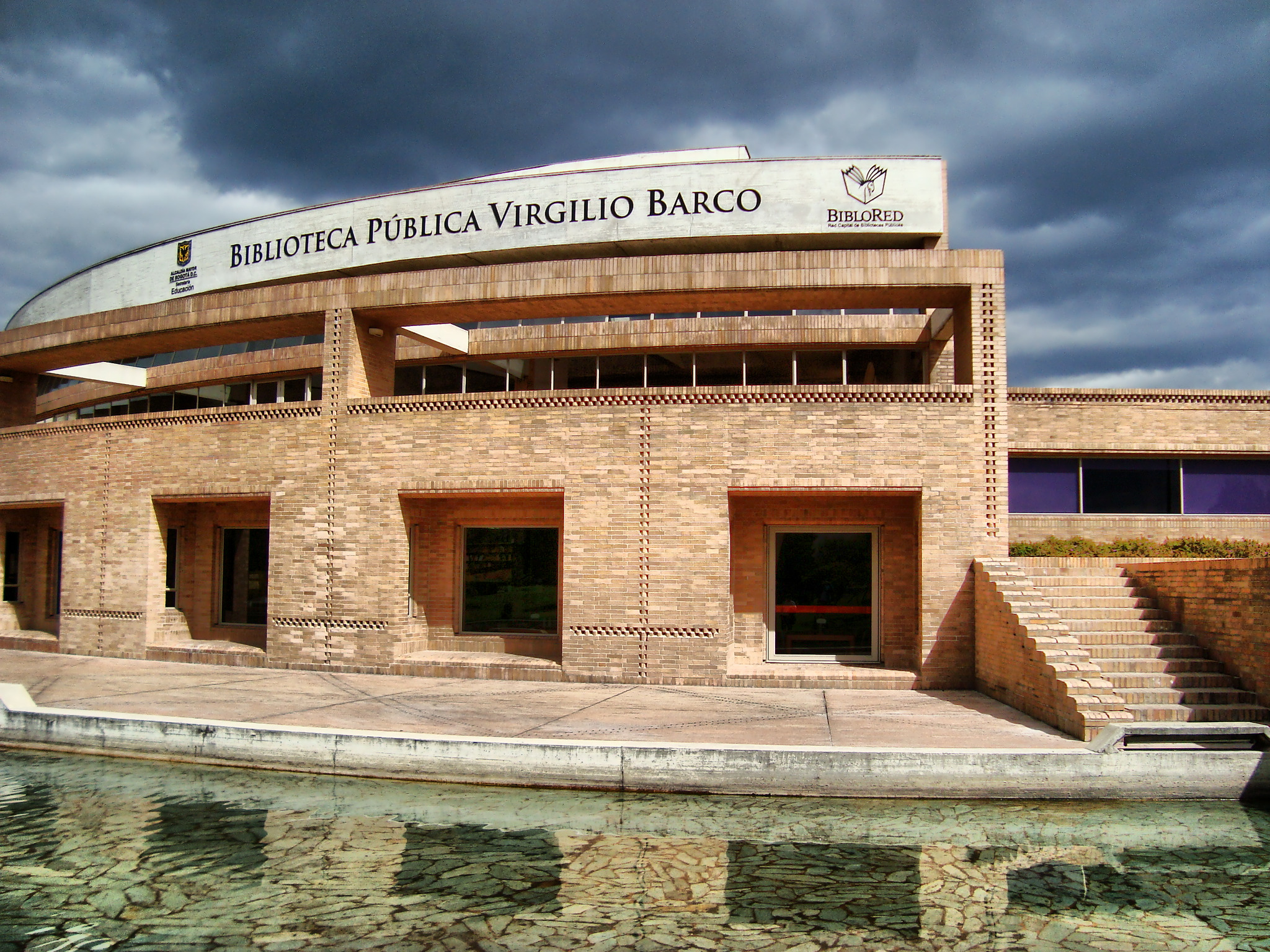
Bibliothèque Virgilio Barco dans l'ouest de Bogota.

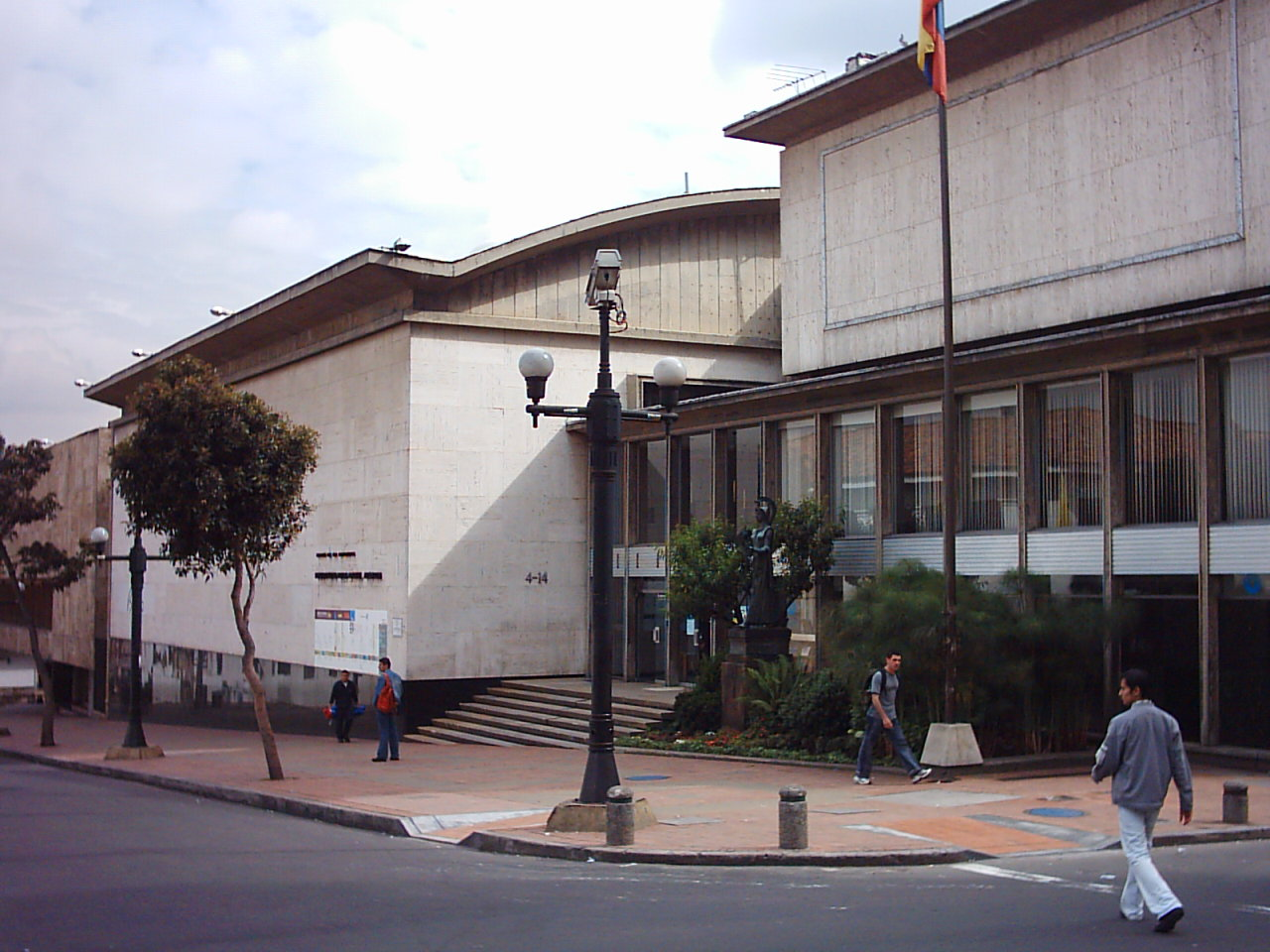
Entrée de la Bibliothèque Luis Ángel Arango.

En 2007, Bogota a été nommée Capitale mondiale du livre par l'UNESCO. Bogota est la première ville d'Amérique latine à avoir reçu cette reconnaissance et la deuxième du continent américain après Montréal (Canada). Parmi les programmes pour l'accession au titre de Capitale mondiale du livre, celui de Bogota se distingue principalement par son réseau de bibliothèques et la présence d'organisations qui, d'une manière coordonnée, travaillent à la promotion du livre et de la lecture dans la ville. Plusieurs initiatives spécifiques pour le programme de Capitale mondiale du livre ont été prises avec la participation effective des groupes, tant publics que privés, engagés dans le secteur du livre.
La ville est le foyer de la BibloRed, institution qui administre les bibliothèques publiques, dont seize petites et quatre grandes (la Bibliothèque Virgilio Barco, la Bibliothèque El Tintal, la Bibliothèque El Tunal et la Bibliothèque Julio Mario Santodomingo). Un des services du Fonds d'indemnisation de la Caisse colombienne d'allocations familiales (Colsubsidio) a la charge, entre autres secteurs d'activité, du réseau des Bibliothèques de la Famille. Des bibliothèques et des centres de documentation rattachés à des institutions telles que le Musée national de Colombie (spécialisé dans les livres anciens, catalogues et livres d'art), le musée d'art moderne de Bogota, l'Alliance française et le Centre colombo-américain.
Des centres culturels ont été conçus grâce à de nouvelles initiatives prises en collaboration avec l'État, la ville, des institutions et agences internationales : le Centre culturel Gabriel García Márquez, créé avec l'aide du Fonds de Culture économique du Mexique, et le Centre culturel espagnol dont la construction débutera avec l'apport de fonds publics bogotains et l'aide du gouvernement espagnol dans le centre de Bogota, plus précisément Carrera Tercera con Avenida 19.
La Bibliothèque nationale de Colombie (1777), relevant du ministère de la Culture, et la Bibliothèque Luis Ángel Arango (1958), dépendant de la Banque de la République de Colombie, sont les deux plus grandes bibliothèques publiques de la ville. Dans la première, on dénombre plus de deux millions de volumes, dont une importante collection de livres anciens. La seconde comprend presque deux millions de volumes. D'une superficie de 45 000 mètres carrés, elle accueille 10 000 visiteurs par jour. De la Banque de la République dépend aussi la Bibliothèque Rudas Alfonso Palacio, au nord de Bogota, avec environ 50 000 volumes. Parmi les grandes bibliothèques publiques, on trouve la Bibliothèque du Congrès en Colombie, qui contient 100 000 volumes, la Bibliothèque de l'Institut Caro y Cuervo, comprenant près de 200 000 volumes, qui est la plus grande bibliothèque d'Amérique latine en philologie et linguistique, la Bibliothèque de l'Académie de l'histoire, celle de l'Académie de la langue, celle de l'Institut colombien d'anthropologie et d'histoire (ICANH), et les bibliothèques universitaires.
À Bogota, les archives nationales contiennent environ 60 millions de documents historiques. Il s'agit de l'une des plus grandes collections d'Amérique latine de sources historiques primaires. La ville abrite également les archives musicales de la cathédrale de l'Immaculée-Conception comportant des milliers de livres, de chants chorals et de chansons coloniales d'époque, les archives de l'archidiocèse de Bogota qui a pour siège la cathédrale de l'Immaculée-Conception, les archives du séminaire conciliaire de Bogota, les archives historiques de l'université nationale de Colombie, et les archives de la Monnaie sous le couvert de la Banque de la République.

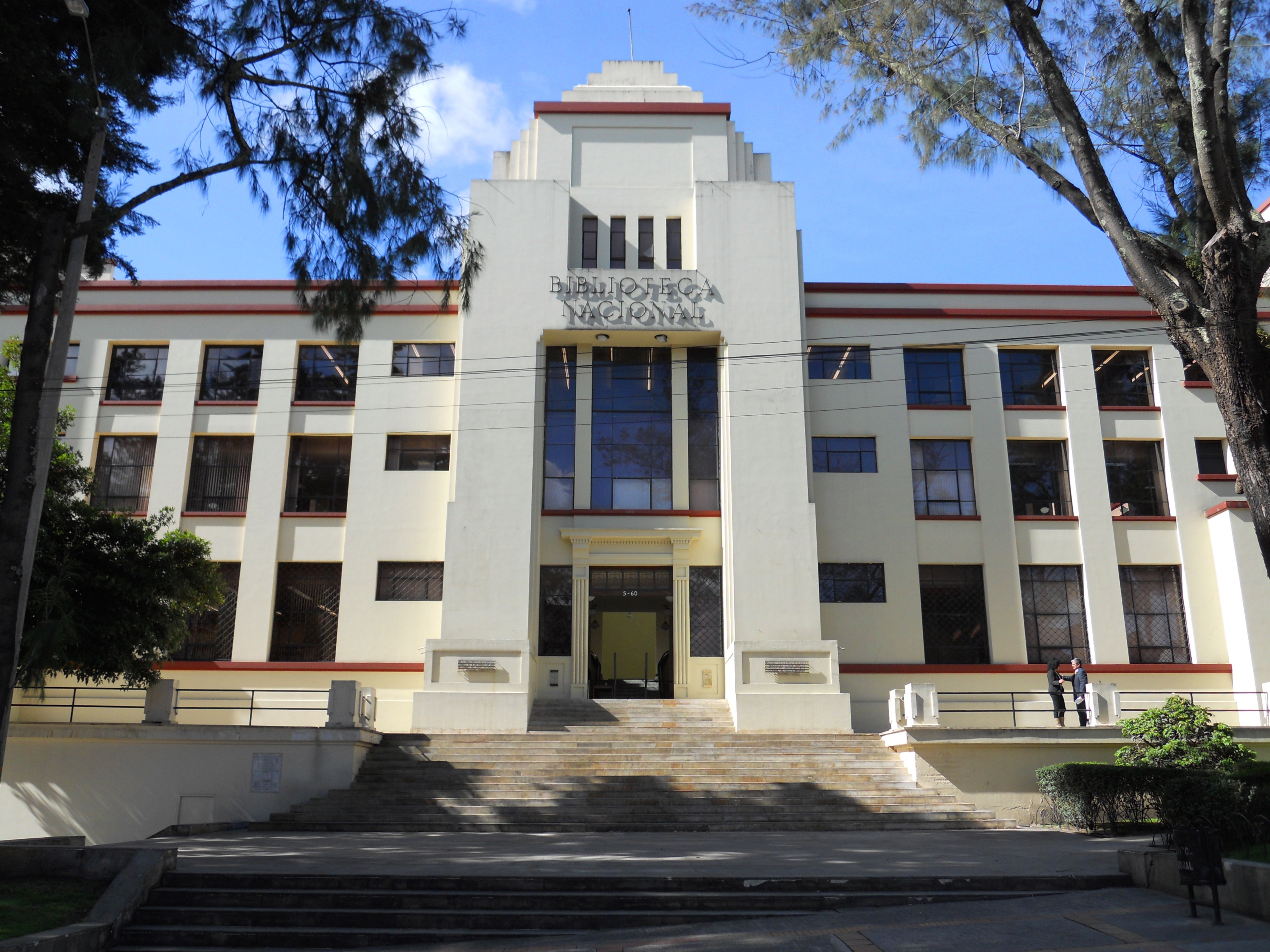
Bibliothèque nationale de Colombie.
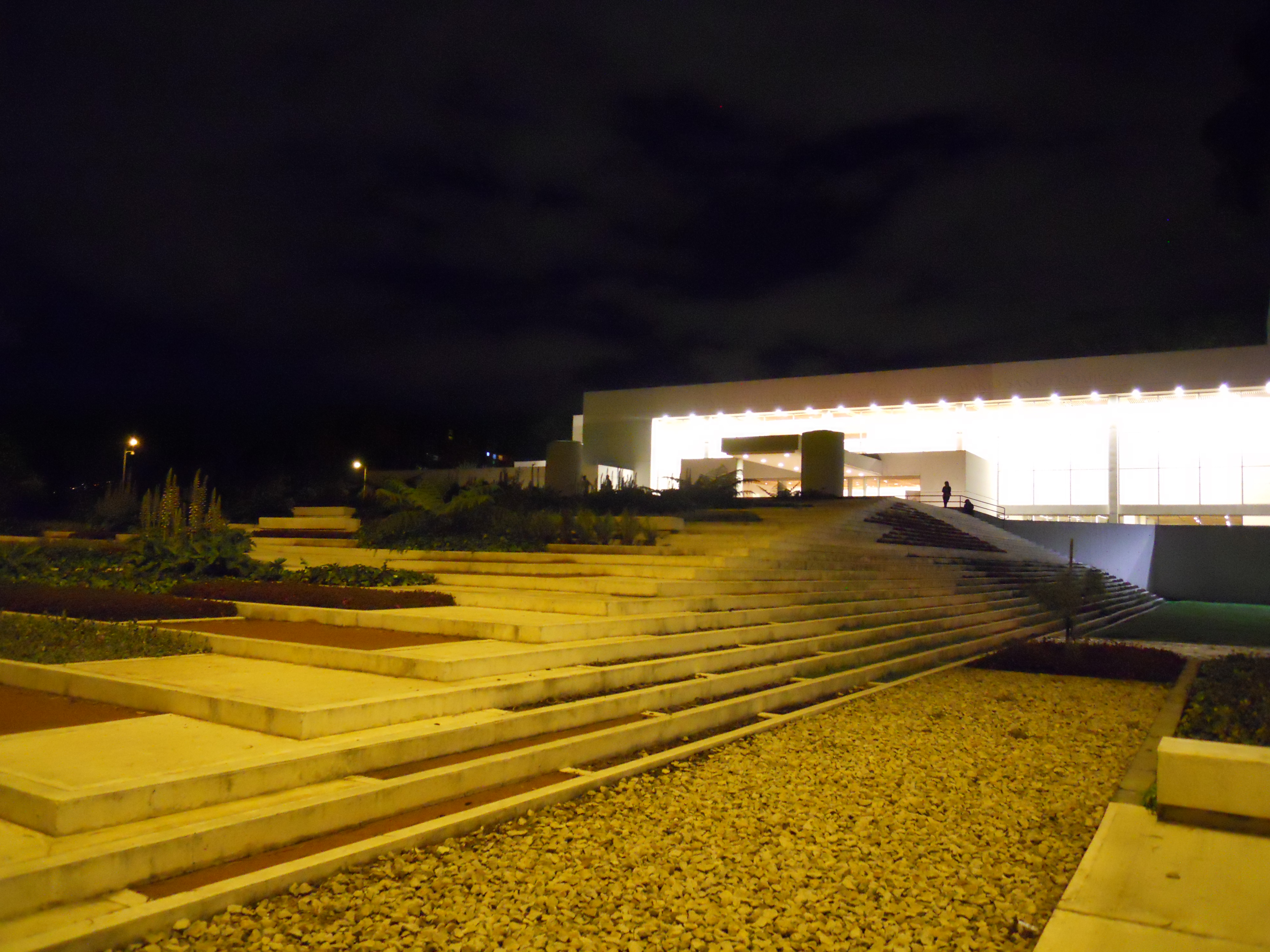
Centre culturel Julio Mario Santodomingo.
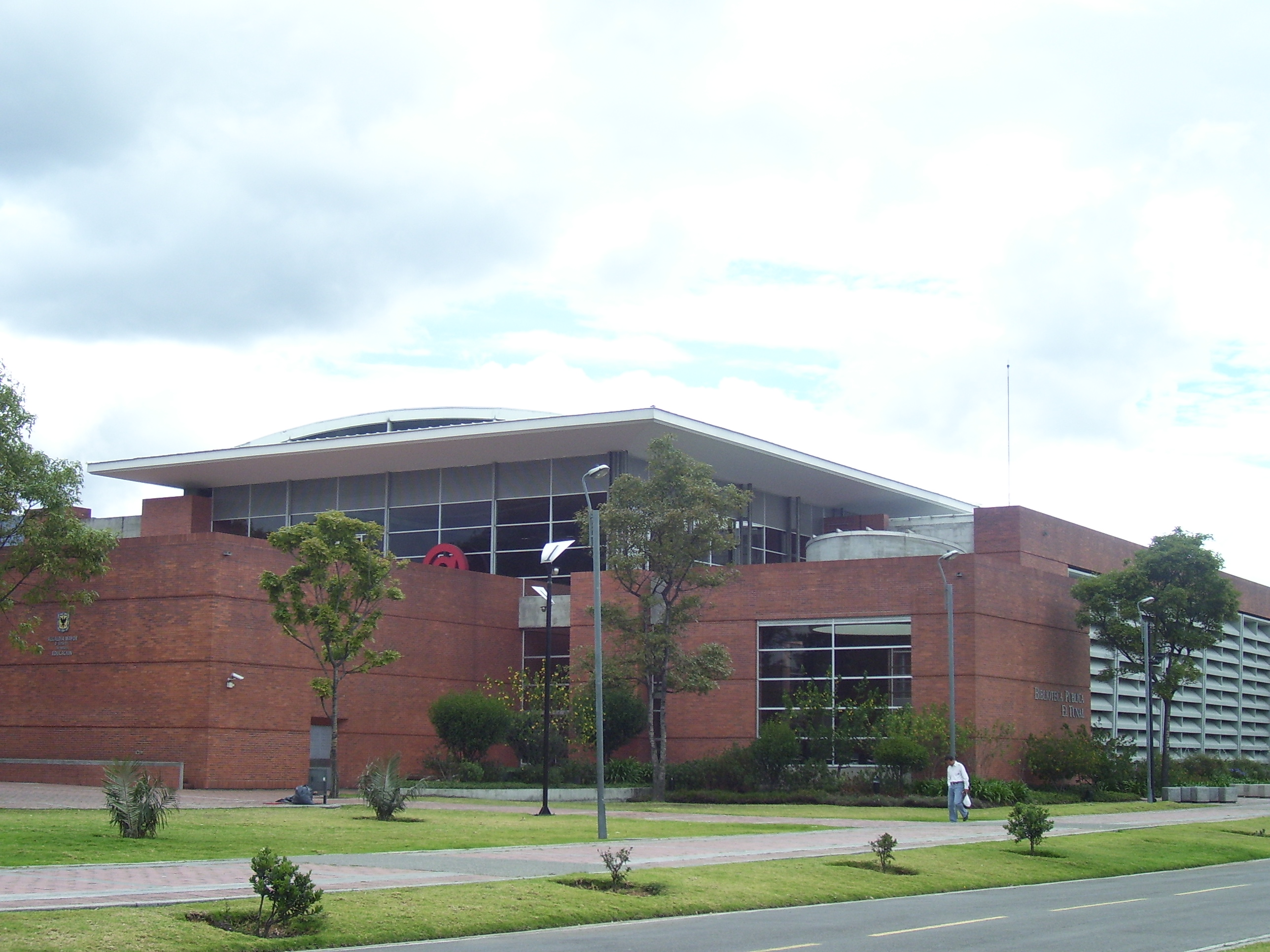
Bibliothèque El Tunal.
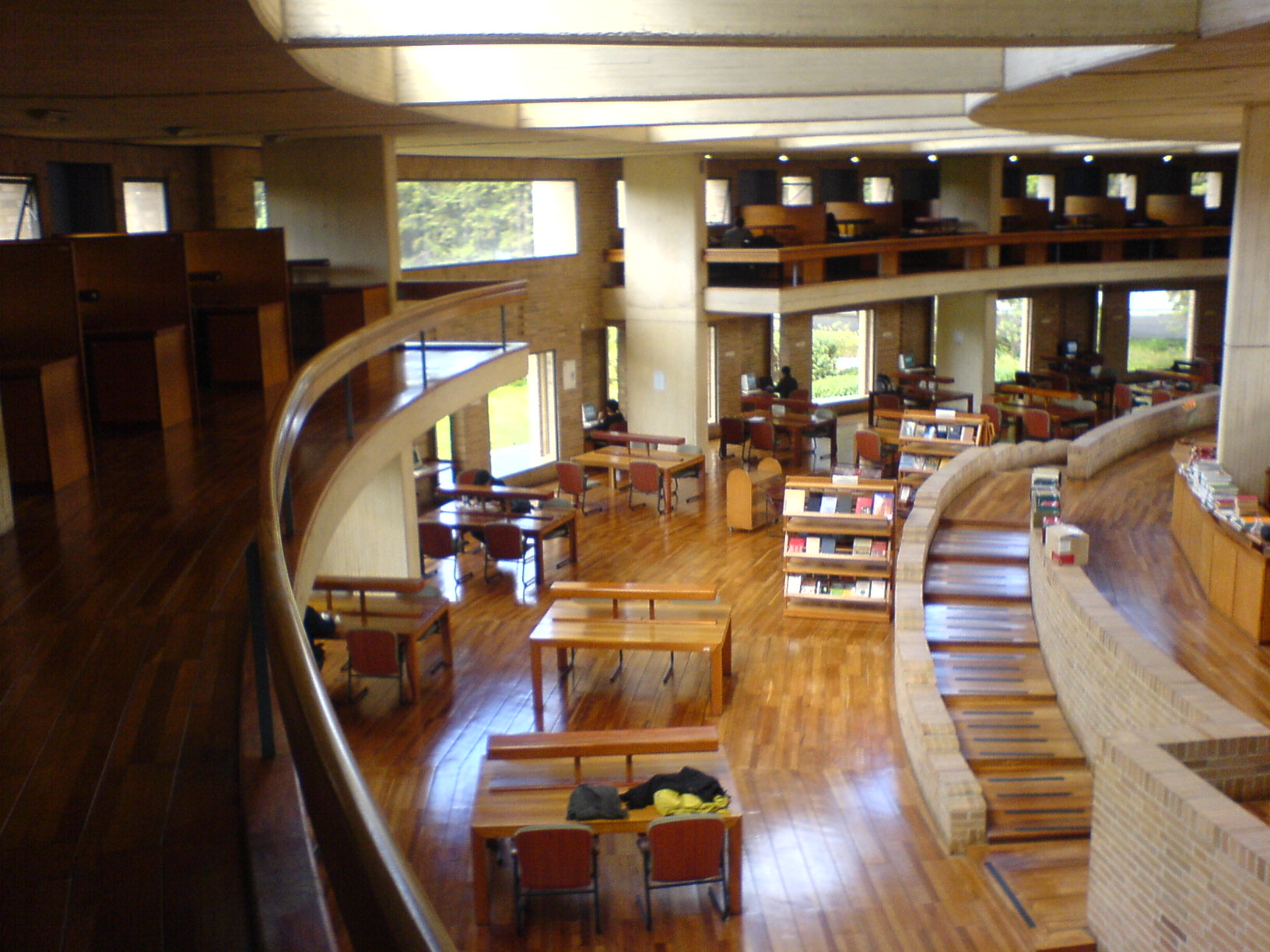
Bibliothèque Ernesto Guhl, Université nationale de Colombie.

### Musées et galeries

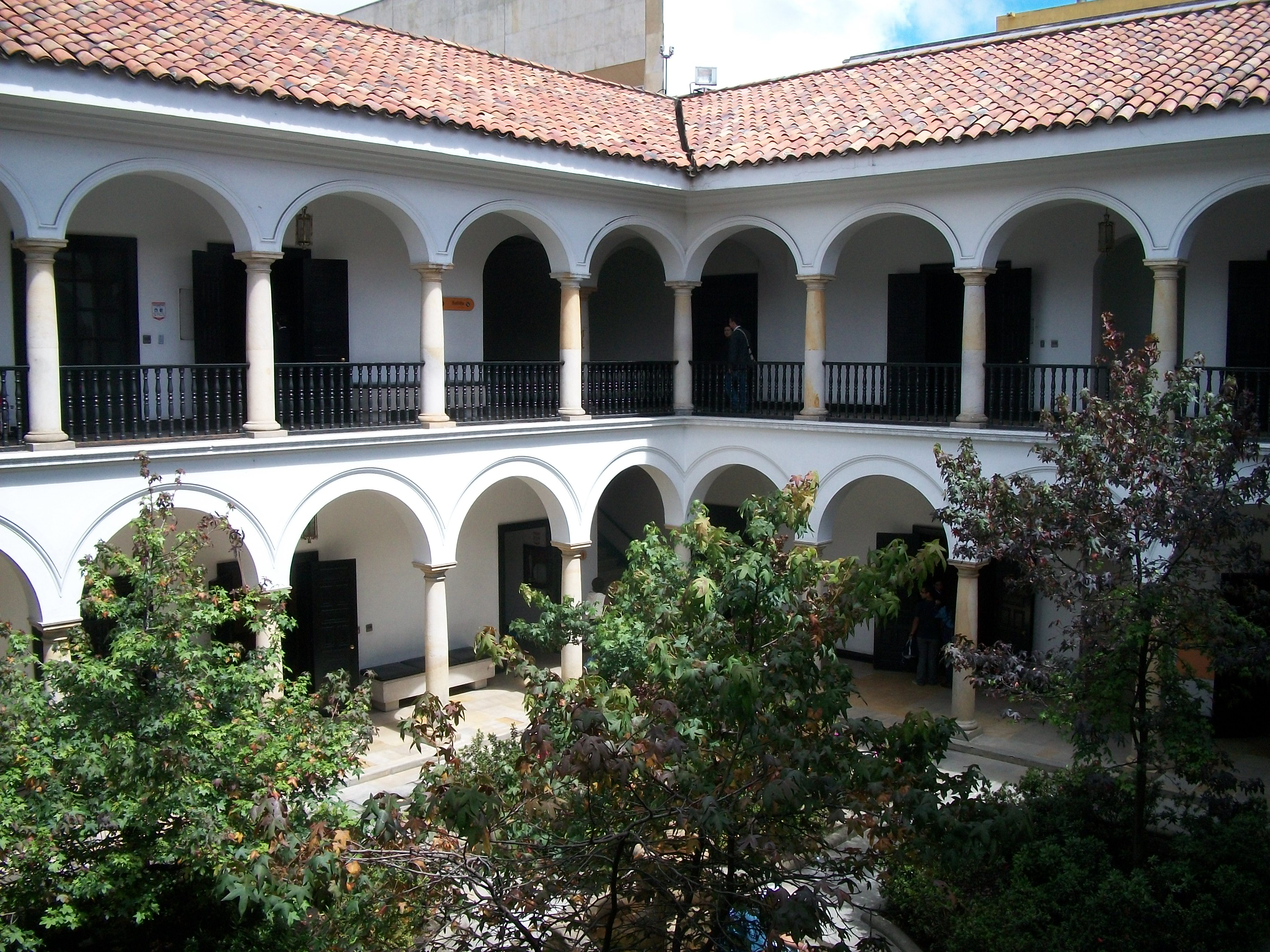
Patio du Musée Botero.

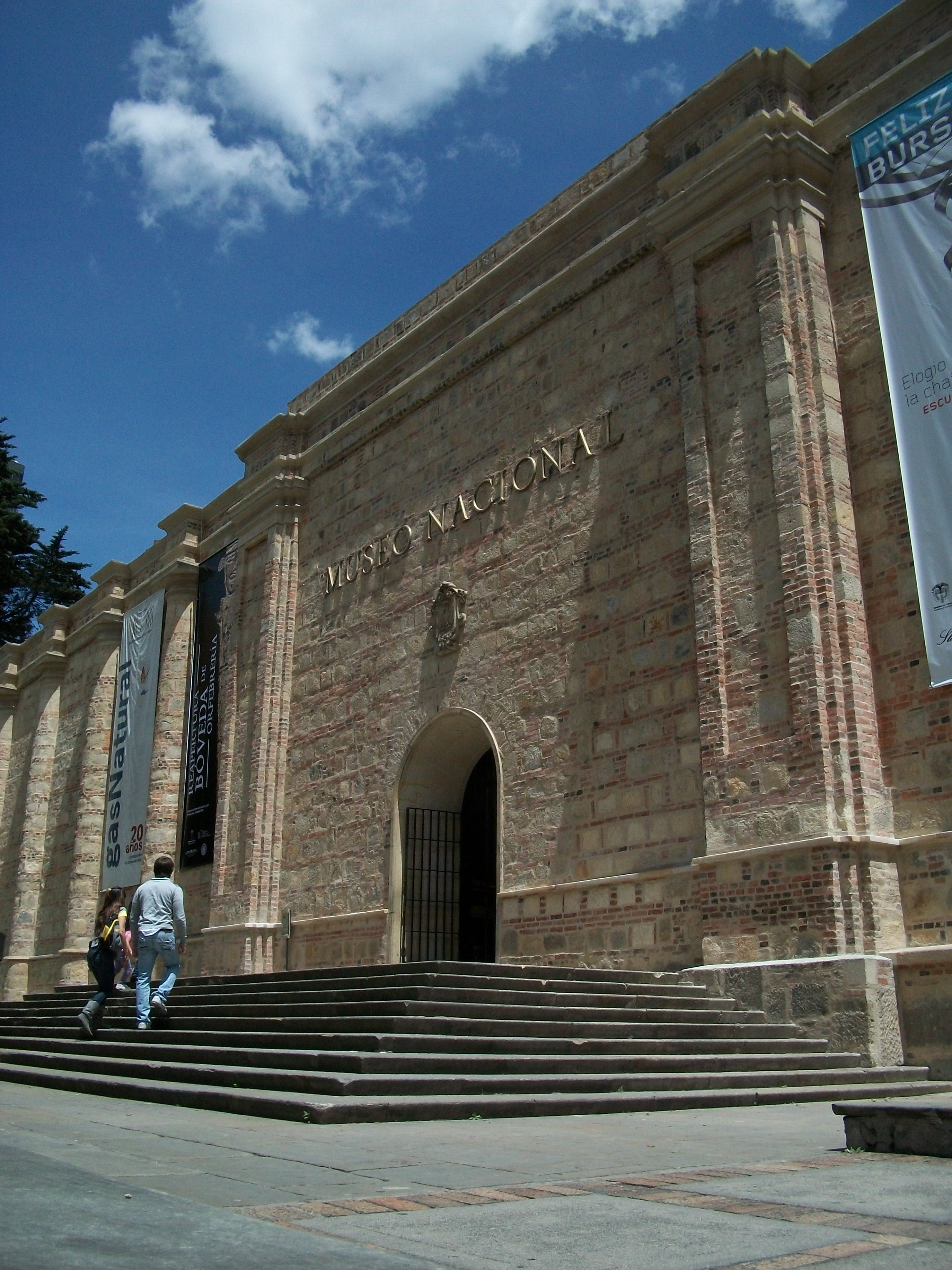
Musée national de Colombie.

Bogota est dotée d'un immense héritage culturel. Elle abrite 58 musées et plus de 70 galeries d'art. Les acquisitions du Musée national de Colombie, le plus grand et le plus ancien du pays, sont réparties en quatre collections : art, histoire, archéologie et ethnographie. Le Musée de l'or conserve de nombreuses œuvres d'orfèvres de l'ethnie indienne jadis dominante, les Chibchas des Andes. Sa collection d'orfèvrerie et de bijouterie précolombienne, la plus riche du monde, compte 35 000 pièces d'or tumbaga (alliage d'or et de cuivre). Sont aussi dénombrés 30 000 objets en céramique, pierre et textile.
Le Musée Botero dispose de 123 œuvres de Fernando Botero et de 87 œuvres d'artistes internationaux. Le Musée d'art moderne possède des collections d'arts graphiques, de design industriel et de photographie. Le Musée d'art colonial de Bogota contient une importante collection d'art colonial de la Colombie. La Fondation Gilberto Alzate Avendaño accueille, dans ses salles et ses galeries d'art, les activités liées aux arts de la scène ainsi que des expositions temporaires d'art.
Le Musée d'art moderne de Bogota (MAMBO), conçu par l'architecte franco-colombien Rogelio Salmona, a été créé en 1955. Il abrite une importante collection d'œuvres d'art moderne et contemporain d'artistes colombiens, ainsi que des œuvres d'artistes d'Amérique latine en général : peinture, sculpture, dessin et gravure, entre autres.
Parmi les musées scientifiques, citons le Musée Archéologique (Casa del Marqués de San Jorge), qui compte environ 30 000 pièces d'art précolombien, l'Institut de Sciences naturelles (Instituto de Ciencias Naturales), l'un des quatre plus grands musées de sciences naturelles de l'Amérique latine, et le Musée géologique national José Royo y Gómez, possédant des collections spécialisées en géologie et paléontologie.
Bogota abrite des musées historiques tels que le Musée Jorge Eliécer Gaitán, le Musée de l'Indépendance (Museo de la Independencia), la Quinta de Bolívar et le Musée Francisco José de Caldas, ainsi que le siège de Maloka et le musée des enfants de Bogota. Le Musée national de Colombie et de nouveaux musées accueillent l'Art déco.

### Parcs et loisirs
Bogota abrite beaucoup de parcs et d'installations pour de nombreux concerts, pièces de théâtre et films, ainsi que des espaces pour les conteurs et d'autres activités de loisirs.
- Le Parc Simón Bolívar est un vaste parc régulièrement utilisé, tout au long de l'année, pour l'organisation de concerts gratuits, tels que le festival annuel Rock al parque, qui reçoit des groupes internationaux, latino-américains, colombiens et des groupes populaires récemment formés.
- Le Parc national public (Public Parque nacional), abondamment pourvu d'espaces verts et d'arbres, agrémenté d'étangs, comporte des jeux pour les enfants, des pistes cyclables, des allées pour les piétons. On y trouve des lieux de divertissement destinés aux projections publiques de films, aux concerts ainsi qu'aux événements festifs organisés par le Conseil de Bogota. Ce parc est situé entre deux rues principales, l'avenue Circunvalar et la 7e avenue.
- Le Jardin botanique José Celestino Mutis (Jardín botánico de Bogotá).
- Le Museo de los Niños (es) (Musée des enfants) est un musée interactif de science, de technologie et d'art s'adressant aux enfants, adolescents et jeunes (de 2 à 19 ans).
- Le Parque de la 93, situé au nord de Bogota, précisément calle 93, entre les carreras 11A et 13, propose des activités de loisirs diurnes et nocturnes. Plusieurs des meilleurs restaurants et bars de la ville se sont installés dans ce parc.
- « Mundo Aventura » est un parc d'attractions, avec un droit d'entrée et diverses attractions payantes. Il possède des manèges pour adultes et enfants, un zoo, et le cerdodromo, avec ses courses de porcs.
- Le « Salitre Mágico », parc avec des manèges et autres attractions, se trouve à proximité du parc municipal Simón Bolívar.
- Le « Parque del Chico » est agrémenté d'arbres, de jardins, de ruisseaux et d'étangs artificiels. Il abrite une maison de style colonial transformée en musée.
- Au nord, le Parc Jaime Duque, parc d'attractions familiales, abrite des manèges, un zoo, une carte géante de la Colombie, des expositions, une main tenant le monde et symbolisant Dieu, une reproduction du Taj Mahal et une collection de reproductions de tableaux célèbres. Le parc est aussi utilisé pour de grands concerts de musique, principalement de musique électronique.
- Maloka est un parc à thèmes consacré aux sciences et aux technologies. C'est également un musée interactif.
- Le Parc Santander, autrefois appelé parc San Francisco, est un jardin public traditionnel.

Le train touristique, populaire auprès des habitants de Bogota, conduit, le week-end, dans des villes éloignées, telles que Zipaquirá, Cajicá et Nemocón, le long des lignes de l'ancien Bogota Savannah Railway (le chemin de fer de la Savane de Bogota) qui transportait les passagers dans les villes de la région métropolitaine de Bogota. La ligne ferroviaire vers Zipaquirá (célèbre pour sa Cathédrale de Sel, une église construite à l'intérieur des mines de sel) est longue de 53 km. Une autre ligne, de 47 km, va vers le nord et se termine à Briceño.

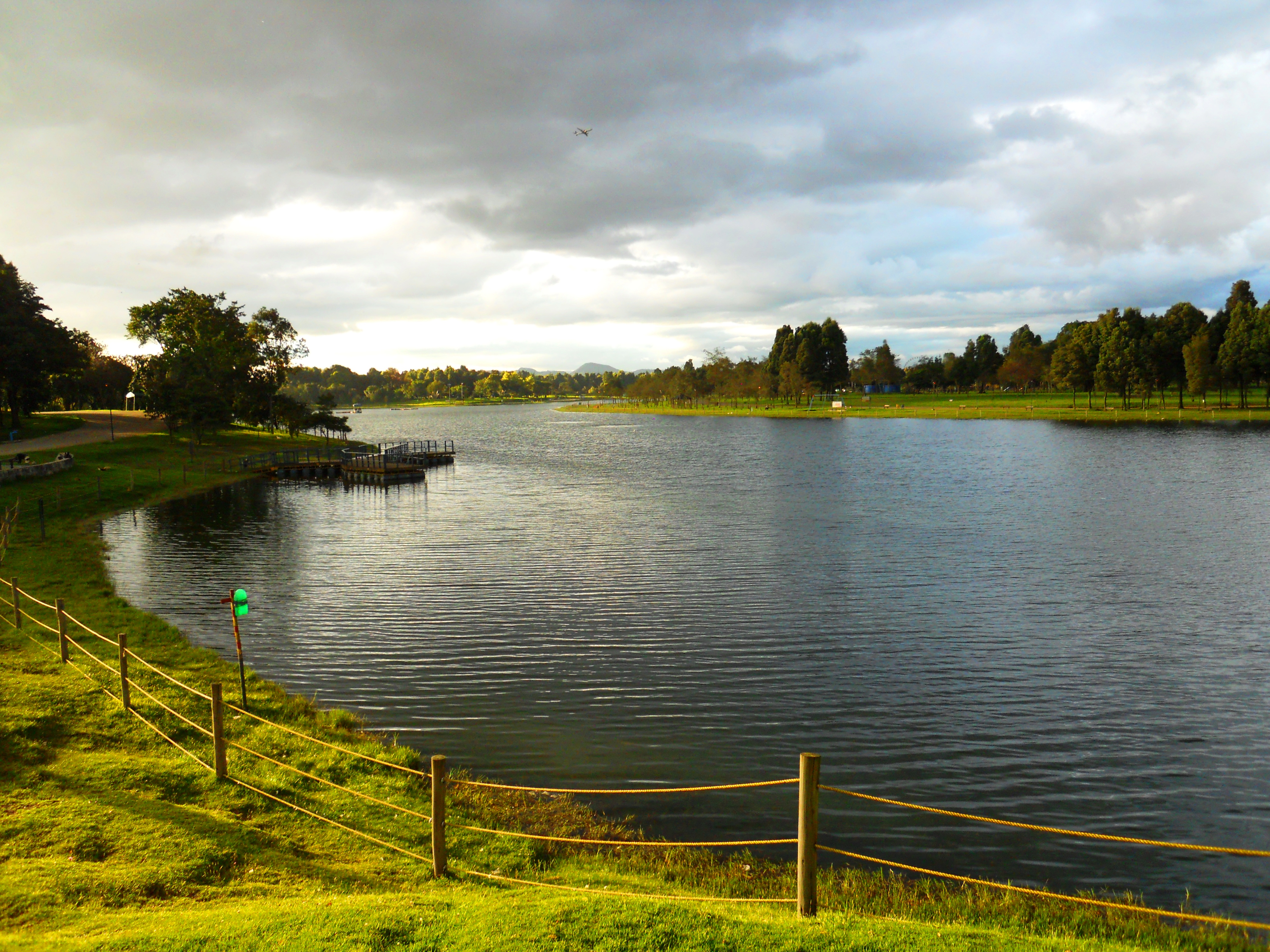
Parc Simón Bolívar.
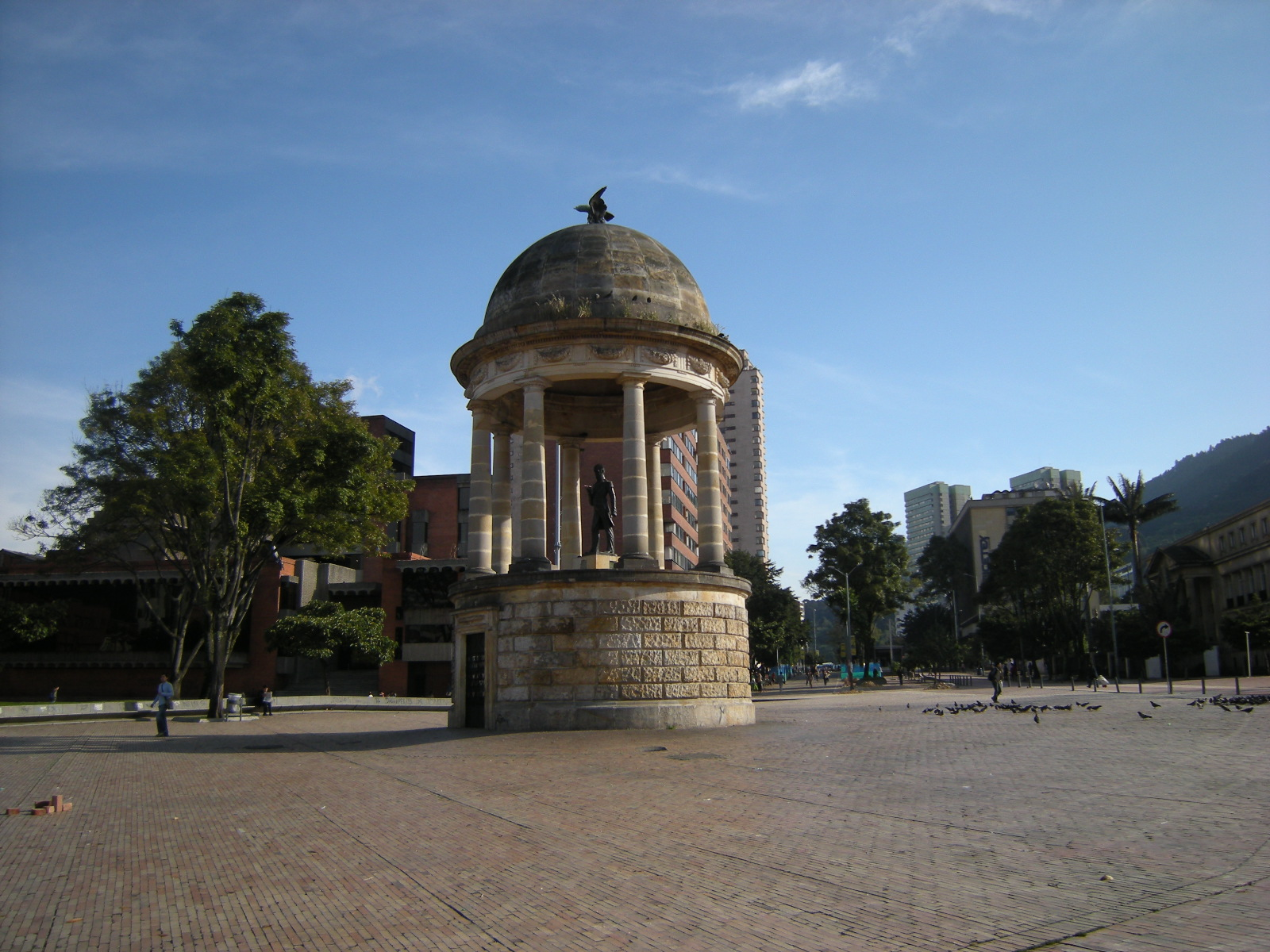
Parc des journalistes.
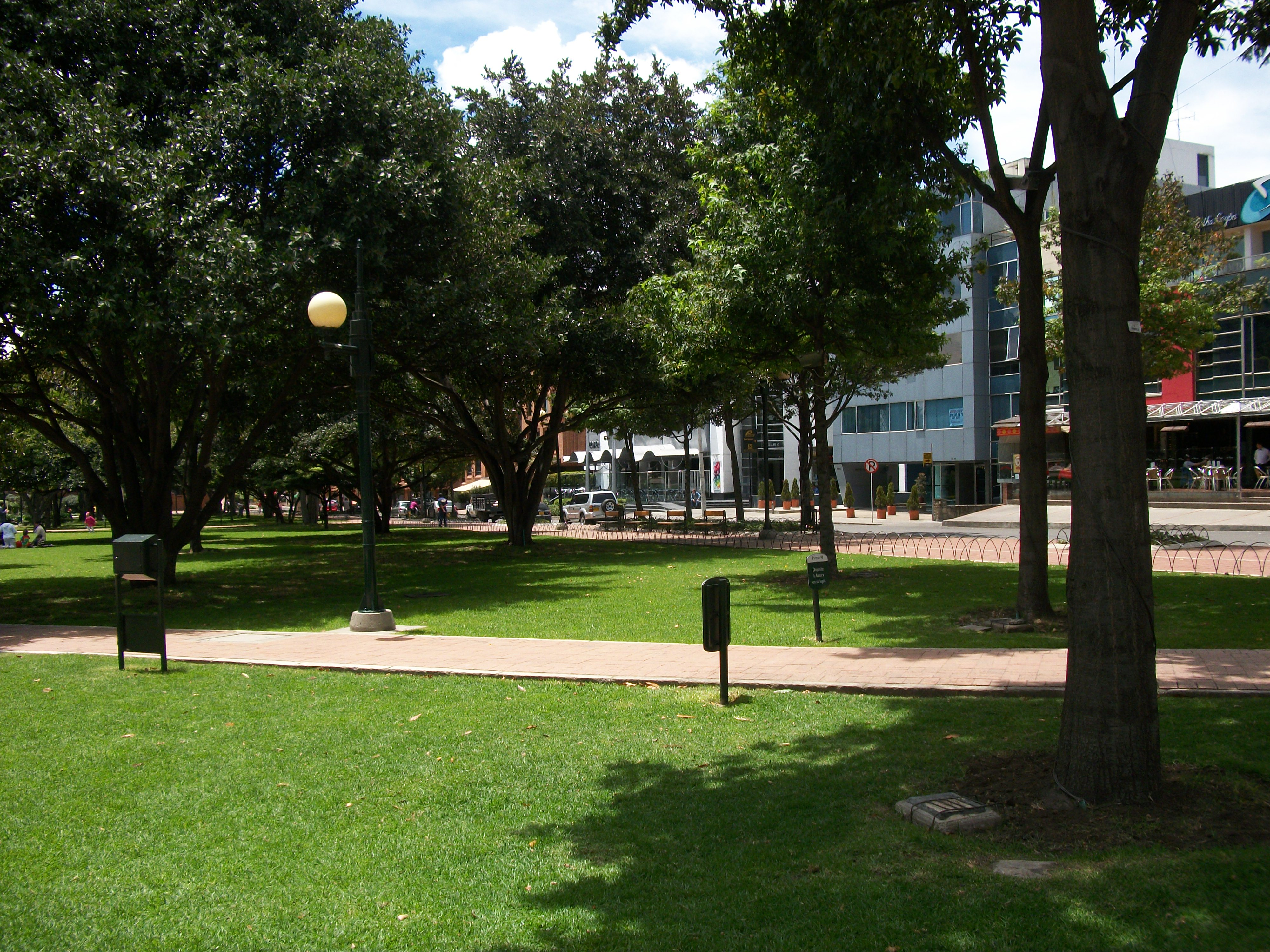
Parque de la 93.
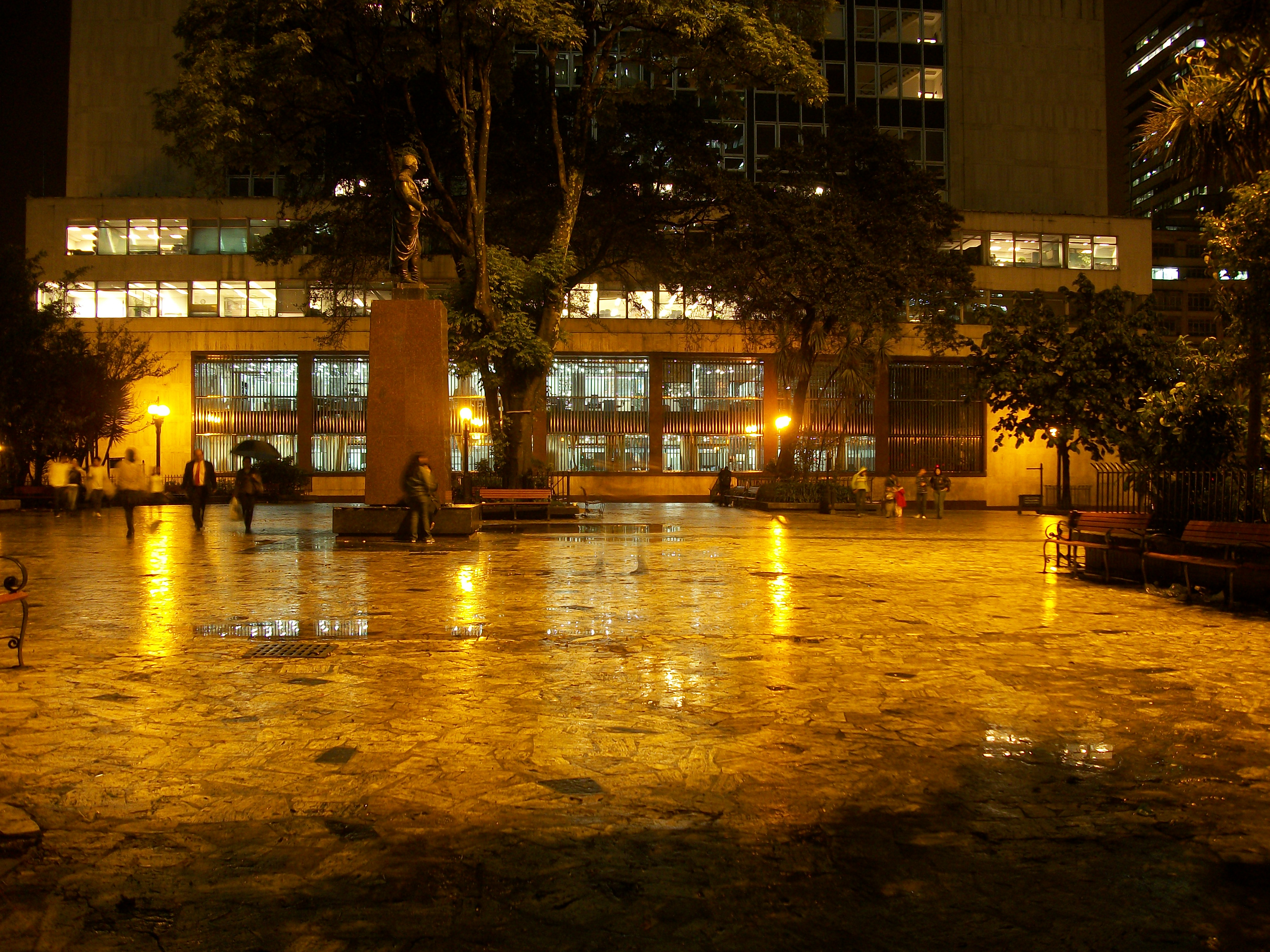
Parc Santander.
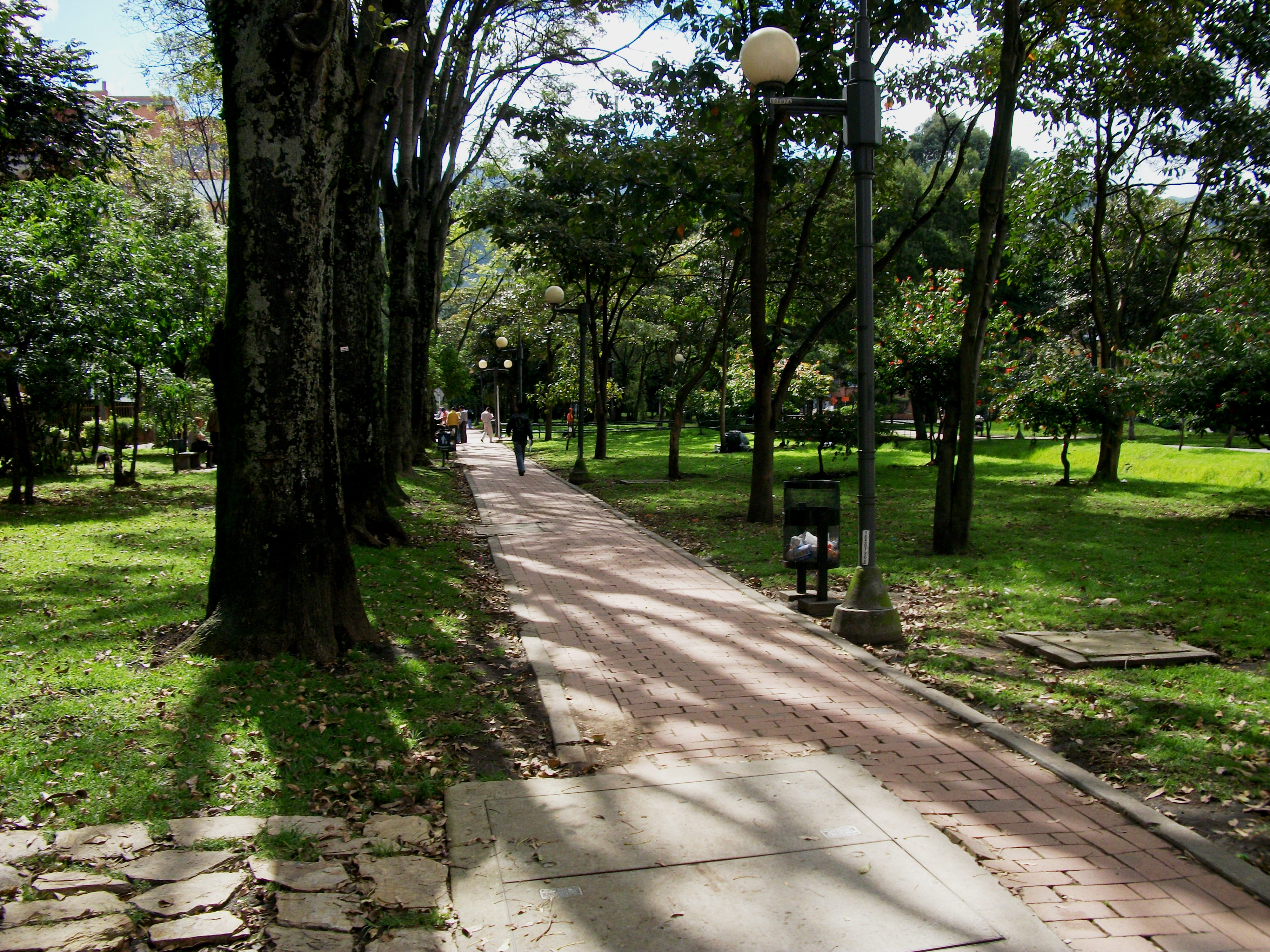
Parc El Virrey.

### Théâtre et arts de la scène

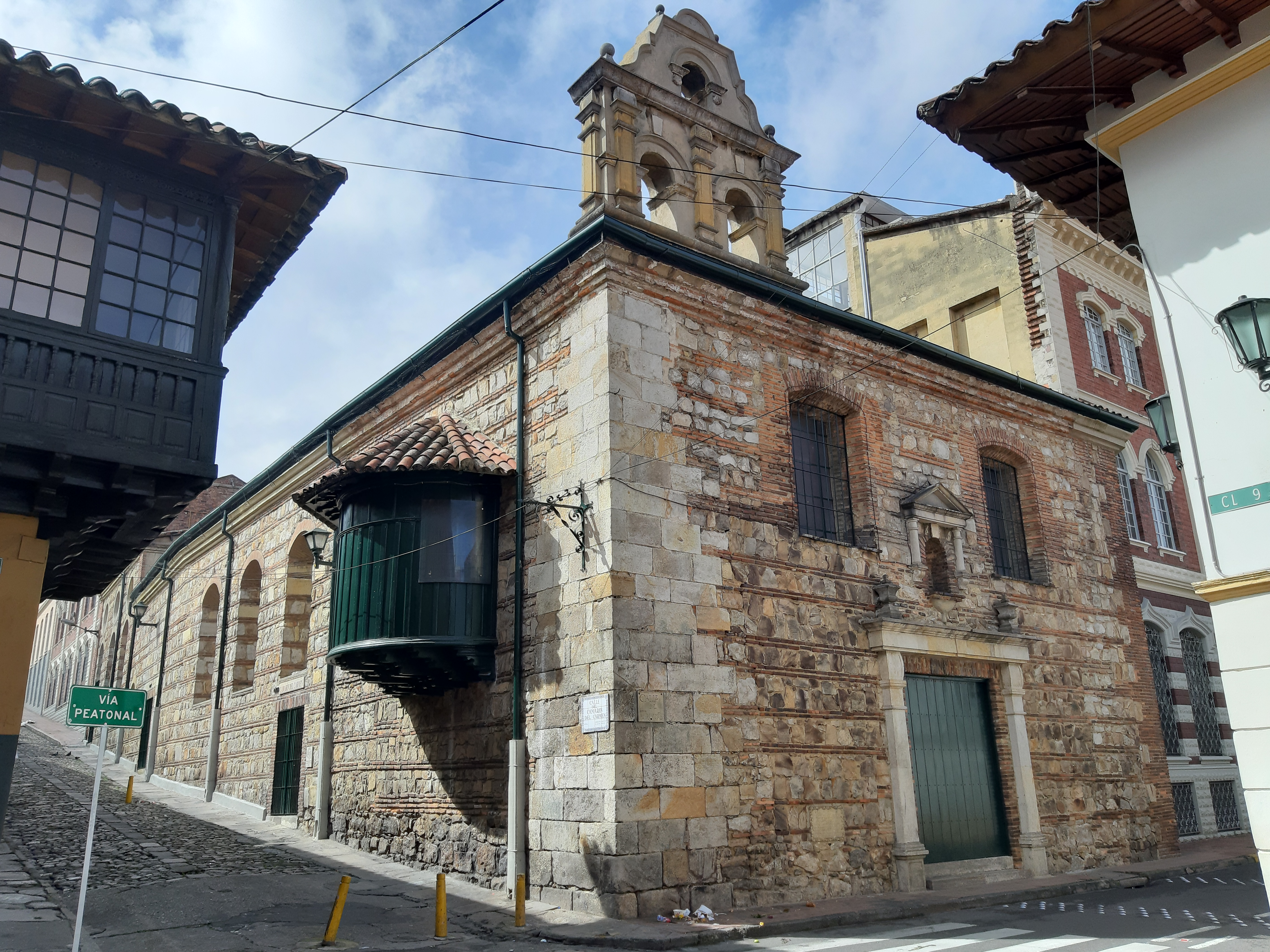
Théâtre Camarín del Carmen.

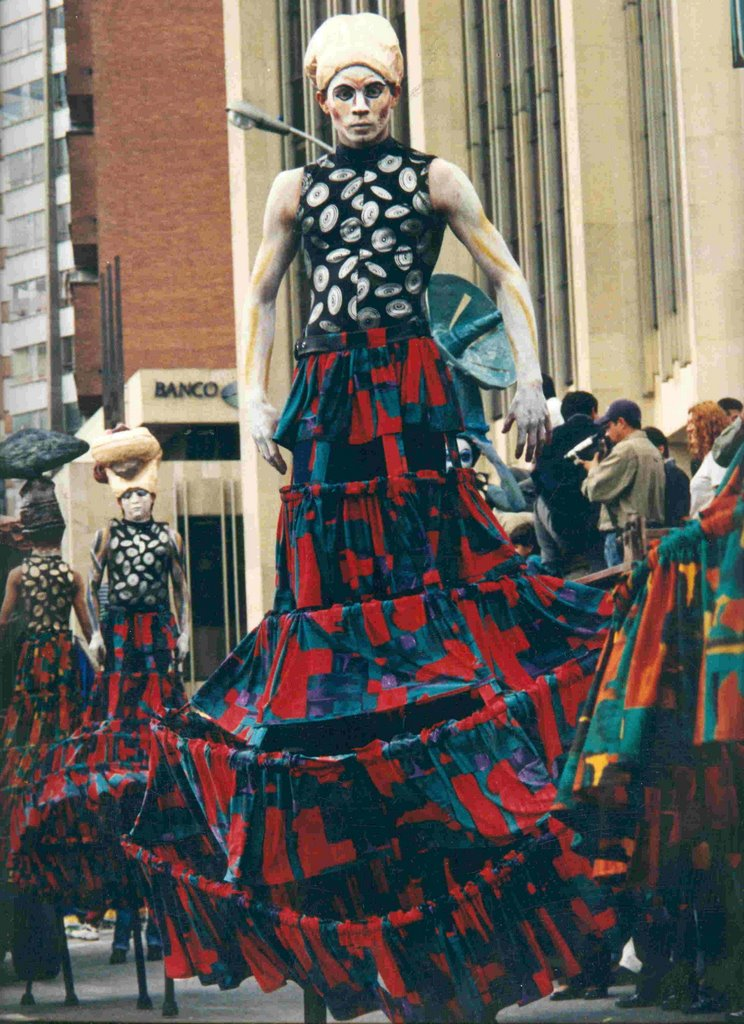
Festival de théâtre ibéro-américain.

Bogota, qui accueille le Festival de théâtre ibéro-américain, comporte 45 théâtres, dont les principaux sont le Théâtre Colón, le Théâtre national avec ses deux salles, le traditionnel TPB Hall, le Théâtre de La Candelaria, le Théâtre Camarín del Carmen (un ancien couvent de plus de quatre cents ans), celui de la Colsubsidio (le fonds d'indemnisation de la Caisse colombienne d'allocations familiales), et un symbole de la ville, le Théâtre rénové Jorge Eliécer Gaitán offrant, actuellement, la plus grande capacité en Amérique du Sud, l'Auditorium León de Greiff qui abrite l'Orchestre philharmonique de Bogota, et l'Open Air Theater, la Media Torta où des manifestations musicales sont également organisées.
Depuis 1984, Bogota a son propre festival de cinéma : le Festival du film de Bogota, qui se déroule généralement en septembre ou octobre. Ce festival attribue le Círculo Precolombino de Oro. De nombreuses salles présentent aussi bien les films contemporains que le cinéma d'art.
Le principal centre culturel de Bogota est La Candelaria, lieu historique de la ville, avec une forte concentration d'universités et de musées. En 2007, Bogota fut désignée « Capitale culturelle ibéro-américaine ».

### Moyens de communication

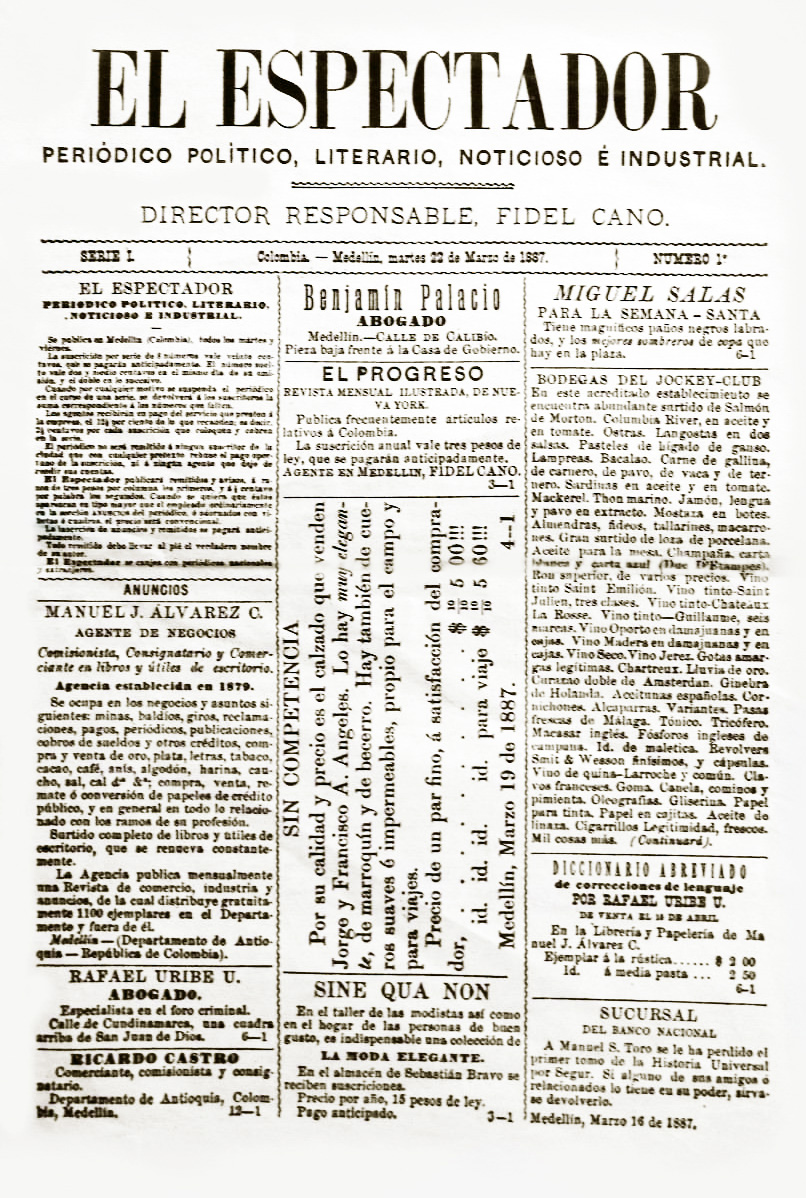
El Espectador du 22 mars 1887.

- Communication télévisuelle : plusieurs chaînes de télévision diffusent leurs émissions à Bogota : les stations locales Canal Capital (es) et Citytv, la station régionale Canal 13, les chaînes nationales Caracol Televisión, RCN Televisión, Canal Uno, Canal Institucional et Señal Colombia. Il existe également plusieurs services de télévision par satellite tels que DirecTV et Telefónica. La télévision par câble est fournie principalement par la société mexicaine Telmex (anciennement TV par câble Bogota (es), Superview et Cablecentro) ainsi que par une entreprise du Venezuela qui, par l'intermédiaire du câble et des antennes paraboliques, permet d'avoir accès à des centaines de chaînes internationales. Plusieurs canaux exclusifs émettent aussi à Bogota.
- Radiodiffusion sonore : dans la capitale de la Colombie, tous les principaux réseaux de radio du pays sont disponibles par les bandes AM et FM. 70 % des stations FM offrent le service Radio Data System (RDS).
- Presse écrite : parmi les journaux, citons El Tiempo, El Espectador, El Periódico et El Nuevo Siglo, ainsi que les quotidiens économiques La República et Portafolio, les tabloïds El Espacio, Q'Hubo, et Extra. Existe aussi le Communist Party's Voz Proletaria. Bogota publie un journal gratuit appelé aDn.

### Gastronomie

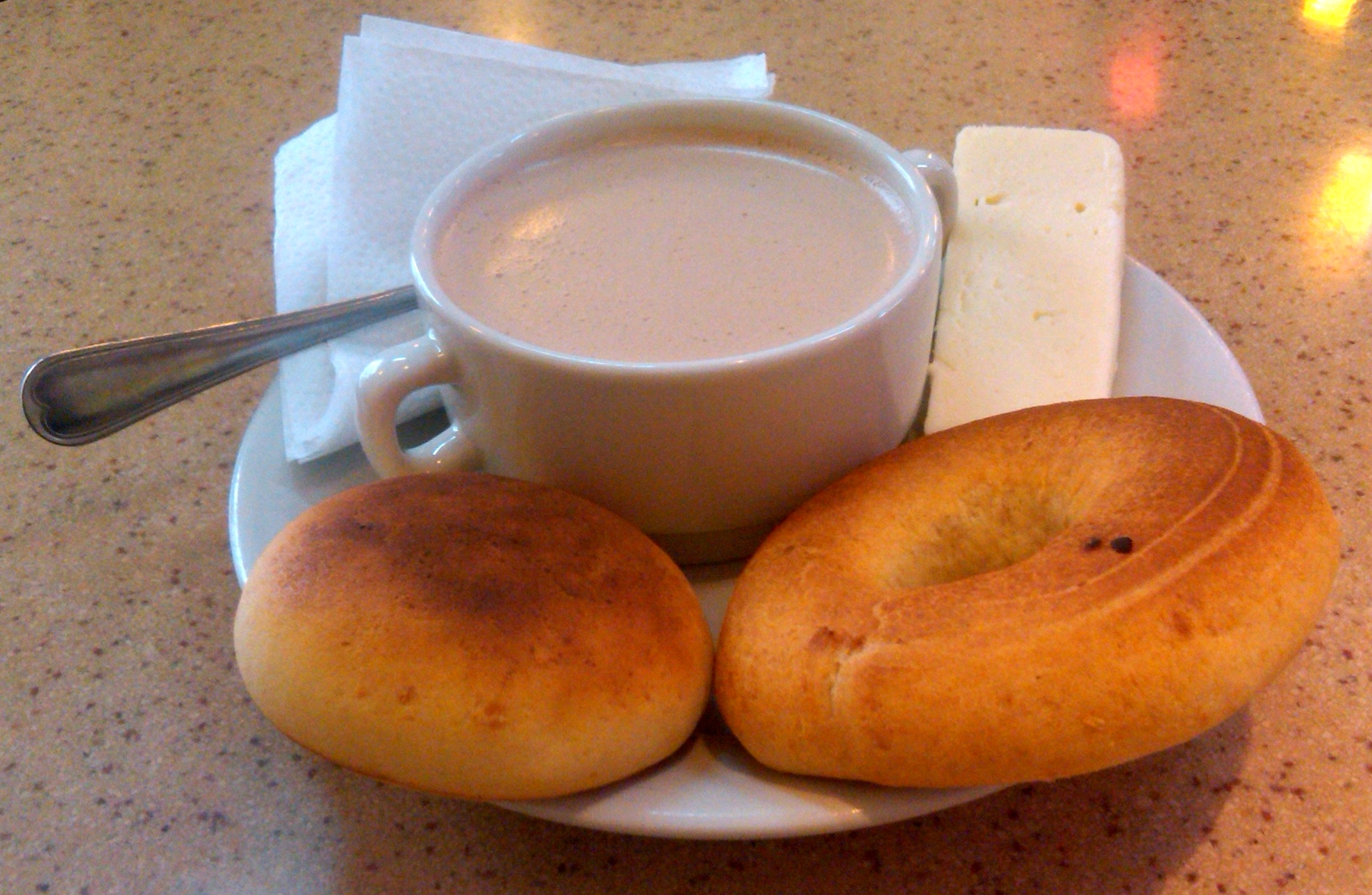
Chocolat chaud de Santa Fe (Chocolate santafereño).

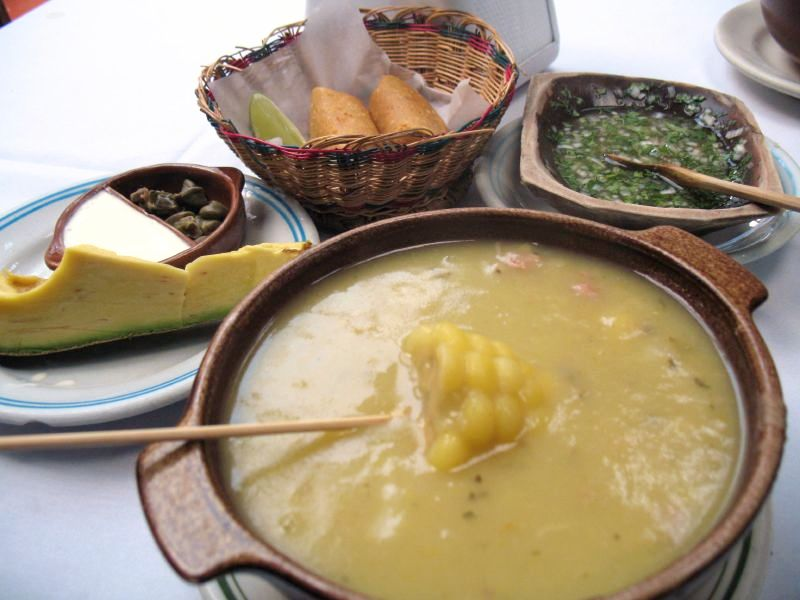
El ajiaco, plat typique de Bogota.

À Bogota, outre la cuisine typique santafereña, on trouve également des spécialités de toutes les régions de la Colombie.
Parmi les plats typiques, on peut citer l'ajiaco santafereño, soupe composée de poulet, de plusieurs sortes de pommes de terre, de manioc, de maïs et d'une herbe appelée guascas. Cette soupe est servie, le plus souvent, avec un peu de crème, de coriandre fraîche et, parfois, des câpres. Elle se consomme accompagnée d'un avocat cru.
Le tamal, cuit à la vapeur dans une feuille de bananier, dont on trouve de nombreuses déclinaisons dans différents pays d'Amérique latine, est souvent servi au petit déjeuner avec un chocolat chaud. Il s'agit d'une pâte de farine de maïs avec de la viande ou du poulet, des pois chiches, des carottes et des épices. Ce plat est présenté dans une feuille de bananier.
L'arepa est une galette de farine de maïs. Sa version la plus courante est l'arepa con queso (au fromage).
Les empanadas, différentes sortes de beignets fourrés, sont également une nourriture courante cuisinée chez soi ou achetée dans la rue.
Les figues au caramel, les fraises à la crème et les desserts avec de la crème en général sont des mets appréciés à Bogota.
Le canelazo est une boisson de l'Altiplano cundiboyacense préparée avec de l'aguapanela (eau sucrée par dissolution d'un pain de sucre de canne), de l'aguardiente et de la cannelle, qui se boit chaude.
La « chicha et masato » (dérivé du maïs fermenté) est une boisson andine typique.
Les boissons les plus courantes, comme ailleurs en Colombie et souvent dans le reste de l'Amérique latine, sont les jus de fruits frais, dilués avec de l'eau ou du lait.

### Religion

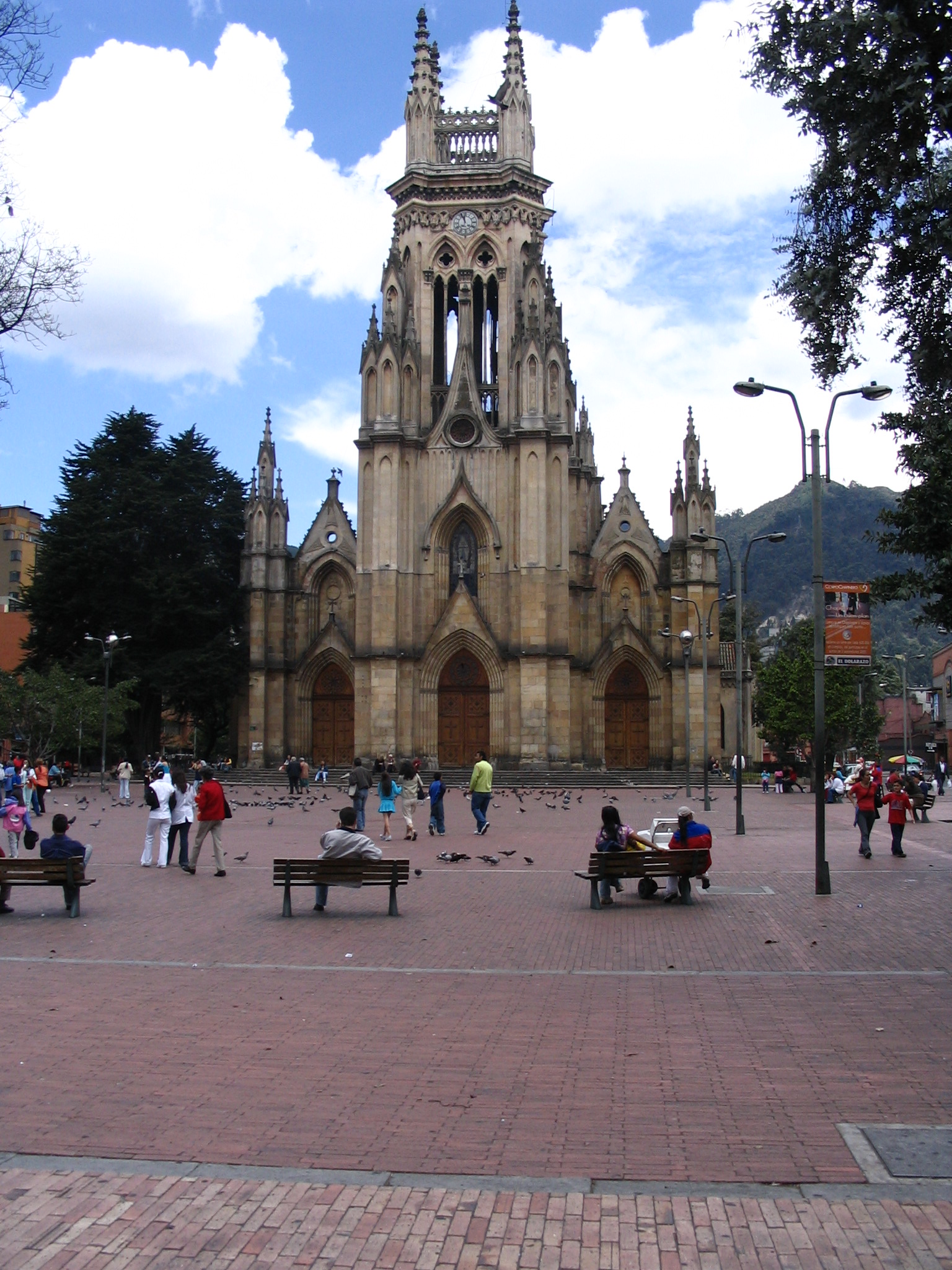
Église Notre-Dame de Lourdes, barrio Chapinero, Bogota.

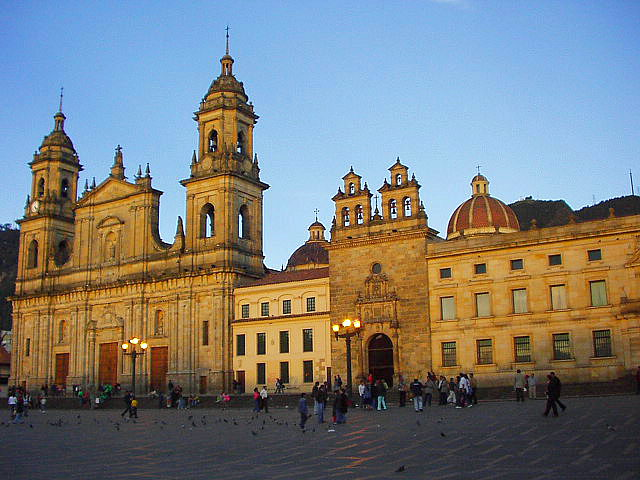
Cathédrale de l'Immaculée-Conception, basilique métropolitaine, plus connue sous le nom de Catedral Primada.

Comme dans toute la Colombie, l'unité familiale tient une grande place parmi les valeurs de la société bogotana et se manifeste particulièrement lors des fêtes religieuses et des temps forts de l'année.
Bogota a été majoritairement catholique; le nombre d'églises construites dans le centre historique de la ville le prouve. La ville est le siège de l'archidiocèse de Bogota depuis le 22 mars 1564, actuellement situé dans les nouveaux bâtiments du nord de la ville. La cathédrale de l'Immaculée-Conception est le siège de l'archevêché.
La Constitution de 1991 a facilité la présence de mouvements protestants et d'autres groupes religieux parmi la population. Une mosquée se trouve dans le quartier de Chapinero. La principale synagogue juive ashkénaze (quatre synagogues existent à Bogota) est située sur la 94e rue (appelée aussi avenue de l'État d'Israël). Le 20 avril 2011, un acte antisémite fut commis sur le mur de la synagogue ashkénaze sous la forme de graffitis haineux (le mot « Juifs » et une croix gammée).
Une église orthodoxe orientale et la cathédrale anglicane San Pablo, l'église mère de l'Église épiscopale de Colombie, sont toutes deux situées dans le quartier de Chapinero.
Le temple mormon de l'Église de Jésus-Christ des saints des derniers jours se trouve dans le quartier de Niza.
Il existe aussi quatre centres bouddhistes dans le nord de la ville.
De nombreuses églises protestantes se dressent dans diverses parties de la ville, y compris la chapelle baptiste de Bogota, l'église de l'Union non confessionnelle, et l'église de la Communauté évangélique de langue allemande Saint-Matthäus dont les services sont en allemand et en espagnol.

### Sport

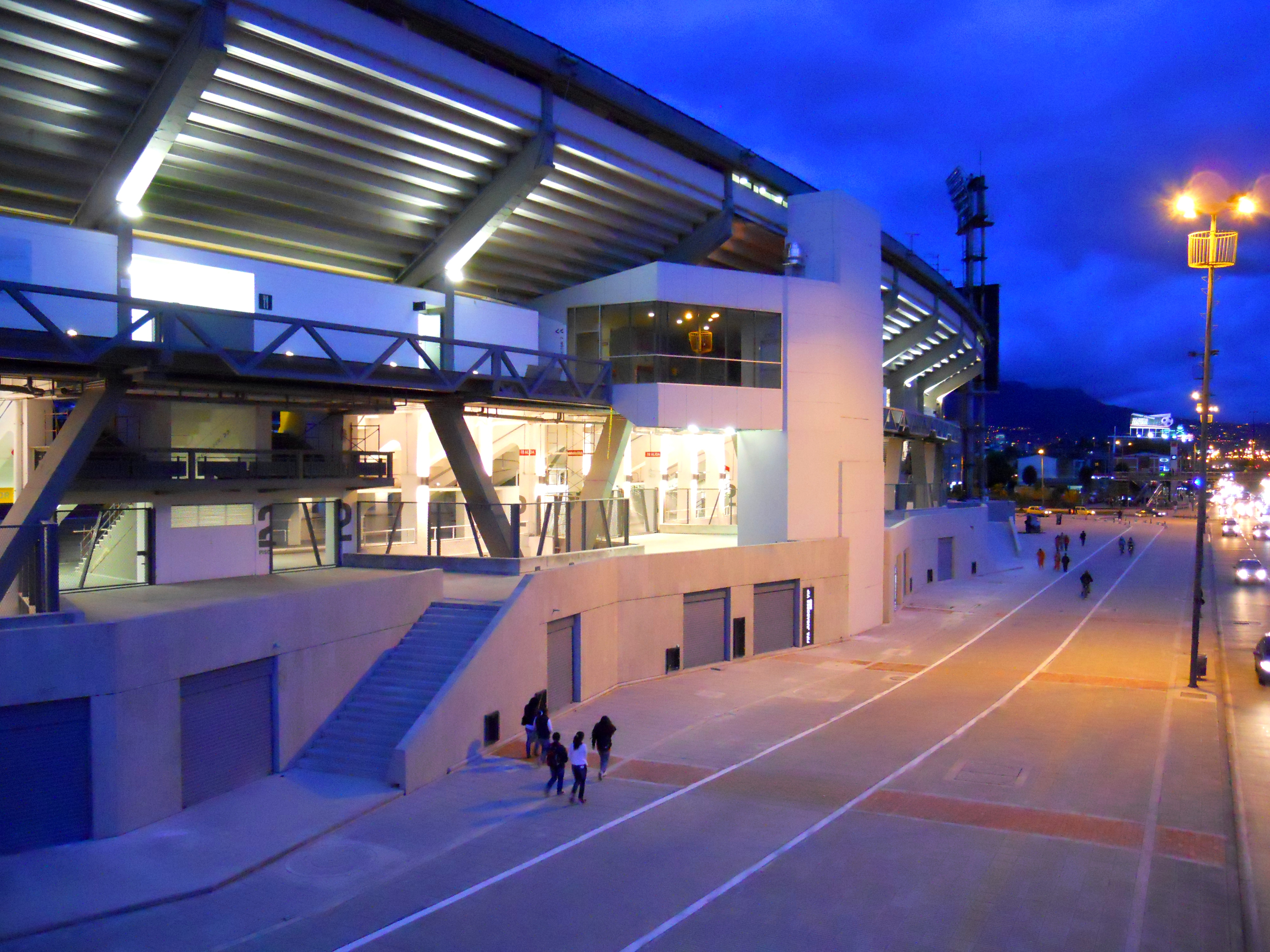
Le Stade Nemesio Camacho El Campín.

L'Institut du district des Loisirs et du Sport veille également à la bonne utilisation des stades de Bogota. Le football en salle, le sport le plus populaire de la ville, a été déclaré sport symbolique de Bogota. Le football professionnel colombien jouit, dans la ville, d'une grande considération en tant que sport national d'une extrême importance. Deux des trois équipes de football de Bogota, Millonarios et Santa Fe, ont un nombre très élevé de supporters. Millonarios a remporté quatorze ligues et Santa Fe sept. Grâce à ces deux équipes, Bogota est la première ville de Colombie en nombre de titres, avec Cali, soit vingt titres reçus. Le Stade Nemesio Camacho El Campín accueille Millonarios depuis 1938, et Santa Fe depuis 1951. El Campín fut l'hôte de la finale de la Coupe du monde de football des moins de 20 ans en 2011. La troisième équipe de football de Bogota est La Equidad.
Parmi les autres grands sites sportifs, citons : le colisée El-Campín, le complexe aquatique du parc Simón-Bolívar, le palais des Sports et le complexe sportif El-Salitre qui inclut le vélodrome Luis-Carlos-Galán-Sarmiento (l'hôte de la Coupe du monde de cyclisme sur piste en 1995) et le stade de baseball El-Salitre.
Bogota a accueilli les premiers Jeux bolivariens en 1938 et les Jeux nationaux en 2004. La ville a été « co-hôtesse », avec d'autres villes de Colombie, de différents Jeux panaméricains et Jeux bolivariens. Bogota est également présente dans le parcours du Tour de Colombie.

### Symboles de la ville
Le drapeau de Bogota a pour origine le mouvement de rébellion qui éclata le 20 juillet 1810 contre les autorités coloniales. Les rebelles ont commencé à porter à l'avant-bras une rosette aux couleurs jaune et rouge, celles du drapeau de l'Espagne alors en vigueur au Nouveau Royaume de Grenade. 142 ans plus tard, par décret 555 du 9 octobre 1952, l'insigne des patriotes de la guerre d'indépendance du 20 juillet 1810 fut finalement adopté comme drapeau officiel de Bogota.
Signification des couleurs :
- le jaune représente la justice, la miséricorde et la bonté ;
- le rouge symbolise la liberté, la santé et la charité.

Par le Royal Warrant de Valladolid du 3 décembre 1548, l'empereur Charles Quint accorda des armoiries à la ville de Santa Fe (actuellement Bogota). En voici un extrait traduit de l'ancien espagnol :

« ... et parce que nous méritons et nous souhaitons que, désormais, le commandement agora et la dite province du Nouveau Royaume de Grenade et les villes aient des armes et soient connus par un bouclier ayant au centre un aigle noir couronné, sur fond d'or, tenant dans chaque patte une grenade rouge, avec neuf grenades d'or sur une bordure bleue. »

Soit en termes de blasonnement : « D'or, à l'aigle couronnée de sable tenant dans chaque patte une grenade de gueules, à la bordure d'azur neuf grenades d'or. » 20
Dans ces armoiries données par Charles Quint au Nouveau Royaume de Grenade, l'aigle symbolise la force, les neuf grenades représentent le courage et l'intrépidité.

Drapeau de Bogota.
Armoiries de Bogota.

### Autres lieux de Bogota
- Arènes de Santamaría

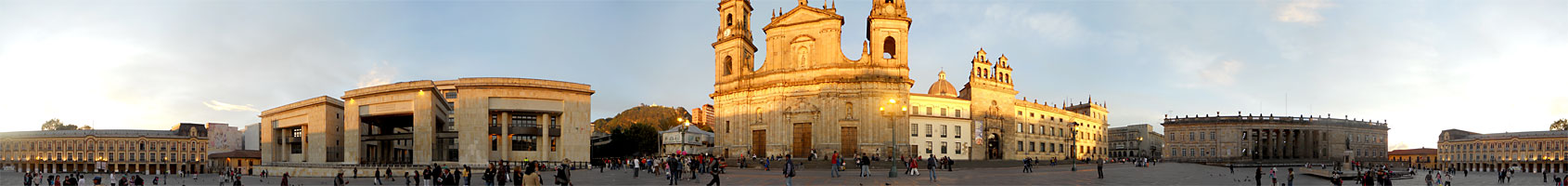
Place Bolívar, Bogota.

- Jardin botanique José Celestino Mutis
- Stade Nemesio Camacho El Campín
- Tour Colpatria

## Dans la culture

### Littérature
Nuñez, héros de la nouvelle de l'écrivain anglais H. G. Wells Le Pays des aveugles (1904) est un alpiniste originaire de Bogotá. C'est pour cette raison qu'il est appelé « Bogotá » par les habitants de ce pays.

### Télévision
Dans La casa de papel, série télévisée espagnole créée par Álex Pina (produite entre 2017 et 2021), le personnage Santiago López (joué par Hovik Keuchkerian) est surnommé « Bogota ».

## Personnalités bogotaines
- María Josefa Acevedo de Gómez (1803 - 1861), romancière.
- Ramón Torres Méndez (1809 - 1885), peintre et lithographe[96].
- Rafael Pombo (1833 - 1912), poète, écrivain et fabuliste[97].
- Rufino José Cuervo (1844 - 1911), écrivain, linguiste et philologue[98].
- José Asunción Silva (1865 - 1896), poète[99].
- Alberto Castilla Buenaventura (es) (1878 - 1937), compositeur, musicien, mathématicien et journaliste[100].
- María Currea (1890-1985), féministe et femme politique[101].
- Rodolfo Llinás Riascos (1934 - ), neuroscientifique[102].
- Antanas Mockus (1952 - ), philosophe, mathématicien, homme politique[103].
- Enrique Peñalosa Londoño (1955 - ), homme politique, militant pour le nouvel urbanisme[104].
- Martín Ramírez (1960 - ), coureur cycliste.
- Íngrid Betancourt (1961 - ), femme politique.
- Juan Pablo Montoya (1975 - ), pilote de course automobile[105].
- Antonio Negret (1982 - ), réalisateur de cinéma.
- Jéssica Cediel (1982-), journaliste.
- Esteban Chaves (1990 - ), coureur cycliste.

### Personnalités religieuses
- Rafael Almansa (1840 - 1927), prêtre franciscain[106].
- Sara Alvarado Pontón (1902 - 1980), fondatrice des Sœurs dominicaines filles de Notre-Dame de Nazareth[107].

## Jumelages et pactes d'amitié
Bogota a passé un accord de jumelage de villes avec Miami (États-Unis) en 1971, un autre avec Cadix (Espagne) en 2008 et également avec Chicago (États-Unis) en 2009. En 1982, la ville a signé un accord de jumelage pour la coopération internationale avec Séoul (Corée du Sud). En outre, Bogota fait partie de l'Union des Capitales culturelles ibéro-américaines (Unión de Ciudades Capitales Iberoamericanas, UCCI) qui regroupe 29 villes d'Ibéro-Amérique (péninsule Ibérique et Amérique latine). Bogota est jumelée avec 37 villes,, :

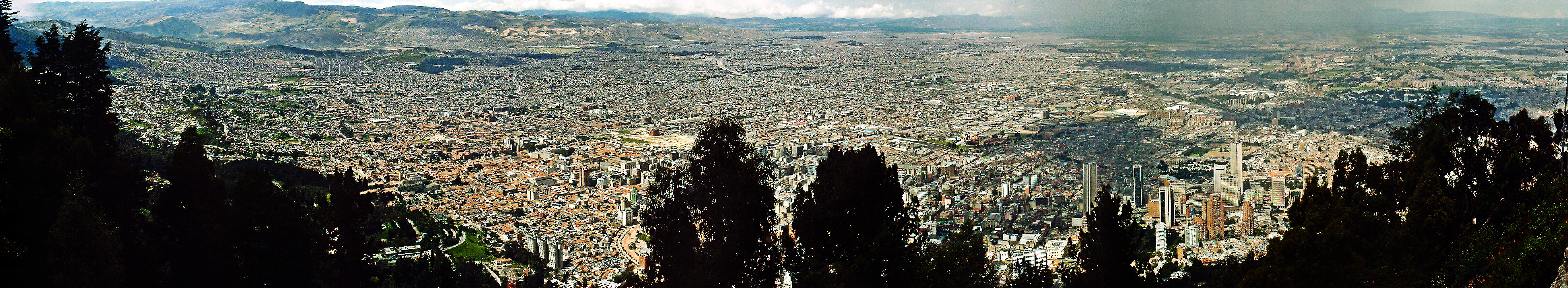
Vue panoramique de Bogota.

- Abu Dhabi (Émirats arabes unis)
- Andorre-la-Vieille (Andorre)
- Asunción (Paraguay)
- Athènes (Grèce)
- Barcelone (Espagne)
- Berlin (Allemagne)
- Brasilia (Brésil)
- Buenos Aires (Argentine)
- Cadix (Espagne)
- Caracas (Venezuela)
- Chicago (États-Unis)
- Guatemala (Guatemala)
- Istanbul (Turquie)[116]
- La Havane (Cuba)
- La Paz (Bolivie)
- Lima (Pérou)
- Lisbonne (Portugal)
- Londres (Angleterre)
- Madrid (Espagne)
- Managua (Nicaragua)
- Mexico (Mexique)
- Miami (États-Unis)
- Montevideo (Uruguay)
- Moscou (Russie)
- Navi Mumbai (Inde)
- New York (États-Unis)
- Panama (Panama)
- Port-au-Prince (Haïti)
- Quito (Équateur)
- Rio de Janeiro (Brésil)
- Rome (Italie)
- San José (Costa Rica)
- San Juan (Porto Rico)
- San Salvador (Salvador)
- Saint-Domingue (République dominicaine)
- Santa Fe (Espagne)
- Santiago (Chili)
- Séoul (Corée du Sud)
- Tegucigalpa (Honduras)
- Toronto (Canada)